# JR東海313系電車
313系電車（313けいでんしゃ）は、1999年（平成11年）5月6日から営業運転を開始した、東海旅客鉄道（JR東海）の近郊形電車である。

## 概要
日本国有鉄道（国鉄）から承継し、当時半数以上残存していた103系・113系・115系・117系・119系・123系・165系の置き換えを目的として登場した。製造は日本車輛製造・東急車輛製造（初期車のみ）・近畿車輛（3次車まで）が担当した。
先に登場していた373系特急形電車を基本とし、近郊形に応じた変更及び改良がなされている。都市部の幹線における近郊輸送からローカル区間でのワンマン運転や有料ライナー列車まであらゆる需要に対応し、同社の標準車両と位置付けられる。そのため、車内仕様や機器構成により、当初から細かな番台区分が設定されている。編成は番台区分に応じ2・3・4・6両編成が存在する。また、在来車の211系、213系、311系や後継形式の315系と併結することができる。
539両が製造され、同社の在来線電車の過半数を占める一大勢力となった。同社のすべての直流電化路線での走行を可能としており、実際全路線で定期運用をもっていたが、2023年（令和5年）4月より中央本線（名古屋駅 - 中津川駅間）での運用は消滅した。そのほかに、東日本旅客鉄道（JR東日本）の篠ノ井線・中央本線へ乗り入れている。
10年以上の長期間にわたって製造されたため、導入年次による仕様変更も多い。そのため、本稿ではまず各次車についての共通事項を述べ、続いて導入年次による仕様の差異を初期車・3次車・4次車・5次車に分けて記述する。
1999年（平成9年）度グッドデザイン賞受賞。
2024年（令和6年）度から2028年（令和10年）度にかけて、名古屋駅を発着する車両に、車内防犯カメラを1両あたり3台設置することをJR東海が公表した。指令員がリアルタイムで映像を確認することができ、常時録画機能も備わっている。

## 構造
本項では共通事項について述べ、番台・増備毎の差異については各項目で述べる。

### 車体
211系以降の近郊形としては一般的な、片側3扉を有する軽量ステンレス製車体であり、乗務員室部のみ普通鋼製で、連結時に通行可能な貫通扉と貫通幌（幌受）を備える。前面窓は側面に回り込むパノラミック・ウィンドウで、運転席側上部に行先表示器、助士席側上部に種別表示器、前照灯は前面窓下部と貫通扉上部に計4個、尾灯は前面窓下左右に前照灯と一体化されて2個設置され、211系や311系と同じ本数のビードが入り、雨樋部は張り上げ屋根構造である。扉間の客室窓は1枚固定式であり、窓柱は荷重を受けない構造として窓ガラスの内側に設け、車内仕様による窓割りの違いに対応している。連結面寄りの側窓は、非常時に上部が内側に折れて開けることのできる構造となっている。先頭部は白色に塗装され、前面から側面にかけJR東海のコーポレートカラーであるオレンジ色の帯を巻いている。ただし、「セントラルライナー」用の8000番台は、有料ライナー列車であることを示すため、カラーリングを変えている。
用途や内装などの差により多様な番台区分があるが、車体の構造はいずれも同一であり、開口が大きい扉間窓の上下内側前後方向に太い骨が通っており、吹寄（戸袋）部分に荷重が集中する構造となっている。側窓の天地寸法は950 mmで、311系の870 mmより拡大された。また、ワンマン運転を考慮し、先頭車の運転台と隣接する側扉は、運転台側に210 mm寄せられている。側扉は、近郊形として一般的な1,300 mm幅の両開きドアを片側3箇所設けられ、戸閉力弱め機構を有した空圧式である。
なお、客室内の騒音低減のため、床下には廃ゴムタイヤ破砕再用品である吸音材が詰められており、他社の新型車両と比較しても高水準の静粛性を有する。

### 機器類
主電動機は373系で実績のある C-MT66A形 三相誘導電動機（出力185 kW、端子電圧1,100 V、電流125 A、周波数86 Hz、定格回転数2,525 rpm）を使用し、MT比を1：1とすることで加速性能を向上させると同時に、10パーミル上り勾配での均衡速度は130 km/hを確保している。MT比は編成にかかわらず固定され、3両編成には動力台車の数を半減した車両（0.5M車）が1両組み込まれる。また、制御装置は373系のGTO素子に代わり、東芝製IGBT素子によるVVVFインバータ（PWM制御、1,700 V/1,200 A 1両2群・1C2M方式）が採用されている。装置は補助電源装置（静止形インバータ・SIV）と一体形で、SIV故障時には制御用のVVVFがバックアップを行うデュアルモード方式である。
台車は、211系の流れをくむ円錐積層ゴム式の軽量ボルスタレス台車（C-DT63A形 / C-TR251形）であり、空気ばね位置に改良を加えられたほか、ヨーダンパを装備する。付随台車は1軸2ディスクブレーキを採用するとともに、踏面清掃装置を備え、踏面ブレーキを省略している。また、全軸に滑走検知装置を備えている。
運転台は373系に準拠しており、貫通式であるためコンパクトにまとめられている。左手ワンハンドル式マスコン、右側にはタッチパネル式モニタ装置を配備し、ボタン式のEB装置、定速制御を装備する。定速制御は一定速度以上で力行4段か5段でボタンを押すと作動する。力行は5段、ブレーキは抑速ブレーキと常用ブレーキ7段、非常ブレーキの計9段階である。
ブレーキ制御は電気指令式である。回生ブレーキを主に、空気ブレーキを従として、編成全体のブレーキ力を確保する「T車遅れ込め制御」を有しており、空気ブレーキの作動を抑制することで褶動（しゅうどう）部のメンテナンス軽減を図っている。また、回生ブレーキは同一饋電区間内に力行車両がないと失効しやすいことから、発電ブレーキ機構を一部の番台区分に併載している。さらに、回生ブレーキが失効した場合でも、その不足分のみを空気ブレーキと発電ブレーキで補うブレンディング制御を採用しており、回生効率の向上と回生失効時における衝動の抑制を図っている。これらのシステムは373系のものを継承している。電動空気圧縮機 (CP) は、実績のあるレシプロ（ピストン）式を採用しながらも、動力源を交流電動機に変更して騒音低減を図っている。

C-DT63A形動力台車
C-TR251形付随台車
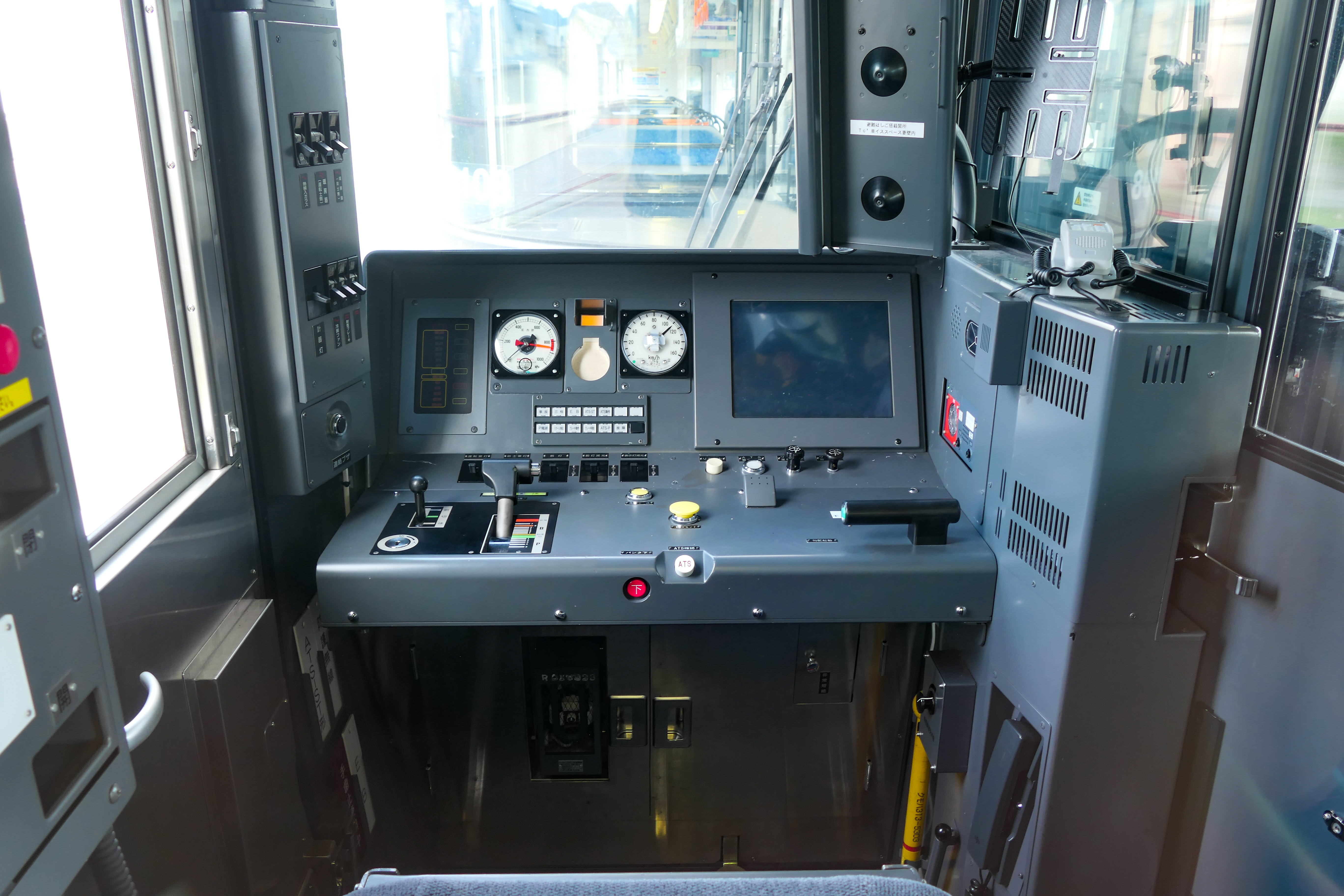
5000番台の運転台

### 車内
座席は用途に応じ、転換クロスシート、固定クロスシート、ロングシートを適宜組み合わせて配置している。このうち、転換クロスシートは座面の奥行きを狭くする代わりにまくら折れ機構を採用することで、足元空間のスペースや快適性を損なわずにシートピッチを311系よりも35 mm詰めることに成功している。
側窓は固定式であり、車端部の側窓の上部のみが内側に折れて開く構造を採用し、非常時の換気に備えている。窓ガラスには紫外線 (UV) カットの複層ガラスを採用しているが、日除けも省略しておらず、フリーストップ式ロールカーテンもしくは横引きカーテンを備える。
交通バリアフリー法への対応として、全車にドアチャイムを備え、全編成に車椅子対応洋式トイレのほか、各扉上にLEDによる車内案内表示装置を備える（小文字2段表示が可能であるが、「締切中　NOT IN USE」の表示を除き専ら大文字1段表示で使用される）。また、乗降促進メロディと車外スピーカーを搭載する。さらに、一部の番台区分では押ボタン式の半自動扉機構を備えている。
車内照明は、客室全長に亘るカバー付き蛍光灯で、5次車ではカバー付きのLEDへと変更になった。

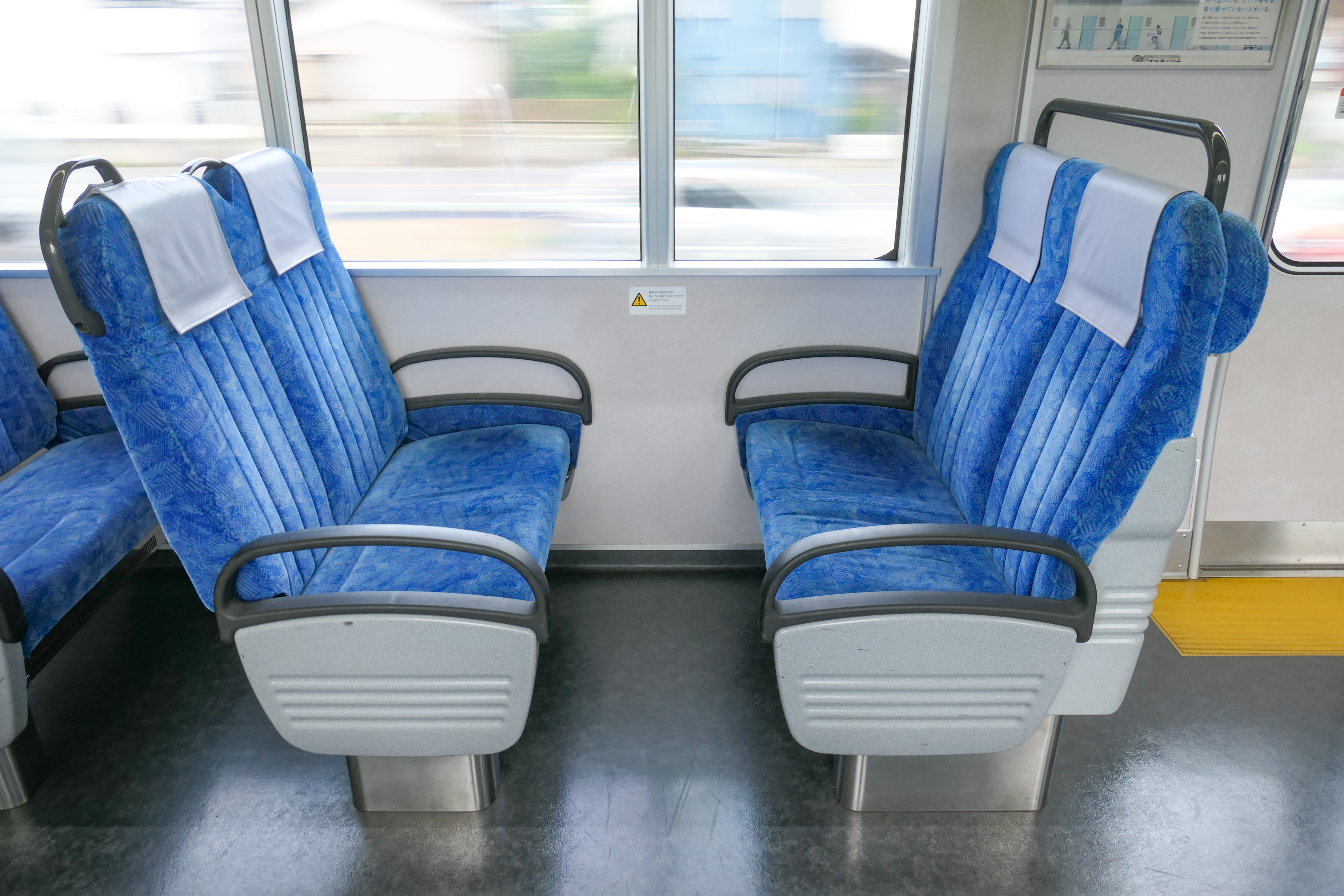
転換クロスシート
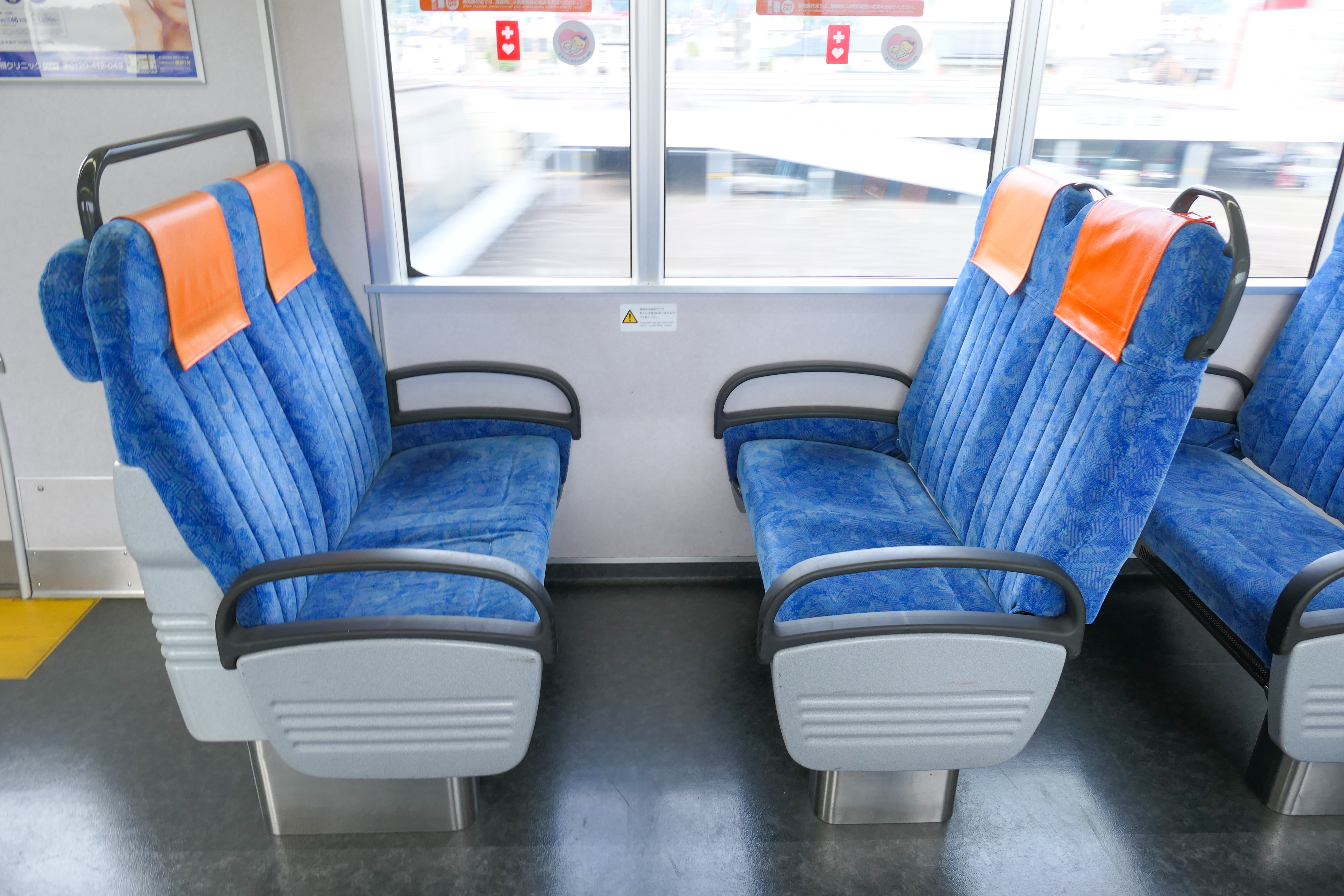
優先席
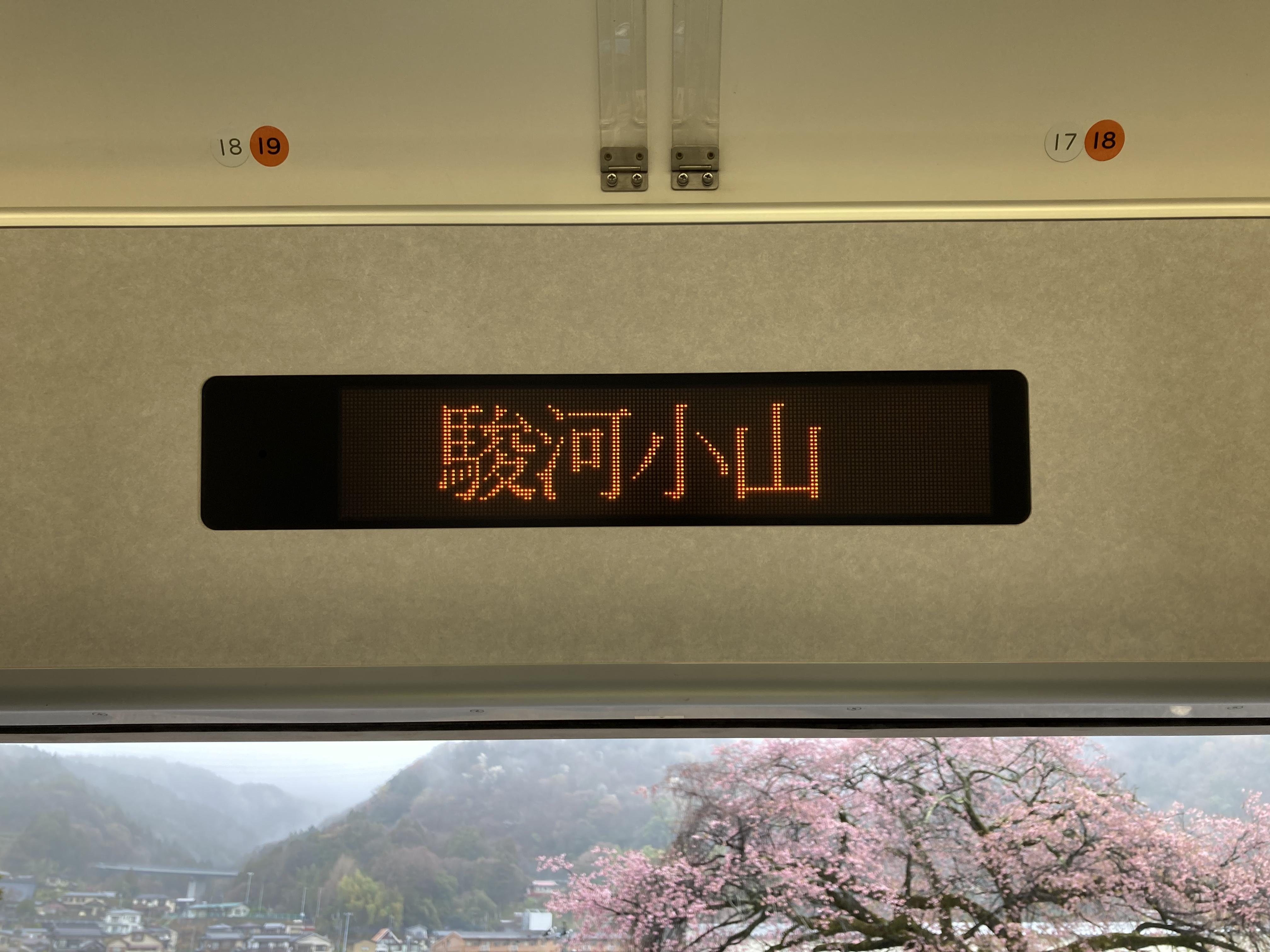
車内案内表示器 （標準型）

## 形式
313系は以下の4形式から構成される。各形式とも番台区分により機器・車内構成が異なるが、番台ごとの詳細は次節で述べる。
クモハ313形
上り方（熱海・塩尻・亀山・国府津方）の制御電動車（Mc）である。シングルアーム方式のパンタグラフや、一体型のVVVFインバータ制御装置と補助電源装置（SIV）を搭載している。
機器の構成により以下の4種に分けられる。
- Mc1：3・4両編成に組み込まれる。SIVの容量は150 kVAである（0/1000/1100番台・1500/1600番台・2500番台・8500番台）。
- Mc2：2両編成に組み込まれる。SIVの容量は80 kVAである（300番台、1300番台）。
- Mc3：3・4・6両編成に組み込まれる。Mc1の機器構成に加え、発電ブレーキ装置（ブレーキチョッパ装置・抵抗器）を搭載する（1700番台・2600番台・5000番台）。SIV容量の関係上、6両編成を組む場合は編成中に後述のM5が組み込まれる。
- Mc4 - 2両編成に組み込まれる。Mc2の機器構成に加え、発電ブレーキ装置（ブレーキチョッパ装置・抵抗器）を搭載する（3000/3100番台・2300/2350番台、5300番台）。

モハ313形
中間電動車 (M) である。VVVFインバータ制御装置を搭載するほか、一部の車両はSIVか空気圧縮機 (CP)  を搭載する。
機器の構成により以下の6種に分けられる。
- M1：4両編成に組み込まれる。パンタグラフを搭載する（0番台、1000/1100番台）。
- M2 - 3両編成に組み込まれる。MT比1:1とするため奇数側の台車のみに主電動機を搭載し、制御装置もそれに応じたものとなっている。パンタグラフは搭載しない（8500番台・1500番台）。
- M3：6両編成に組み込まれる。M1の機器構成に加え、発電ブレーキ装置（ブレーキチョッパ装置・抵抗器）を搭載する（5000番台）。
- M4：3両編成に組み込まれる。M2の機器構成に加え、容量1 kl/minのCPを搭載する（1600番台・2500番台）。
- M5 - 6両編成に組み込まれる。M3の仕様に加え、容量80 kVAのSIVを搭載する（5300番台）。
- M6：3両編成に組み込まれる。M4の機器構成に加え、発電ブレーキ装置（ブレーキチョッパ装置・抵抗器）を搭載する（1700番台・2600番台）。

クハ312形
下り方（米原・甲府方）の制御車 (Tc') である。CP、蓄電池 (BAT) を搭載するほか、車内にトイレが設置されている。
機器の構成により以下の2種に分けられる。
- Tc'1：3・4両編成に組み込まれる。CPの容量は2 kl/minである（0番台、8000番台）。
- Tc'2：2・3・4・6両編成に組み込まれる。CPの容量は1 kl/minである（300/400番台・3000/3100番台・2300番台・5000番台・5300番台・1300番台）。CP容量の関係上、3両編成に組む場合は編成中に前述のM4またはM6が、4両編成を組む場合は後述のT2が、6両編成を組む場合はT2とT3が組み込まれる。

サハ313形
中間付随車 (T) で、一部の車両はCPやBATを搭載する。
機器の構成により以下の3種に分けられる。
- T1：4両編成に組み込まれる（0番台・1000番台）。CPを搭載しないため、編成中に前述のTc'1が組み込まれる。
- T2：4・6両編成に組み込まれる。T1の機器構成に加え、容量1 kl/minのCPを搭載する（1100番台・5000番台）。
- T3：6両編成に組み込まれる。T2の機器構成に加え、BATを搭載する（5300番台）。

## 1次車・2次車
本節では、1998年（平成10年）度から2000年（平成12年）度にかけて製造された車両について述べる。初期車における番台区分は以下の通り。
| 番台区分 | 車内仕様                                | 両数 | 区所 | おもな運行路線 | 備考                                      |
| -------- | --------------------------------------- | ---- | ---- | --- | ----------------------------------------- |
| 0番台    | 転換クロスシート （車端部固定シート）   | 4両  | 大垣 | 東海道本線静岡地区および名古屋地区 （掛川駅 - 米原駅）                                                                                             |                                           |
| 300番台  | 転換クロスシート （車端部固定シート）   | 2両  | 大垣 | 東海道本線静岡地区および名古屋地区 （浜松駅 - 米原駅）                                                                                             | 一部静岡に転出                            |
| 300番台  | 転換クロスシート （車端部固定シート）   | 2両  | 静岡 | 東海道本線静岡地区 （熱海駅 - 豊橋駅） | 一部大垣から転入                          |
| 1000番台 | 転換クロスシート （車端部ロングシート） | 4両  | 大垣 | 東海道本線静岡地区および名古屋地区 （掛川駅 - 米原駅）                                                                                             | 制御車は0番台 2023年1月 - 5月に大垣に転入 |
| 1500番台 | 転換クロスシート （車端部ロングシート） | 3両  | 大垣 | 東海道本線静岡地区および名古屋地区 （浜松駅 - 米原駅）                                                                                             | 制御車は0番台 2022年3月に大垣に転入       |
| 3000番台 | セミクロスシート ワンマン運転対応       | 2両  | 神領 | 中央西線および篠ノ井線 （中津川駅 - 松本駅） 関西本線                                                                                              | 2012年3月に大垣に転出                     |
| 3000番台 | セミクロスシート ワンマン運転対応       | 2両  | 大垣 | 東海道本線静岡地区および名古屋地区 （浜松駅 - 米原駅） 美濃赤坂支線（大垣駅 - 美濃赤坂駅） 飯田線 （豊橋駅 - 辰野駅） 中央東線 （辰野駅 - 茅野駅） | 2012年3月に神領から転入                   |
| 3000番台 | セミクロスシート ワンマン運転対応       | 2両  | 静岡 | 身延線 御殿場線 東海道本線静岡地区 （三島駅 - 静岡駅）                                                                                             |                                           |
| 8000番台 | 転換クロスシート （特別仕様）           | 3両  | 神領 | 中央線名古屋地区 （名古屋駅 - 中津川駅） 「セントラルライナー」「ホームライナー瑞浪」                                                              | 電動車は8500番台 2022年3月に静岡に転出    |
| 8000番台 | 転換クロスシート （特別仕様）           | 3両  | 静岡 | 東海道本線静岡地区 （熱海駅 - 豊橋駅） | 電動車は8500番台 2022年3月に神領から転入  |

大垣電車区（現：大垣車両区）には0番台・300番台92両が配置され、東海道線の快速列車（浜松駅・豊橋駅 - 大垣駅・米原駅）および普通列車（大垣駅 - 米原駅・美濃赤坂駅）を中心に投入された。これによって311系は普通列車（浜松駅・豊橋駅・岡崎駅 - 岐阜駅）を中心に転用され、117系は日中の大多数の運用を失い、浜松駅 - 豊橋駅、大垣駅 - 米原駅の普通列車に転用された。また、朝夕に運用されていた113系は完全に運用を失い、転属あるいは廃車とされた。
神領電車区（現：神領車両区）には1000番台・1500番台21両が配置され、中央線の快速列車（名古屋駅 - 中津川駅）を中心に投入されたほか、8000番台18両が新設の「セントラルライナー」（名古屋駅 - 中津川駅）に投入された。また、篠ノ井線に直通する中央西線ローカル運用（中津川駅 - 松本駅）および関西線（名古屋駅 - 亀山駅）には同区に配置された3000番台32両が投入され、ワンマン運転を開始した。これによって213系5000番台と113系（この両系列はともに大垣電車区から転属）はともに日中の大多数の運用を失った。また、朝夕に運用されていた103系や、中津川駅 - 松本駅間を中心に運用されていた165系は完全に運用を失った。
静岡運転所（現：静岡車両区）には3000番台24両が配置され、身延線・御殿場線に投入された。身延線では既に123系によるワンマン列車が運行されていたが、本系列の投入により、これらの路線では日中のほぼ全ての普通列車がワンマン運転となった。両線から捻出された115系は東海道本線に転用され、大垣電車区から113系が転属してきたこともあって、これらによって老朽化した113系初期車を淘汰した。
次項より各番台区分について解説する。編成の向きは左側が上り方（熱海・塩尻・亀山方）である。

### 0番台・300番台
| 4両編成の0番台（Y14編成）  |  | 2両編成の300番台（Y45編成）  |
| 4両編成の0番台 （Y14編成） |  | 2両編成の300番台 （Y45編成） |

2024年（令和6年）10月1日現在、大垣車両区に4両編成×15本60両（Y1 - Y15編成）と2両編成×5本10両（Y42 - Y46編成）の計22編成74両が、静岡車両区に2両編成×11本22両（K1 -  K11編成）が配置されている。2両編成は300番台と称する。
車内の配色は青を基調とし、座席はシートピッチ875 mmの転換クロスシートであるが、扉横と車端部は方向が固定されているため、実際には過半数の座席が転換できない。また、輸送力確保のため扉間の座席を5列としたことで、座席数が従来の車両より減少することとなった。扉間の窓配置は、シートピッチに合わせて5等分されている。
1999年（平成11年）7月12日に営業運転を開始し、同年12月4日のダイヤ改正以降、快速列車（浜松駅・豊橋駅 -  大垣駅・米原駅）および普通列車（大垣駅 - 米原駅・美濃赤坂駅）の大多数は本番台による運行となり、所要時間短縮と列車の増発が行われた。
運用
- 0番台4両編成（Y編成）

前述の通り、投入当初から311系に代わり東海道線の快速列車を中心に運用されていたが、2006年（平成18年）10月1日のダイヤ改正以降、後述の5000番台の投入により、普通列車（掛川駅・浜松駅 - 豊橋駅、浜松駅・豊橋駅・岡崎駅・大府駅 - 岐阜駅、大垣駅 - 美濃赤坂駅・米原駅）の運用が中心となったものの、300番台や後述の3000番台（神領車両区からの転属車）および5300番台を併結した6両編成での快速運用や、朝夕を中心に0番台や後述の1100番台、311系と併結した8両編成の快速運用も存在する。2012年（平成24年）3月ダイヤ改正では5000番台4次車の投入に伴って捻出した本番台で117系を置き換え、300番台と併結した6両編成の特別快速・新快速運用が増加した。
静岡駅までの定期運用はダイヤ改正毎に廃止と再設定を繰り返していたが、2025年（令和7年）のダイヤ改正で掛川駅以東の乗り入れは消滅した。2015年（平成27年）3月14日ダイヤ改正以降は電化を実施した武豊線でも区間快速を中心に運用されるようになったが2024年（令和6年）のダイヤ改正で運用消滅した。
2011年（平成23年）3月改正から同年9月までは211系0番台との併結運用が、2015年（平成27年）3月14日ダイヤ改正までは300番台との併結で中央線中津川駅までの運用が存在していた。
- 300番台2両編成

大垣車両区（Y30編成）
300番台は、増結用として0番台および1100番台・1500番台および1600番台・5000番台と併結して運用されるほか、本番台または3000番台・5300番台を2・3本併結した列車や、0番台・5000番台の代走運用にも用いられる。
登場時から2006年（平成18年）ダイヤ改正までは特別快速として東海道線と飯田線の豊川駅・新城駅・本長篠駅までの運用が、2012年（平成24年）3月17日のダイヤ改正までは東海道線大垣駅 - 美濃赤坂駅間と飯田線豊橋駅-水窪駅までの運用が、2015年（平成27年）3月14日ダイヤ改正までは0番台との併結で中央本線中津川駅までの運用があった。なお、2015年（平成27年）3月14日ダイヤ改正で電化された武豊線では0番台代走時以外では運用されない。なお、後述の静岡車両区への転属のため、現在は5編成のみがY30編成として大垣車両区に所属している。
静岡車両区転属編成（K編成）
静岡車両区の211系を置き換えるため、2024年（令和6年）3月から7月にかけて11編成が静岡車両区へ転出している。静岡地区では主に315系3000番台と併結した6両編成や、211系6000番台や313系2300番台と併結した4両編成で主に運用されている。
| 編成番号   | ← 浜松・武豊米原 →      | ← 浜松・武豊米原 → | ← 浜松・武豊米原 →   | ← 浜松・武豊米原 →  |
| ---------- | ----------------------- | ------------------ | -------------------- | ------------------- |
| Y0（大垣） | ＞ クモハ313 -0 （Mc1） | サハ313 -0 （T）   | ＞ モハ313 -0 （M1） | クハ312 -0 （Tc'1） |

| Y30（大垣） K（静岡） | ＞ クモハ313 -300 （Mc2） | クハ312 -300 （Tc'2） |

### 1000番台・1500番台1次車

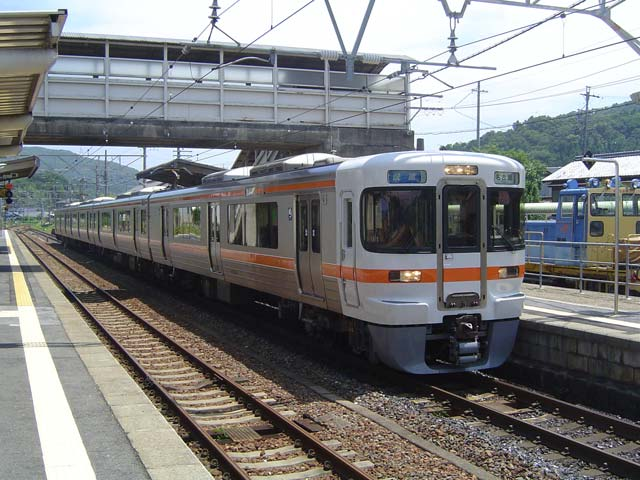
1000番台

東海道線（名古屋地区）用の車両で、2024年（令和6年）10月1日現在、大垣車両区に3両編成×3本9両（J151 - J153編成）と4両編成×3本12両（J11 - J13編成)の計6本・21両が配置されている。3両編成は1500番台と称する。
車内の配色は青を基調としているが、一部に薄紫色が用いられている。座席は扉間が転換クロスシート（シートピッチ875 mm）、車端部がロングシートであるが、扉横のクロスシートは固定されている。座席数の減少や扉間の窓配置は0番台と同様である。クハ312形は車端部にトイレが設置されているが、対面はロングシートではなく、固定クロスシートである。したがって、クハ312形は0番台を称する。
1999年（平成11年）12月4日のダイヤ改正以降は名古屋 - 中津川間の快速列車のほとんどが本番台による運行となったほか、普通列車（名古屋駅 - 高蔵寺駅・多治見駅間）としても運用されるようになった。
運用
登場当初からの運用区間は中央線 (名古屋地区)名古屋駅 - 中津川駅間であった。
2007年（平成19年）3月18日のダイヤ改正では、後述の増備車の登場により中央線では日中の約半数の列車が本番台単独での運行となったが、2008年（平成20年）3月15日のダイヤ改正からは編成増強に伴い、大半の列車が本番台と211系5000番台との併結運転を行うようになり、213系5000番台（2008年（平成20年）3月改正まで）と後述の8500番台も併結対象であった。
2012年（平成24年）3月改正からは、本番台や1300番台および211系との併結による6両編成以上の運用が行われている。
本番台検査時等での代走は予備車が無い場合に限り211系5000番台で行われているが、3両編成に関しては代走に後述の1700番台が使用されていた。
- 1000番台4両編成（B→J編成）

神領車両区所属であったが、2023年（令和5年）1月から同年5月にかけて全車が大垣車両区に転属し、東海道線名古屋地区を中心に大垣車両区既存の1100番台と一体的に運用されている。
神領車両区所属時代はは中央線や関西線名古屋駅 - 亀山駅間のほか、愛知環状鉄道線高蔵寺駅 - 岡崎駅までの運用も存在していた。
神領車両区への315系の導入に伴い、2022年（令和4年）3月ダイヤ改正から大垣車両区に転属するまで関西線のみの運用となり、ラッシュ時間帯の名古屋駅 - 亀山駅間の快速、区間快速、普通列車で使用されていた。
- 1500番台3両編成（B100→J150編成）

前述の4両編成同様に神領車両区所属であったが、2022年（令和4年）3月ダイヤ改正以降は全編成が大垣車両区に転属している。
東海道線では3両編成の運用が存在しないため、3両編成同士を繋ぐ6両固定編成で、米原駅 - 浜松駅間を中心に運用されている。これは飯田線への送り込み・送り返し運用を兼ね、新快速や特別快速での運用もある。なお、1500番台の運用に1600番台および1700番台が充当されることもある。
神領車両区所属時代は、前述の4両編成と同様に中央線、愛知環状鉄道線、関西線名古屋駅 - 亀山駅間で運用されていた。
中央線では211系3両編成と併結した6両編成による運用が大部分を占めていた。2008年（平成20年）3月改正までは本番台3両編成を2本併結した6両編成の運用が存在していた。
関西線では本番台単独の運用に加えて、朝夕においては後述の1300番台と併結した5両編成での運用が存在していた。
| 編成番号                | ← 中津川・瀬戸口名古屋（中央線） → ← 亀山名古屋（関西線） → ← 浜松・武豊米原 → | ← 中津川・瀬戸口名古屋（中央線） → ← 亀山名古屋（関西線） → ← 浜松・武豊米原 → | ← 中津川・瀬戸口名古屋（中央線） → ← 亀山名古屋（関西線） → ← 浜松・武豊米原 → | ← 中津川・瀬戸口名古屋（中央線） → ← 亀山名古屋（関西線） → ← 浜松・武豊米原 → |
| ----------------------- | ------------------------------------------------------------------------------ | ------------------------------------------------------------------------------ | ------------------------------------------------------------------------------ | ------------------------------------------------------------------------------ |
| B0（神領） ↓ J0（大垣） | ＞ クモハ313 -1000 （Mc1）                                                     | サハ313 -1000 （T）                                                            | ＞ モハ313 -1000 （M1）                                                        | クハ312 -0 （Tc'1）                                                            |

| 編成番号                    | ← 中津川・瀬戸口名古屋（中央線） → ← 亀山名古屋（関西線） → ← 浜松米原 → | ← 中津川・瀬戸口名古屋（中央線） → ← 亀山名古屋（関西線） → ← 浜松米原 → | ← 中津川・瀬戸口名古屋（中央線） → ← 亀山名古屋（関西線） → ← 浜松米原 → |
| --------------------------- | ------------------------------------------------------------------------ | ------------------------------------------------------------------------ | ------------------------------------------------------------------------ |
| B100（神領） ↓ J150（大垣） | ＞ クモハ313 -1500 （Mc1）                                               | モハ313 -1500 （M2）                                                     | クハ312 -0 （Tc'1）                                                      |

### 3000番台1次車

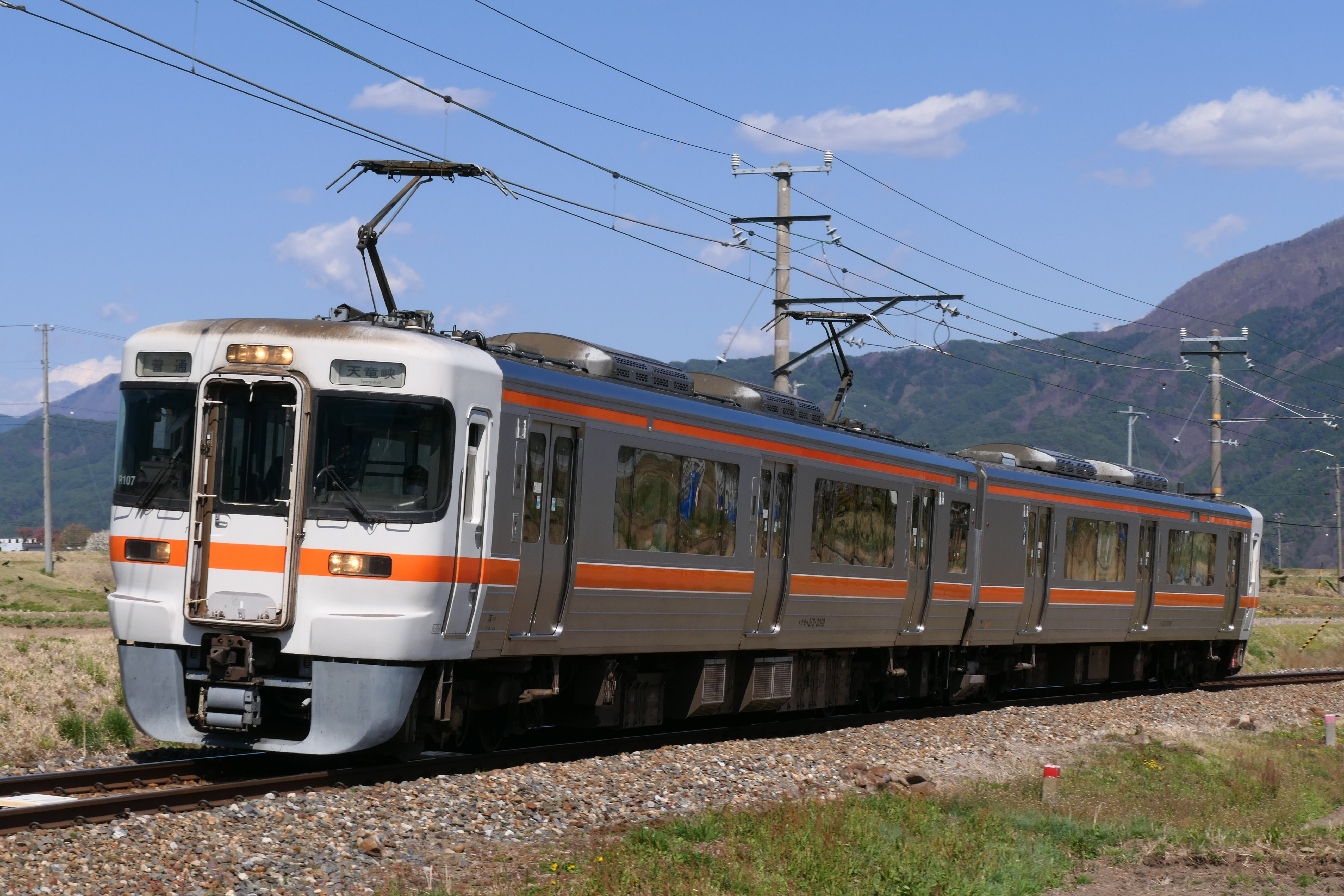
3000番台
（R107編成）

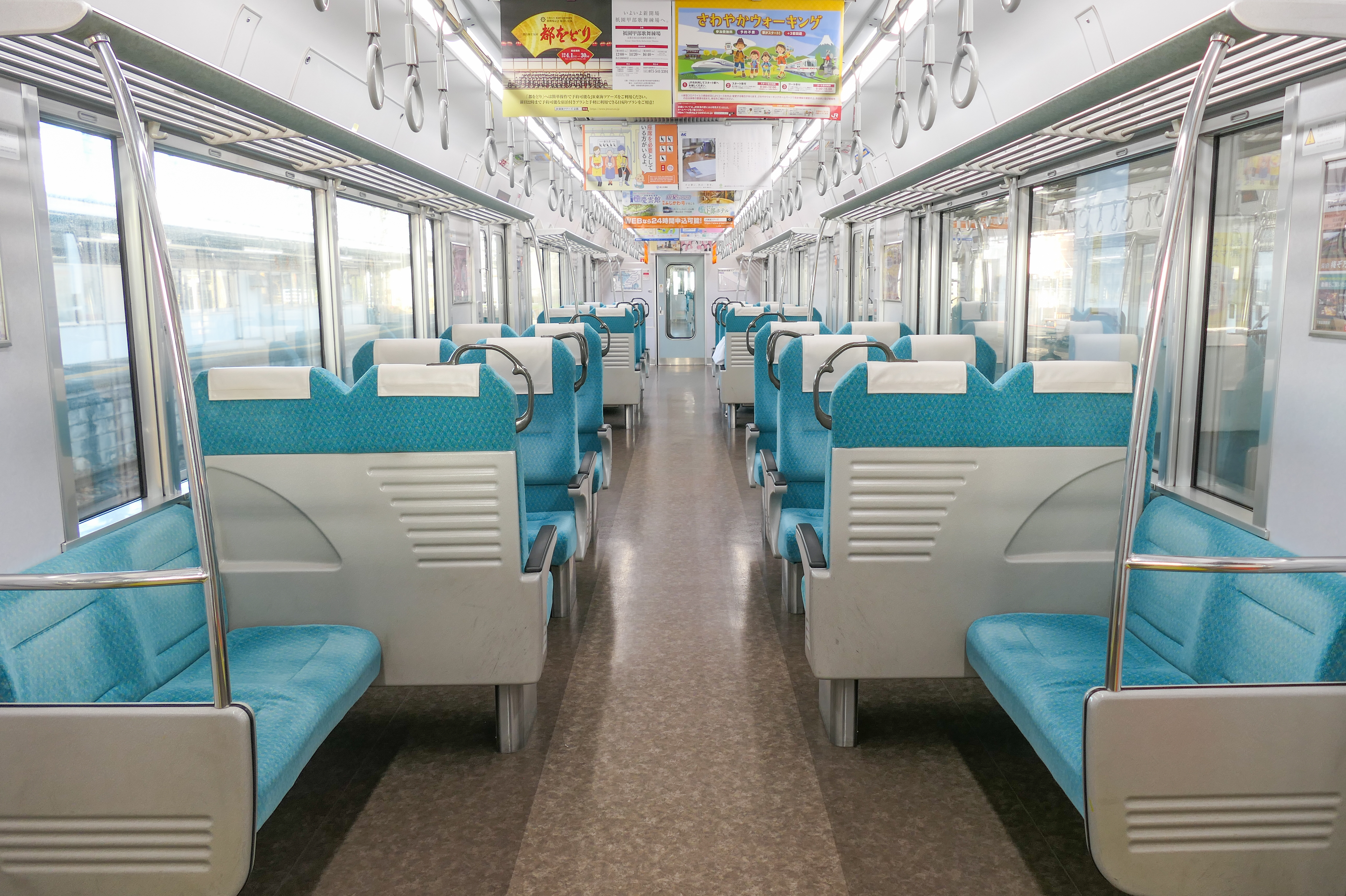
3000番台 車内
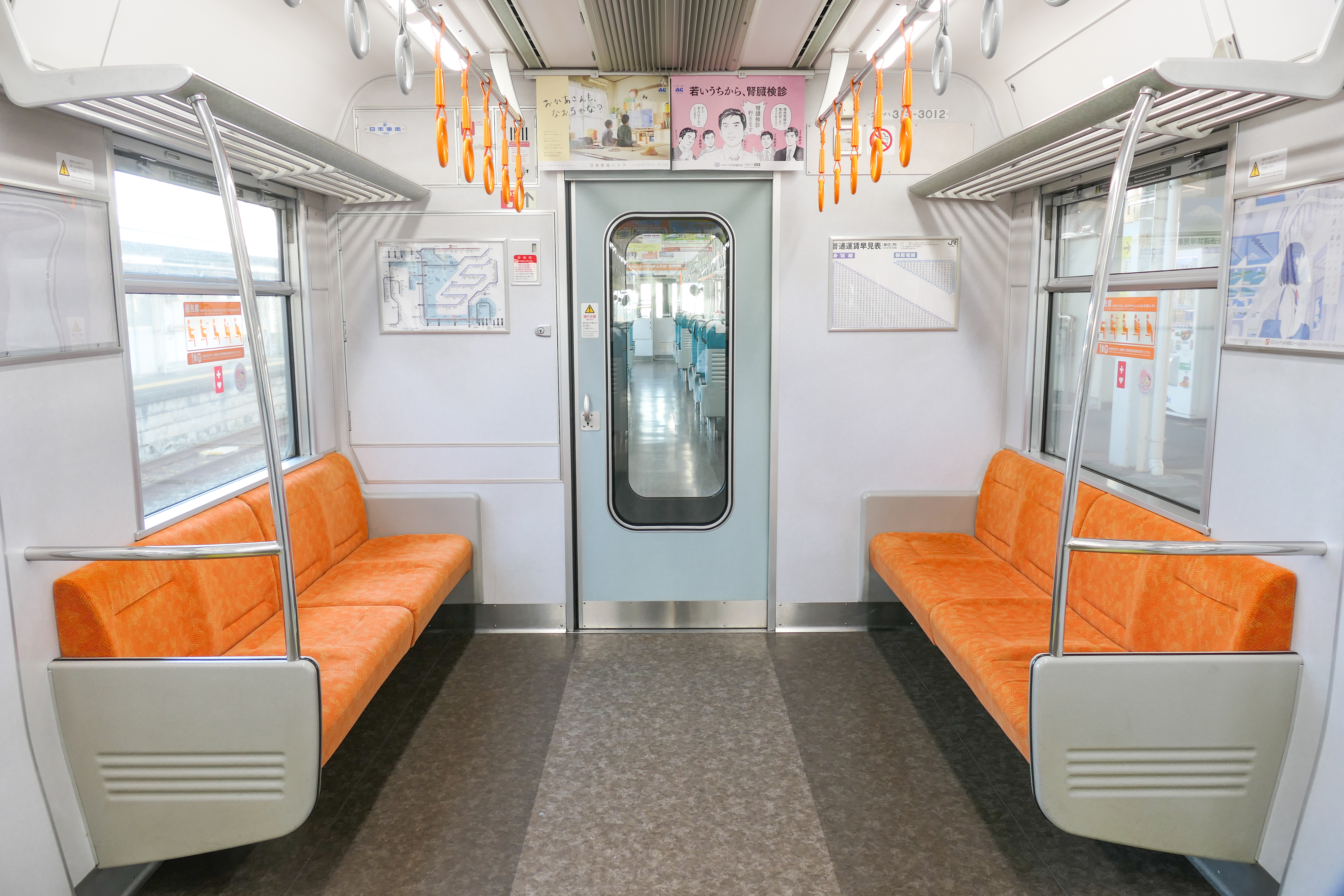
3000番台 優先席

飯田線・御殿場線・身延線用の車両で、2024年（令和6年）10月1日現在、静岡車両区に2両編成×12本24両（V1 - V12編成）、大垣車両区に2両編成×16本32両（R101 -  R116編成）の計28本・56両が配置されている。大垣区所属車は2012年（平成24年）3月まで神領車両区に所属しており、中央本線・篠ノ井線（中津川駅 - 松本駅）および関西線 (名古屋地区)で運用されていた。
車内の配色は緑を基調とし、座席はクモハ313形の車端部と扉付近がロングシート、それ以外は固定クロスシートである。座席数は従来の車両と同程度を確保している。扉間の窓配置はシートピッチに合わせ、不等間隔に4分割されている。
ワンマン運転設備として、出入口表示機、運賃箱、運賃表示器、整理券発行機、サイドミラー、自動放送装置を搭載する。寒冷地で運用されるため、車内保温のための押ボタン式半自動扉機構を搭載するほか、クモハ313形は霜取りのためパンタグラフが2基搭載されている。大垣区所属車は除雪器を装備する。
列車本数の少ない線区での運用を考慮し、発電ブレーキを搭載している。静岡車両区所属のV1編成では、電気二重層キャパシタを用いた鉄道車両用電力貯蔵システムの試験が行われた。
1999年（平成11年）5月6日に営業運転を開始し、同年12月4日のダイヤ改正以後ワンマン運転を開始した（関西本線は2000年（平成12年）3月3日、中央本線（中津川駅 - 塩尻駅）は2000年（平成12年）3月13日）。
静岡車両区所属車（V編成）
主な運用区間は御殿場線（国府津駅 - 沼津駅）と身延線（富士駅 - 甲府駅）である。2007年（平成19年）3月18日のダイヤ改正以降は123系が撤退し、両線のワンマン列車は全て本系列となっている。
イベント開催時に行われる臨時運用では通常の運用区間ではない静岡駅 ‐ 豊橋駅間の入線実績もある。
所属区の静岡車両区への入出庫および折り返し運用の関係で、東海道線 (静岡地区)三島駅 - 静岡駅間での運用が存在する。また、身延線と御殿場線の相互移動は、回送列車か西富士宮駅 - 沼津駅間の普通列車（車掌乗務）により行われている。2009年（平成21年）3月改正では御殿場線から三島駅への直通運転が増加した影響で、三島駅 - 沼津駅1駅間のみの区間列車にも充当されるようになった。
2009年（平成21年）3月改正から2011年（平成23年）3月改正までは、静岡駅 - 島田駅間での運用が存在していた。
東北地方太平洋沖地震（東日本大震災）後の静岡県東部での計画停電の影響で身延線と御殿場線が全面運休になった際には、熱海駅 - 富士駅間の間引き運転の運用に6連や8連で充当された。
静岡車両区への入出庫は211系5000番台か6000番台との併結で行われており、ダイヤ改正毎に併結車両や編成両数および運転区間の変更を繰り返している。
ワンマン運転となるのは普通列車のみで（静岡車両区所属車によるワンマン運転の快速列車は存在しない）、ワンマン運行時の種別幕は緑地に白抜きで「ワンマン」と表示される（大垣車両区所属車とは表示が異なっている）。また、後述の1300番台の投入に前後して、ワンマン列車運賃表示器が大垣車両区所属車と同様の液晶式に順次取り替えられている。
大垣車両区所属車
神領車両区所属時代（B300編成）
東海道本線では登場時から前述の0番台が運用を開始するまで、2本併結の4両で本来は211系0番台が用いられるラッシュ時の快速列車の運用に充当された事例や、平日の朝に4本併結の8両がそれまでの113系に代わって普通列車に使用された事例があった。1999年7月に165系が定期運用から離脱すると、中央本線・篠ノ井線（中津川駅 - 松本駅）および関西線（名古屋駅 - 亀山駅）を中心に運用されるようになった。また、関西線で使用する車両の送り込みやラッシュ時の編成増強をかねて、名古屋駅 - 中津川駅間でも211系5000番台や313系1000番台、後述の8500番台と併結して運用されており、213系との併結で東海道線名古屋駅 - 岐阜駅間の運用も存在した。
ワンマン運行時の種別幕は「ワンマン 普通」と横並びで表示でされていた。2009年3月改正以降、関西本線の快速列車増発に伴いワンマン列車での快速運用も開始したことから「ワンマン 快速」の表示も見られた。
後述の1300番台の投入により、2011年（平成23年）8月から翌年3月までに全編成が大垣車両区に転属した。
大垣車両区転属後（R100編成）
2011年（平成23年）8月15日に神領車両区からB301・B302・B312・B313の4編成が転入し、それぞれR101・R102・R112・R113となりR編成となったのを皮切りに、2012年（平成24年）4月までにB303 - B311・B314 - 316も転入し、それぞれR103 - R111・R114 - R116となり全編成が大垣区に転属した。2011年（平成23年）9月に神領車両区に転出した211系0番台に代わり2編成併結の4両編成で運用を開始した。2011年（平成23年）12月より119系を順次置き換える形で飯田線での運用を開始した。
大垣区転属に際して、ワンマン列車運賃表示機がキハ25形や1300番台と同様の液晶式のものに取り替えられた。
- 3000番台 車内
- 3000番台 優先席

| 編成番号                    | ← 浜松米原・美濃赤坂 → ← 豊橋（飯田線）辰野 → ← 熱海・国府津静岡・甲府 → | ← 浜松米原・美濃赤坂 → ← 豊橋（飯田線）辰野 → ← 熱海・国府津静岡・甲府 → | ← 浜松米原・美濃赤坂 → ← 豊橋（飯田線）辰野 → ← 熱海・国府津静岡・甲府 → |
| --------------------------- | ------------------------------------------------------------------------ | ------------------------------------------------------------------------ | ------------------------------------------------------------------------ |
| V（静岡）                   | ＜＞ クモハ313 -3000 （Mc4）                                             | クハ312 -3000 （Tc'2）                                                   |                                                                          |
| B300（神領） ↓ R100（大垣） | ＜＞ クモハ313 -3000 （Mc4）                                             | クハ312 -3000 （Tc'2）                                                   |                                                                          |

### 8000番台

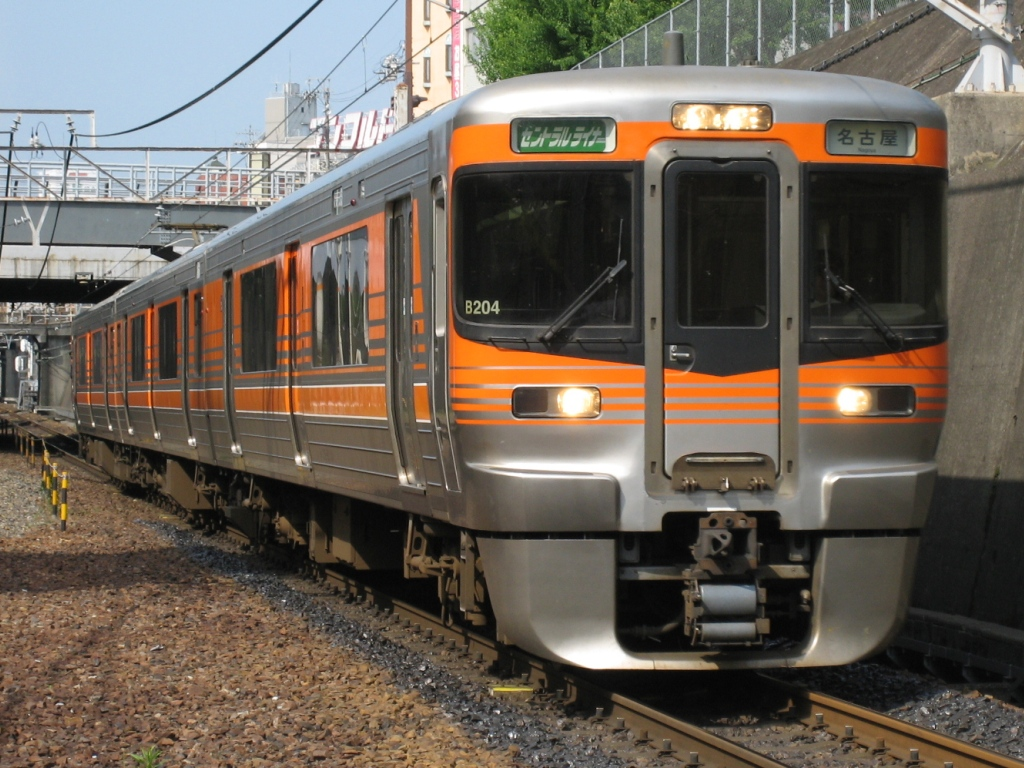
8000番台
（B204編成）

中央線名古屋地区で運転される有料定員制快速列車「セントラルライナー」用として製造された。全編成が3両編成であるため、電動車は8500番台のみが存在する。1999年（平成11年）12月4日に営業運転を開始し、3両編成×4本（12両）が新製された。その後好評により利用客が急増したため2001年（平成13年）に3両編成×2本（2次車6両）が増備されたが、このときJR東海の在来線車両としては初めて転落防止幌が新製時から取り付けられている。
2022年（令和4年）3月11日に名古屋地区での運用を終了し、全車両が神領車両区から静岡車両区に転属した。
エクステリアについては、他番台と異なったカラーリングがされており、前頭部も銀色塗装として、オレンジ色の帯を窓周りに巻いている。また、側面には行先・種別表示器とは別に、キハ75形と同型の号車・席種別表示器が設けられた。ライナー運用時は中央扉を締切とするため、扉の選択開閉装置と案内用のLED案内表示器が扉脇に設けられており、中央扉には側面帯が巻かれている。
車内の配色は赤紫を基調としている。座席は扉間が転換クロスシートで、シートピッチが910 mmに広げられたほか、扉横の座席も転換できる。車端部は固定クロスシートで、「セミコンパートメント」と称する（ただし、テーブルが設置されているだけである）。後述のとおり、全員着席を前提とする列車としての運用を念頭に置いているため、案内表示器は扉部分の客室天井に枕木方向に吊り下げられている。また、他番台の遮光幕に代えてプリーツカーテンを装備し、扉横には遮風板が設置されている。扉間の窓配置はシートピッチに合わせ、不等間隔に3分割されている。寒冷地での運用を考慮し、通常は使用されないが車内保温のため押ボタン式の半自動扉機構を搭載している。
運用
神領車両区所属時代（B200編成）
当初は「セントラルライナー」を中心に中央線で運用された。2008年（平成20年）3月15日のダイヤ改正から、「ホームライナー中津川」としても運用されるようになった。
普通・快速運用でも大半の運用が本番台のみによる組成であり、211系5000番台や313系他番台との併結運用が存在するが、213系との併結は2008年（平成20年）3月改正で消滅した。211系0番台や311系との併結は当初から存在しない。
2007年（平成19年）3月18日のダイヤ改正から、本系列としては唯一の130 km/h運転を実施している。
2013年（平成25年）3月16日のダイヤ改正により「セントラルライナー」が廃止され、中央本線（名古屋駅 - 南木曽駅間）の快速・普通、「ホームライナー瑞浪」を中心に使用されていた。
2016年（平成28年）11月23日にB203編成が団体臨時列車として東海道本線静岡駅まで入線した（客扱い区間は安城駅 - 焼津駅間）。
2018年（平成30年）夏季には、「信州デスティネーションキャンペーン」で臨時列車が運行され、辰野支線と飯田線の伊那市駅まで、回送で駒ケ根駅まで入線した。
2021年（令和3年）11月28日には、「さわやかウォーキング」開催に伴う臨時列車が運行され、飯田線の豊橋駅から三河川合駅まで、回送で中部天竜駅まで入線した。
2022年（令和4年）3月5日から3月11日まで、快速や区間快速、普通列車として関西線亀山駅まで入線した。
静岡車両区転属後（S編成）
2022年（令和4年）3月12日のダイヤ改正を前に名古屋地区での運行を終了し、神領車両区から静岡車両区へ転属した。2022年（令和4年）3月14日より静岡地区にて営業を開始した。
静岡車両区転属後は、静岡地区の東海道線普通列車の運用が中心となっており、211系5000番台・5600番台と併結した6両編成の運用や、313系2500番台・2600番台との共通運用に用いられる。静岡地区にも「ホームライナー」は存在するが、全て373系で運転されるため、原則本形式はホームライナーの運用に充てられない。そのため席種別に関連した設備の使用は停止された。車体側面の号車・席種別表示器は無表示で固定されたほか、車内LED案内表示器の号車・席種別表示箇所はステッカーで塞がれている。
静岡地区のほか、N編成の代走として3両編成単独で御殿場線や身延線でも運用されることもある。
2024年（令和6年）10月1日現在、静岡車両区に3両編成×6本18両（S1 - S6編成）が配置されている。

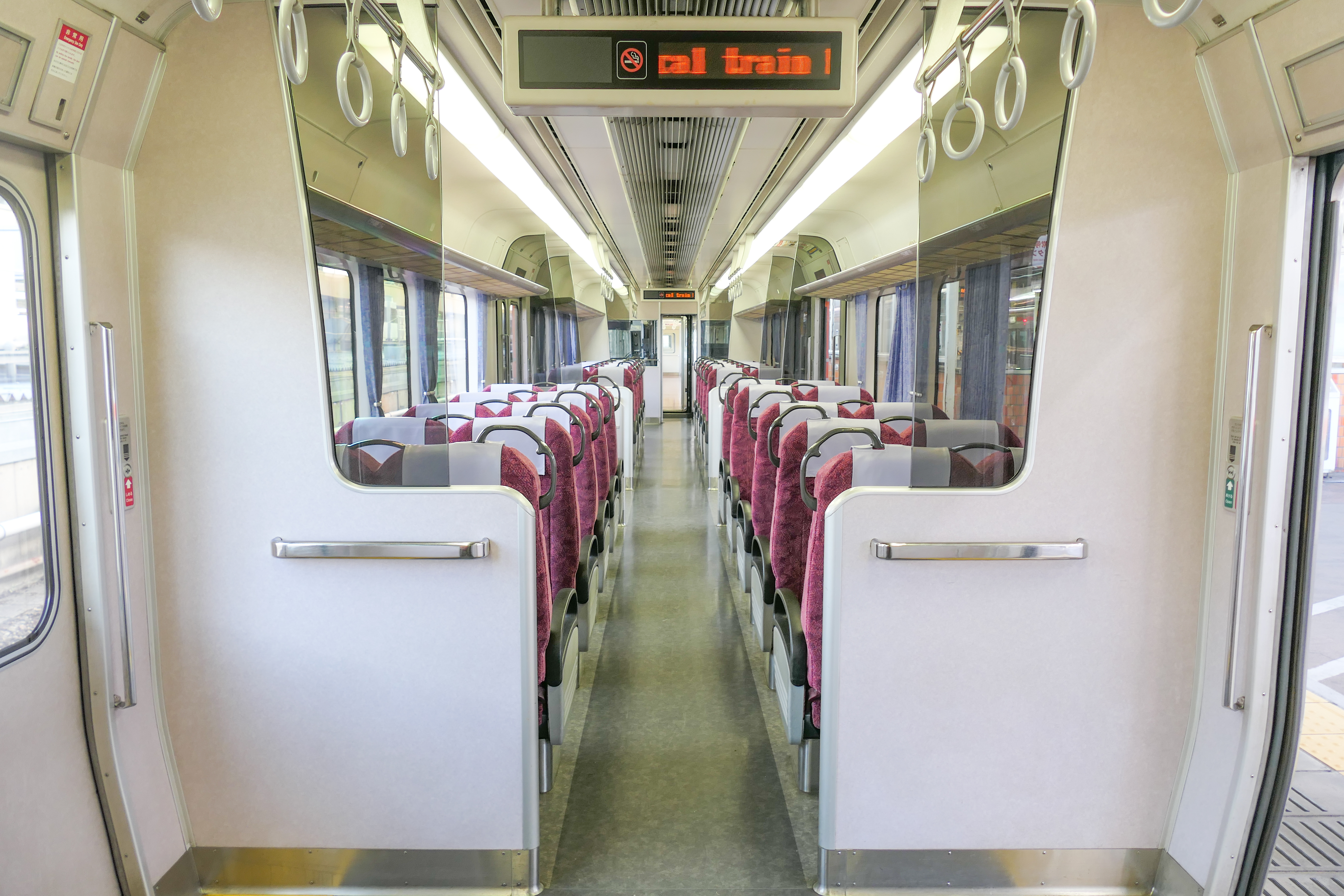
遮風板が設置された車内
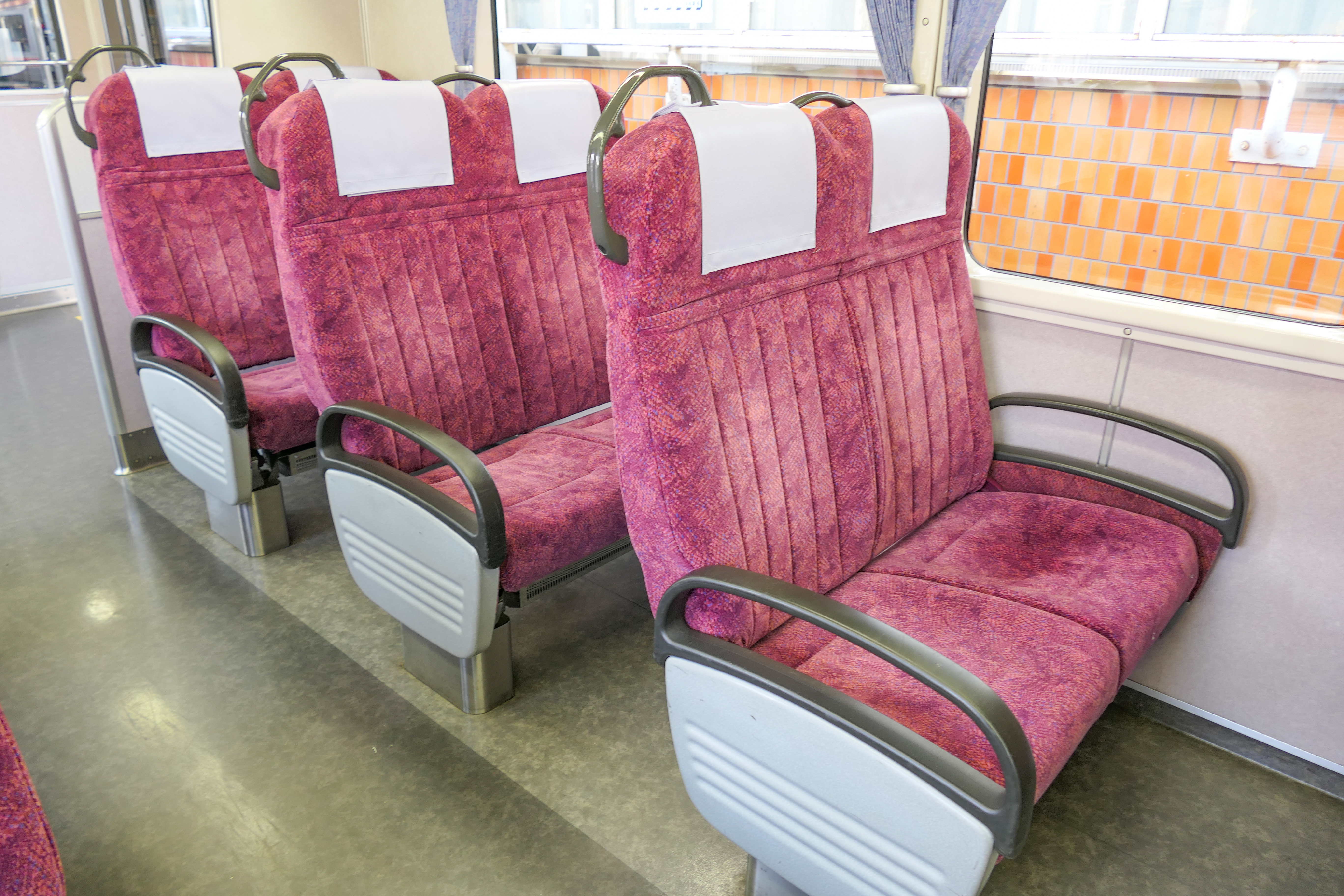
転換クロスシート
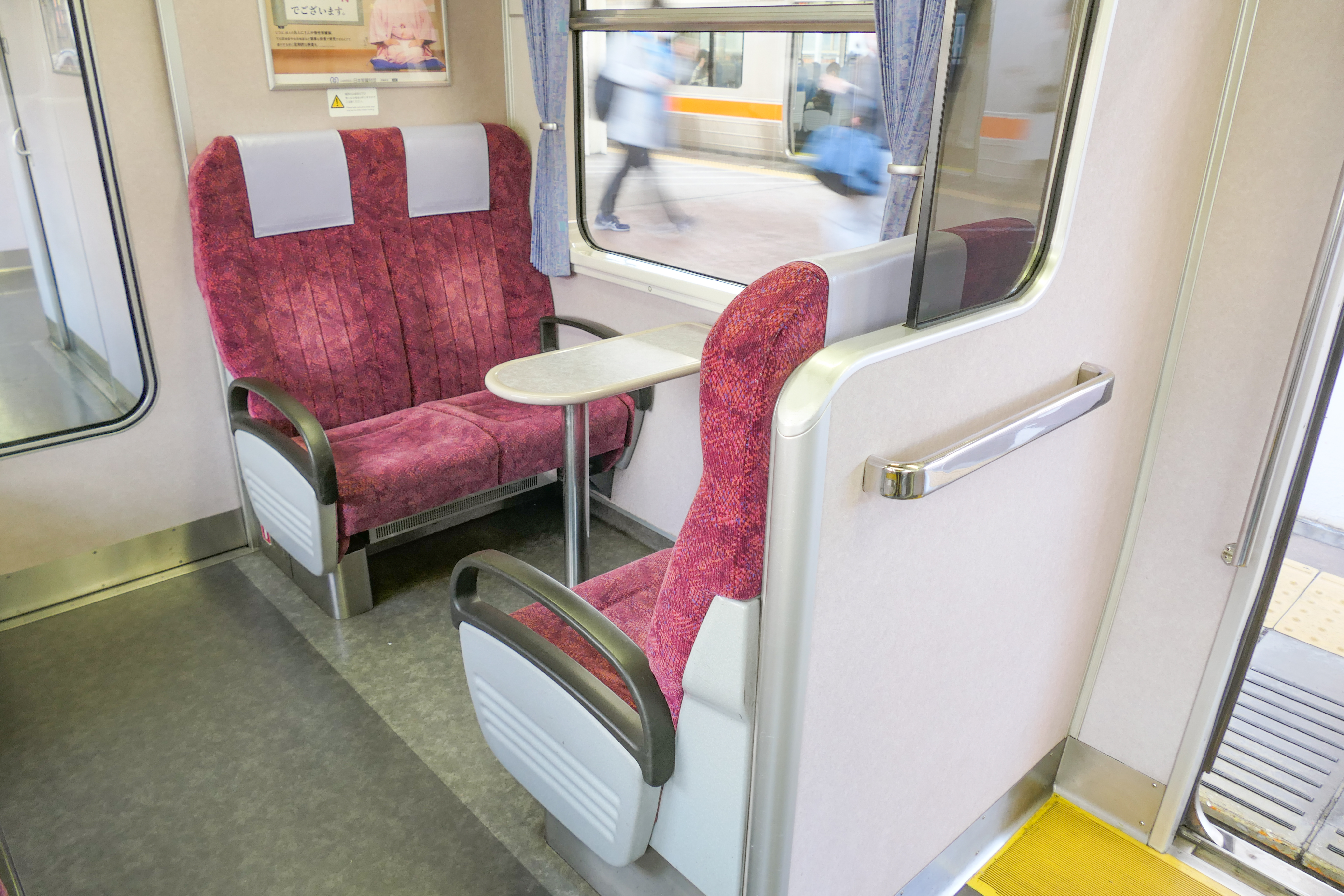
車端部の固定クロスシート
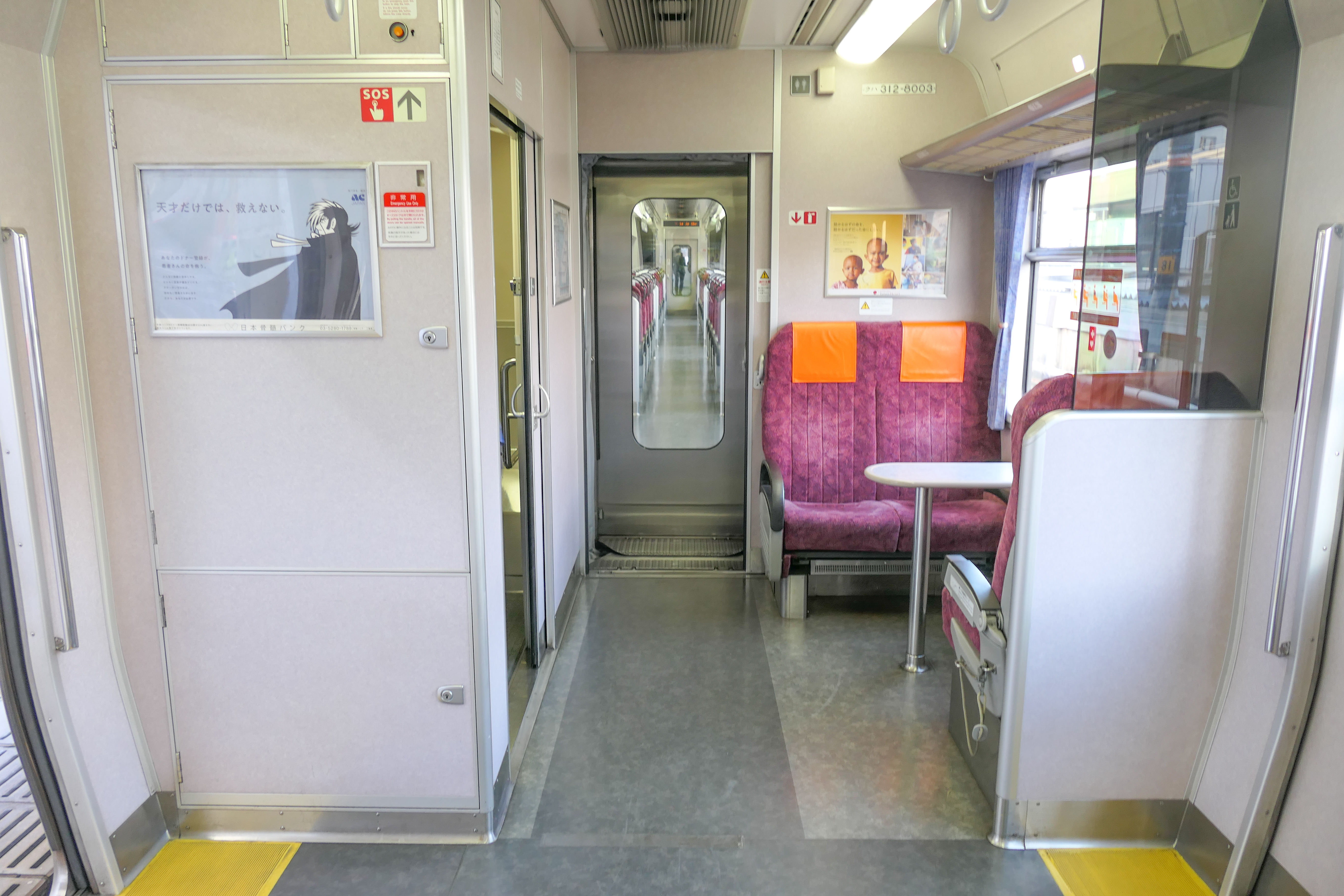
優先席とトイレ
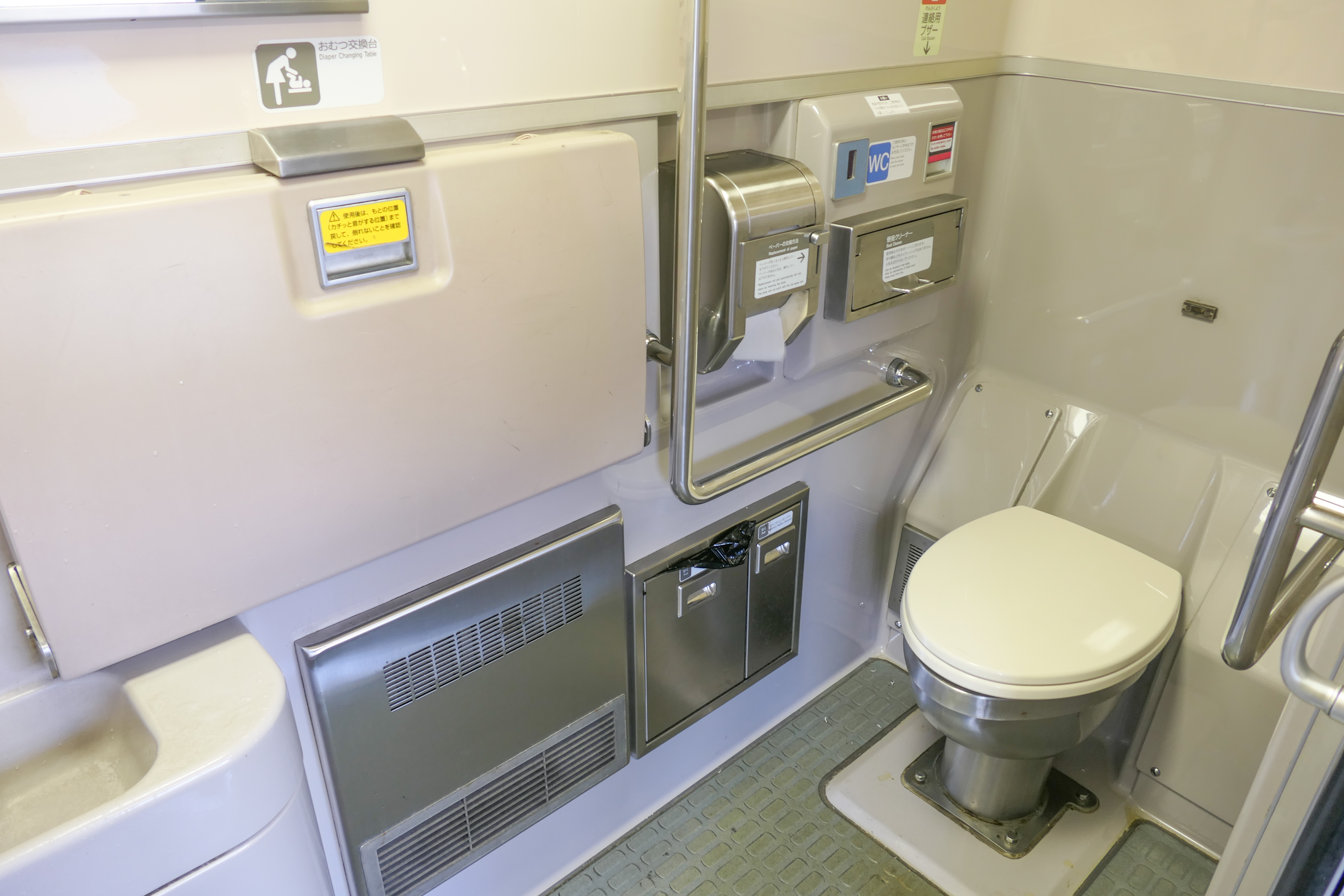
トイレ
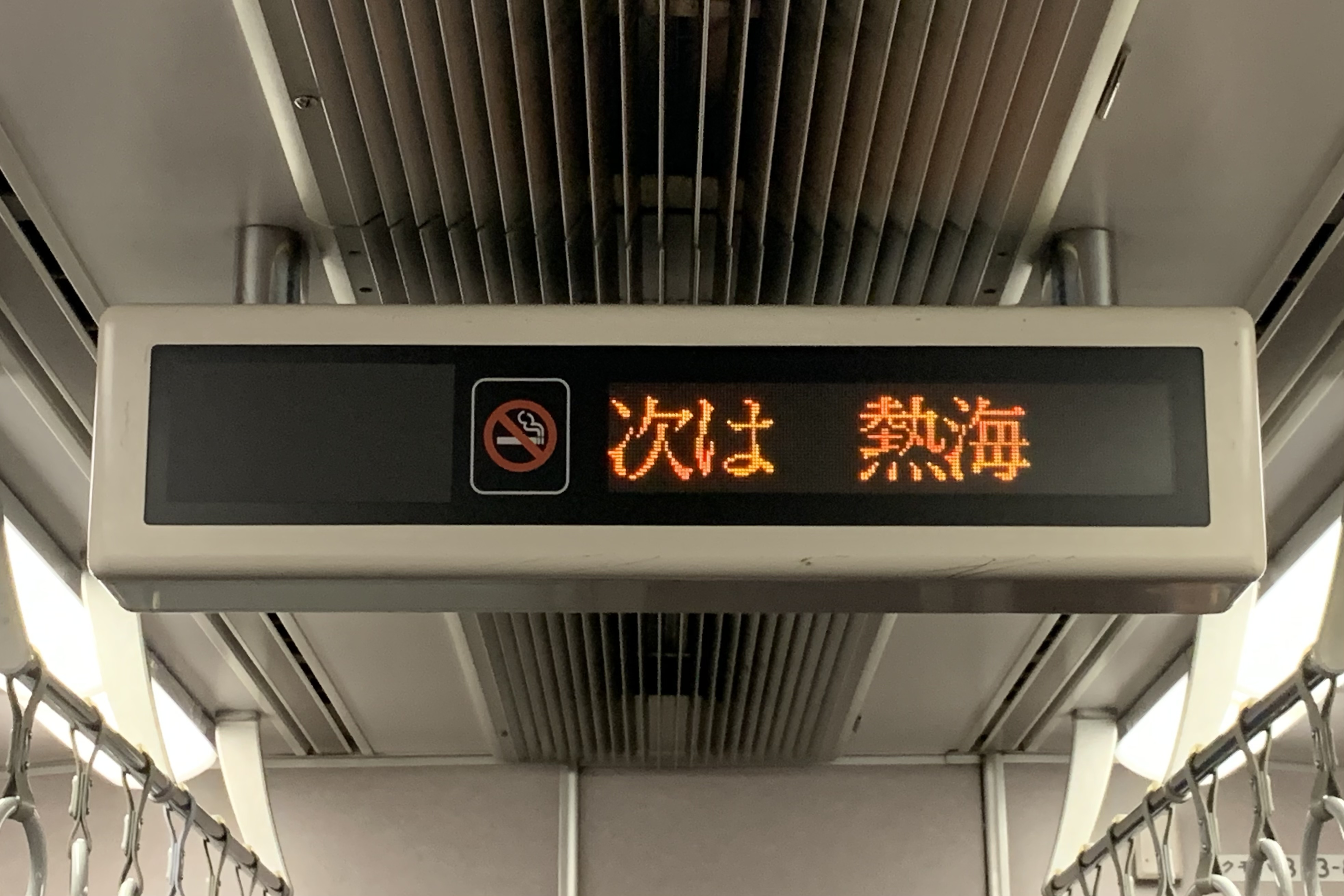
車内案内表示器 （静岡車両区転属後）
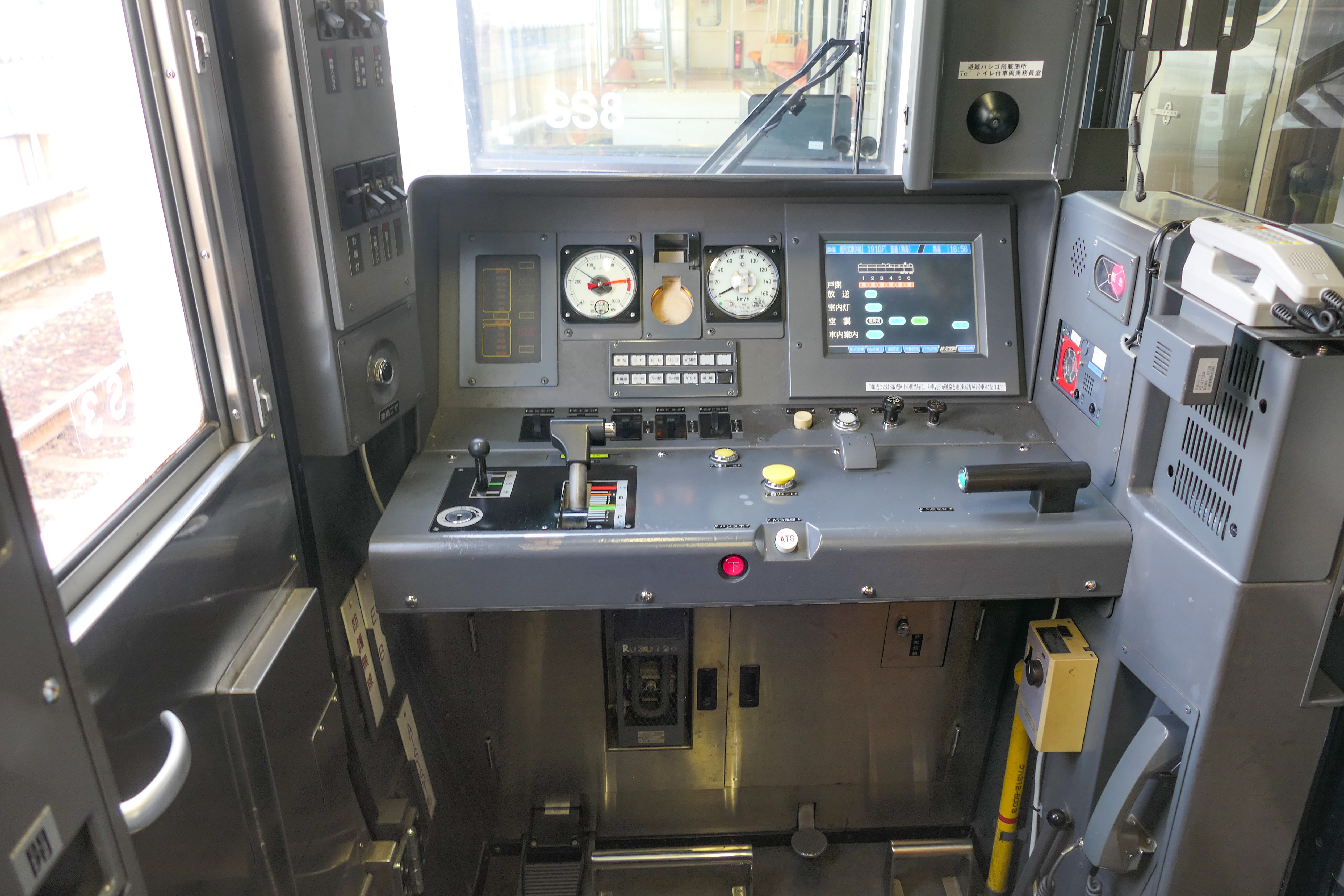
運転台

| 編成番号                 | ← 中津川名古屋 → ← 熱海豊橋 → | ← 中津川名古屋 → ← 熱海豊橋 → | ← 中津川名古屋 → ← 熱海豊橋 → |
| ------------------------ | ----------------------------- | ----------------------------- | ----------------------------- |
| B200（神領） ↓ S（静岡） | ＞ クモハ313 -#8500 （Mc1）   | モハ313 -8500 （M2)           | クハ312 -8000 （Tc'1)         |

## 3次車
本節では、2006年（平成18年）度に製造された車両について述べる。新たな番台区分として、2000番台と5000番台が登場した。それ以外の番台区分においては、初期車のものに100を加えることで、仕様の変更を示している。増備車における番台区分は以下の通り。
| 番台区分          | 車内仕様                                | 両数 | 配置 | おもな運行路線 | 備考                                                                 |
| ----------------- | --------------------------------------- | ---- | ---- | --- | -------------------------------------------------------------------- |
| 1100番台          | 転換クロスシート （車端部ロングシート） | 4両  | 大垣 | 東海道本線静岡地区および名古屋地区 （掛川駅 - 米原駅）                                                                                | 制御車は400番台 2022年3月 - 2023年11月に大垣に転出                   |
| 1600番台          | 転換クロスシート （車端部ロングシート） | 3両  | 大垣 | 東海道本線静岡地区および名古屋地区 （浜松駅 - 米原駅）                                                                                | 制御車は400番台 2022年3月 - 2023年11月に大垣に転出                   |
| 1700番台          | 転換クロスシート （車端部ロングシート） | 3両  | 大垣 | 東海道本線静岡地区および名古屋地区 （浜松駅 - 米原駅） 飯田線および中央東線・篠ノ井線 （豊橋駅 - 辰野駅 - 岡谷駅 - 上諏訪駅・松本駅） | 寒冷地仕様車・発電ブレーキ搭載 制御車は400番台 2022年3月に大垣に転出 |
| 2500番台          | ロングシート                            | 3両  | 静岡 | 東海道本線静岡地区 （熱海駅 - 豊橋駅） 御殿場線 （御殿場駅 - 沼津駅）                                                                 | 制御車は2300番台                                                     |
| 2300番台 2350番台 | ロングシート                            | 2両  | 静岡 | 東海道本線静岡地区 （熱海駅 - 豊橋駅） 御殿場線 身延線                                                                                | 発電ブレーキ搭載・ワンマン準備 ダブルパンタ付制御電動車は2350番台    |
| 2600番台          | ロングシート                            | 3両  | 静岡 | 東海道本線静岡地区 （熱海駅 - 豊橋駅） 御殿場線 身延線                                                                                | 発電ブレーキ搭載 制御車は2300番台                                    |
| 3100番台          | セミクロスシート ワンマン運転対応       | 2両  | 静岡 | 御殿場線 身延線 東海道本線静岡地区 （三島駅 - 静岡駅）                                                                                |                                                                      |
| 5000番台          | 転換クロスシート （全転換）             | 6両  | 大垣 | 東海道本線静岡地区および名古屋地区 （浜松駅 - 米原駅）                                                                                | BT・SIV搭載の中間車は5300番台 セミアクティブダンパ・車体間ダンパ搭載 |

大垣車両区には5000番台72両が配置され、東海道線の快速列車（浜松駅・豊橋駅 - 大垣駅・米原駅）を中心に投入された。これによって0番台は普通列車（浜松駅・豊橋駅・岡崎駅・大府駅 - 岐阜駅および大垣駅 - 米原駅）に転用され、211系5000番台は運用を失い、全て静岡車両区に転出した。
神領車両区には1000番台（1100番台・1600番台・1700番台）29両が配置され、中央線、飯田線などの普通・快速列車に投入された。これによって、中央線で朝夕に運用されていた113系や、飯田線などで運用されていた115系（静岡車両区所属車）は完全に運用を失い、順次廃車された。
静岡車両区には2000番台（2300番台・2350番台・2500番台・2600番台）99両が配置され、静岡地区（熱海駅 - 豊橋駅）を中心に投入されたほか、3000番台（3100番台）4両が身延線・御殿場線に投入された。前述の5000番台投入に伴って大垣車両区で余剰となった211系5000番台が転属して、113系・115系・123系が置き換えられ廃車された。

### 仕様の変更
増備車各番台に共通して以下の仕様変更が行われた。
行先表示器・前照灯
行先表示器は前面・側面とも従来の幕式に代わり、LED式（フルカラー）に変更された。側面のものは一定の速度を超えると消灯する。また、前照灯は白熱灯（黄白）から、窓下のものはHIDランプ（青白）に、貫通扉上のものは超高輝度白色LEDに変更された。
車内トイレ
車椅子による利用を容易にするため、拡大と自動扉化が行われた。これに伴い、対面の座席は廃止された。
ブレーキ関連
3両編成以上の初期車では容量2 kl/minの空気圧縮機（CP）をクハ312形に搭載していたが、増備車ではシステムの冗長性を確保するため、クハ312形、サハ313形および3両編成のモハ313形に1 kl/minのものを分散搭載する（形式の項を参照）。また、純電気ブレーキを採用し、ほぼ回生ブレーキのみで停止させることが可能となった。ただし、発電ブレーキと併用する場合は、従来通り約5 km/hで電気ブレーキは失効となる。
そのほか、細かな変更点として以下のものが挙げられる。
- 列車無線アンテナ、前面ワイパーの位置変更。
- 運転席への電流計、非常通報装置の設置。
- 運転席右手の透明仕切りの追加。
- 車内案内表示器の英語表示の文字間隔の変更。
- ドアチャイムの音色の若干の変更。
- 座席番号ステッカーをN700系新幹線に準じたものに変更。また3次車のみの特徴として「窓」「通路」の文字が大きくなっている。
- 非常ドアコックや消火器などのステッカーを蓄光タイプのものに変更。
- 転換クロスシートを、従来よりも軽い力で座席の転換ができるよう改良。
- 優先席のモケットをほかの座席と共通のものに変更。
- 各車両間の貫通扉を傾斜式戸閉装置に変更し、ドアストッパーを省略。これにより開けっ放し状態がなくなった。ただし扉自体は従来と同じものである。
- 車内難燃性基準の改正により、蛍光灯のカバーはガラス繊維製のものが採用され、形状も円弧状に変更された。色調は従来よりも青みを帯びたもので、点灯状態では車内全体が青白く見えるようになり、3次車のみの特徴となっている。
- 冷房装置を、オゾン層破壊係数0の R407C冷媒 を使用した C-AU715形 に変更。
- 室内側扉脇の手すり端の処理を丸みを帯びたものに変更。
- モニタ装置のデータ伝送の速度を、10 Mbpsに向上。また同時に運転情報を乗務員携行ICカードとCFカードに書き込む機能を追加。

次項より各番台区分について解説する。編成の向きは左側が上り方（熱海・塩尻・亀山方）である。

二種類の前照灯
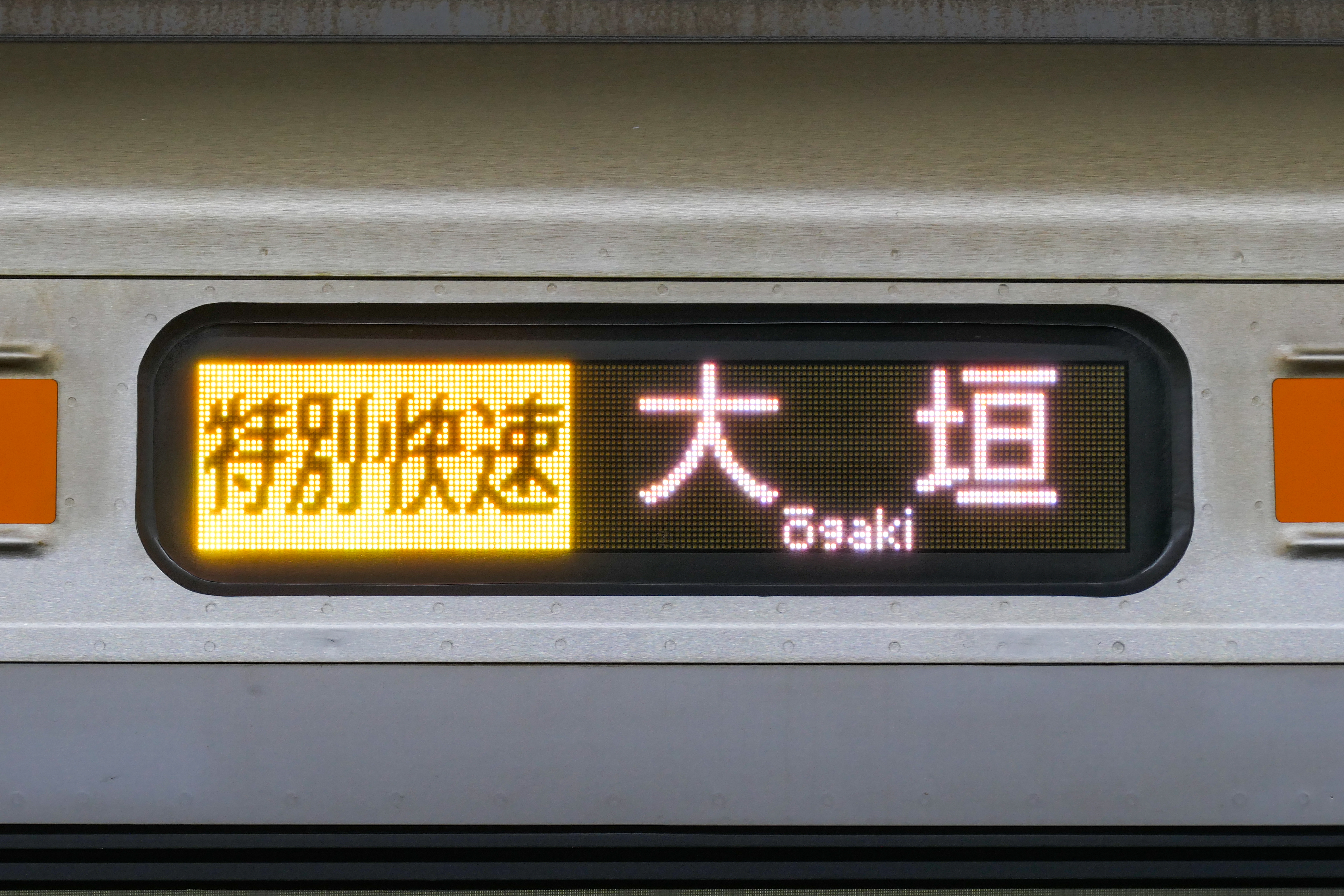
側面行先表示器
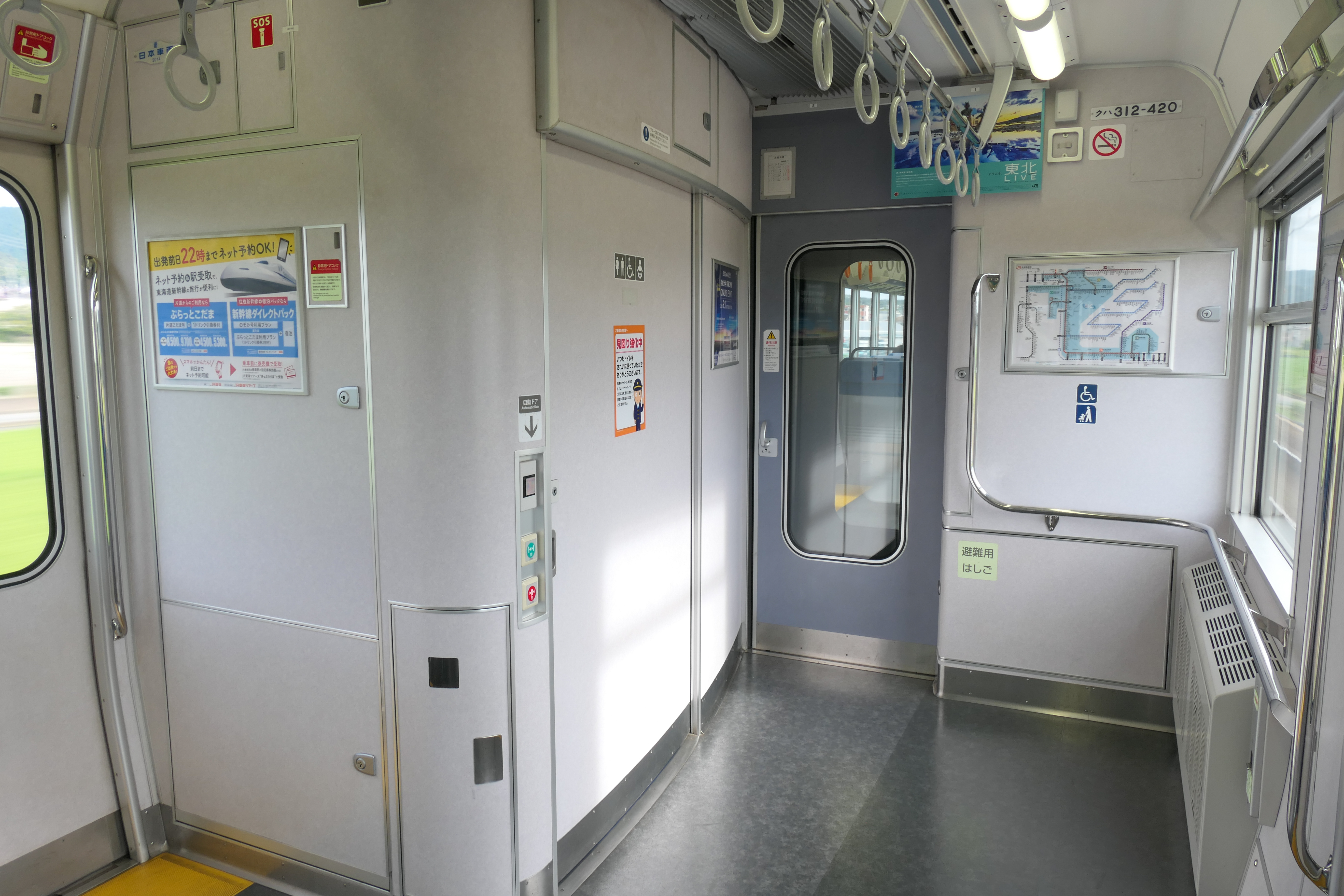
トイレと車椅子スペース

### 1000番台（3次車）

#### 1100・1600番台（基本仕様車）

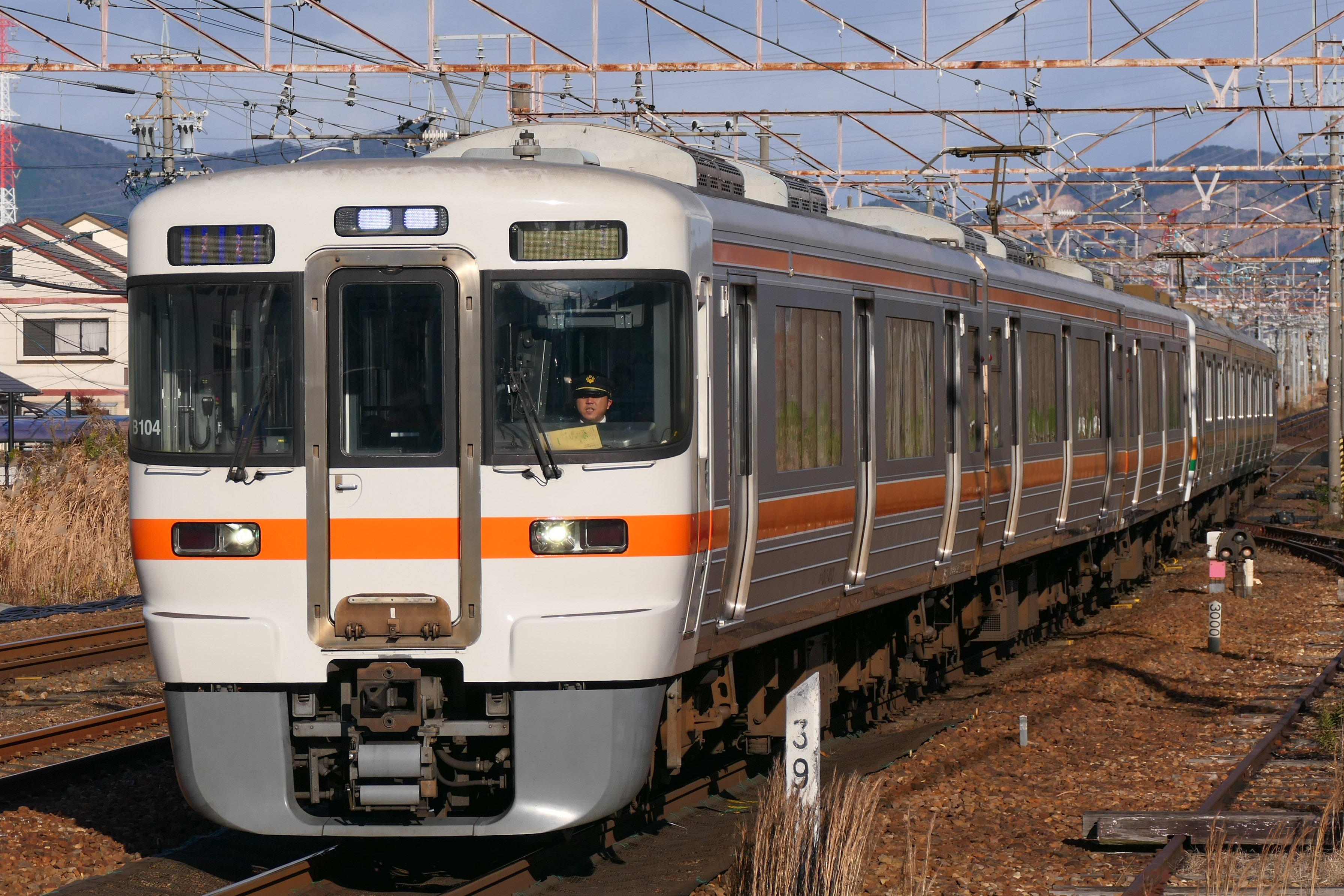
1600番台
（B104編成）

中央線 (名古屋地区)用。2024年（令和6年）10月1日現在、大垣車両区に4両編成×2本8両（B4 - B5編成）、3両編成×4本12両（J161 - J164編成）の計6本20両が配置されている。クハ312形以外は4両編成では1100番台、3両編成では1600番台を称する。
上述の増備車共通事項以外は1000番台初期車とほぼ同一仕様である。ただし、CP容量の変更により0番台より300番台に近い仕様となったため（形式の項を参照）、クハ312形は400番台を称する。

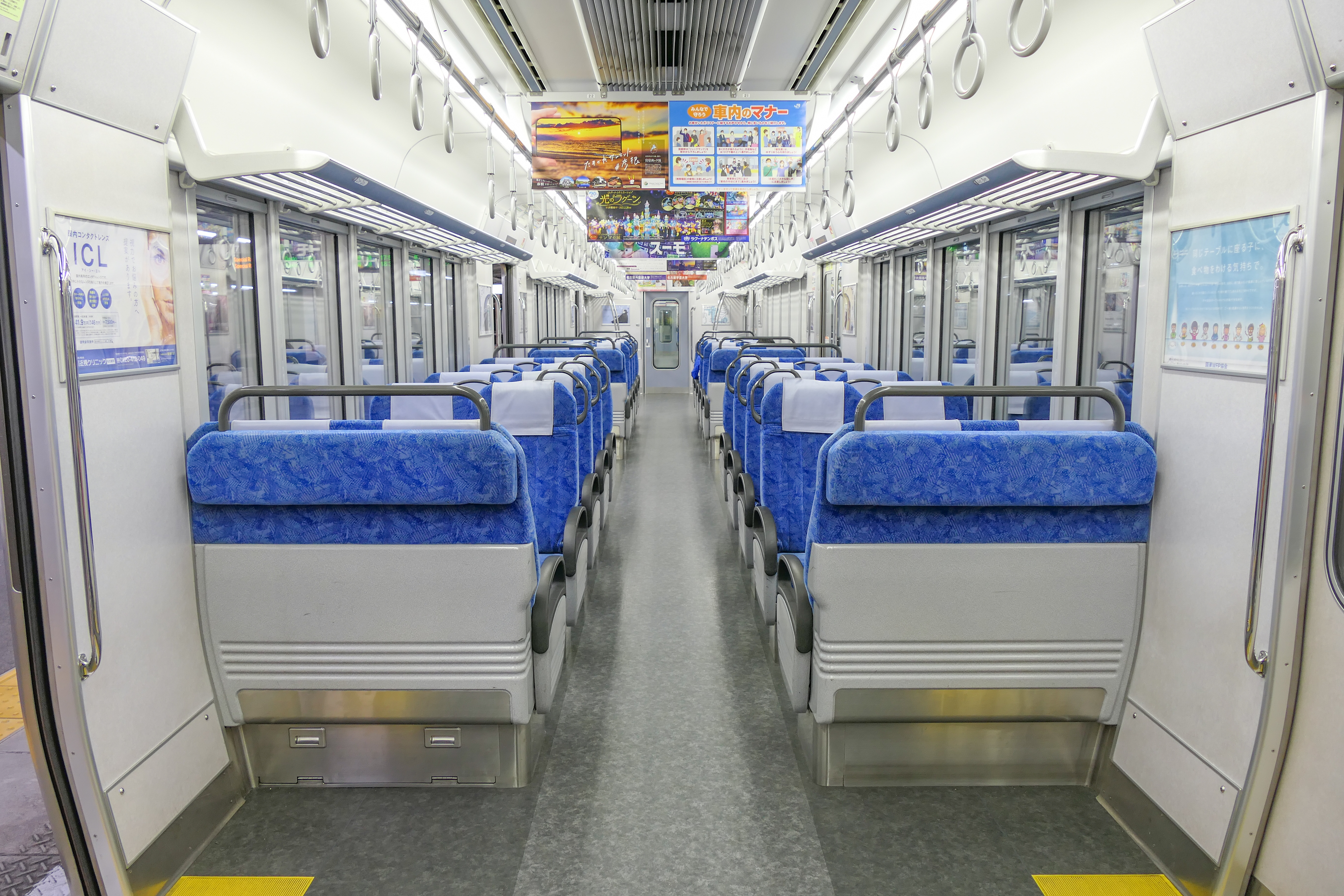
1100番台4両編成（B編成→J編成）
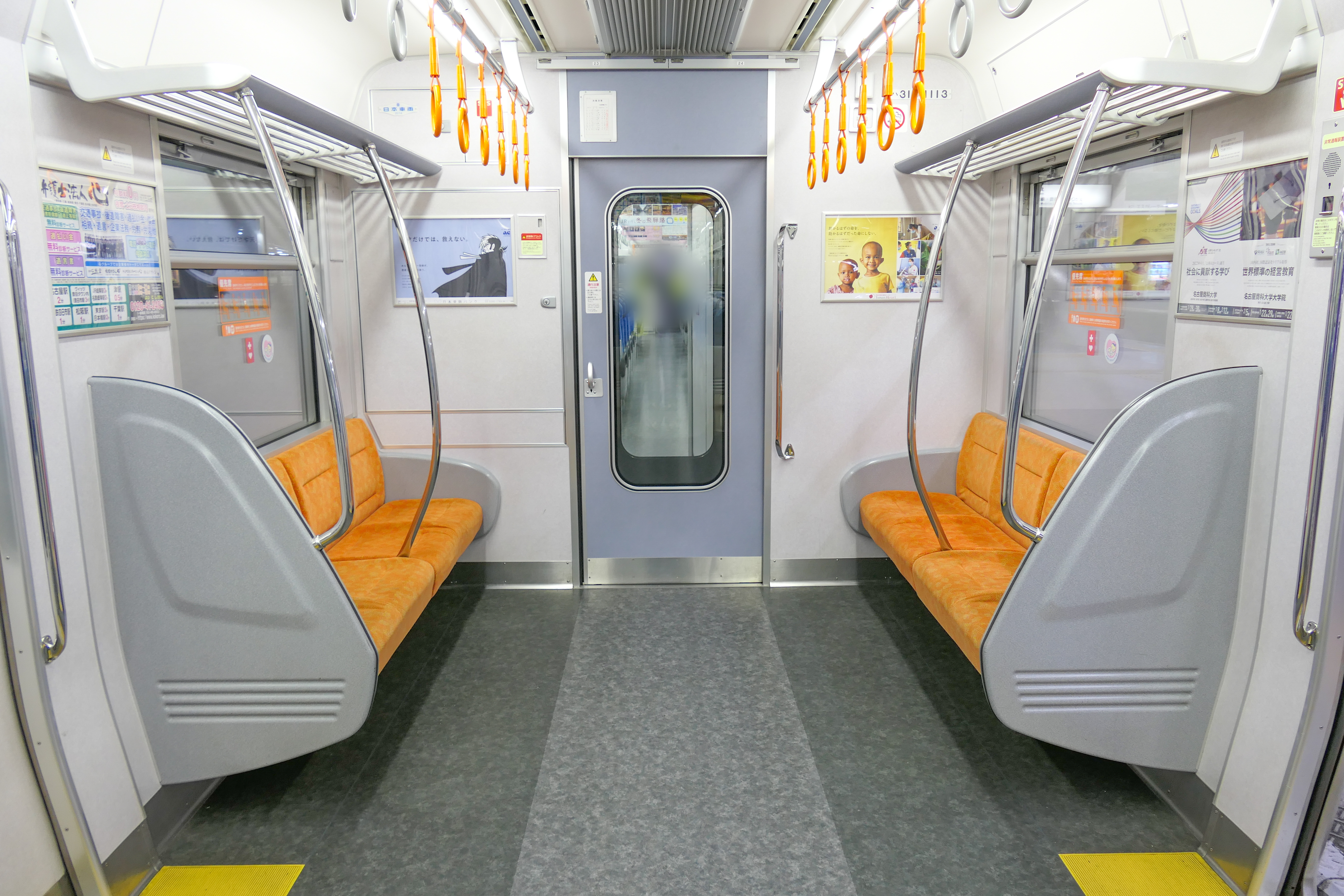
1100番台 優先席

神領車両区所属で、2006年（平成18年）11月10日に営業運転を開始。当初は113系を置き換える形で投入されたが、2007年（平成19年）3月18日のダイヤ改正から、1000番台初期車と共通で運用されていた。
上記の1000番台と同様、2022年（令和4年）3月ダイヤ改正以降は関西線のみの運用となっている。その後315系3000番台の増備や313系1300番台（B400編成）の半固定編成の導入に伴い大垣車両区に転属している。
- 1600番台3両編成（B100→J160編成）

1100番台と同様に神領車両区所属であったが、1500番台と同様に2022年（令和4年）3月ダイヤ改正以降は全編成が大垣車両区に転属している。
3両編成同士を繋ぐ6両固定編成で、東海道線米原駅 - 浜松駅間を中心に運用されている。
- 1100番台
車内
- 1100番台
優先席

| 編成番号                | ← 中津川・瀬戸口名古屋（中央線） → ← 亀山名古屋（関西線） → ← 浜松・武豊米原 → | ← 中津川・瀬戸口名古屋（中央線） → ← 亀山名古屋（関西線） → ← 浜松・武豊米原 → | ← 中津川・瀬戸口名古屋（中央線） → ← 亀山名古屋（関西線） → ← 浜松・武豊米原 → | ← 中津川・瀬戸口名古屋（中央線） → ← 亀山名古屋（関西線） → ← 浜松・武豊米原 → |
| ----------------------- | ------------------------------------------------------------------------------ | ------------------------------------------------------------------------------ | ------------------------------------------------------------------------------ | ------------------------------------------------------------------------------ |
| B0（神領） ↓ J0（大垣） | ＞ クモハ313 -1100 （Mc1）                                                     | サハ313 -1100 （T2）                                                           | ＞ モハ313 -1100 （M1）                                                        | クハ312 -400 （Tc'2）                                                          |

| 編成番号                    | ← 中津川・瀬戸口名古屋（中央線） → ← 亀山名古屋（関西線） → ← 浜松米原 → | ← 中津川・瀬戸口名古屋（中央線） → ← 亀山名古屋（関西線） → ← 浜松米原 → | ← 中津川・瀬戸口名古屋（中央線） → ← 亀山名古屋（関西線） → ← 浜松米原 → |
| --------------------------- | ------------------------------------------------------------------------ | ------------------------------------------------------------------------ | ------------------------------------------------------------------------ |
| B100（神領） ↓ J160（大垣） | ＞ クモハ313 -1600 （Mc1）                                               | モハ313 -1600 （M4）                                                     | クハ312 -400 （Tc'2）                                                    |

#### 1700番台（発電ブレーキ搭載車）

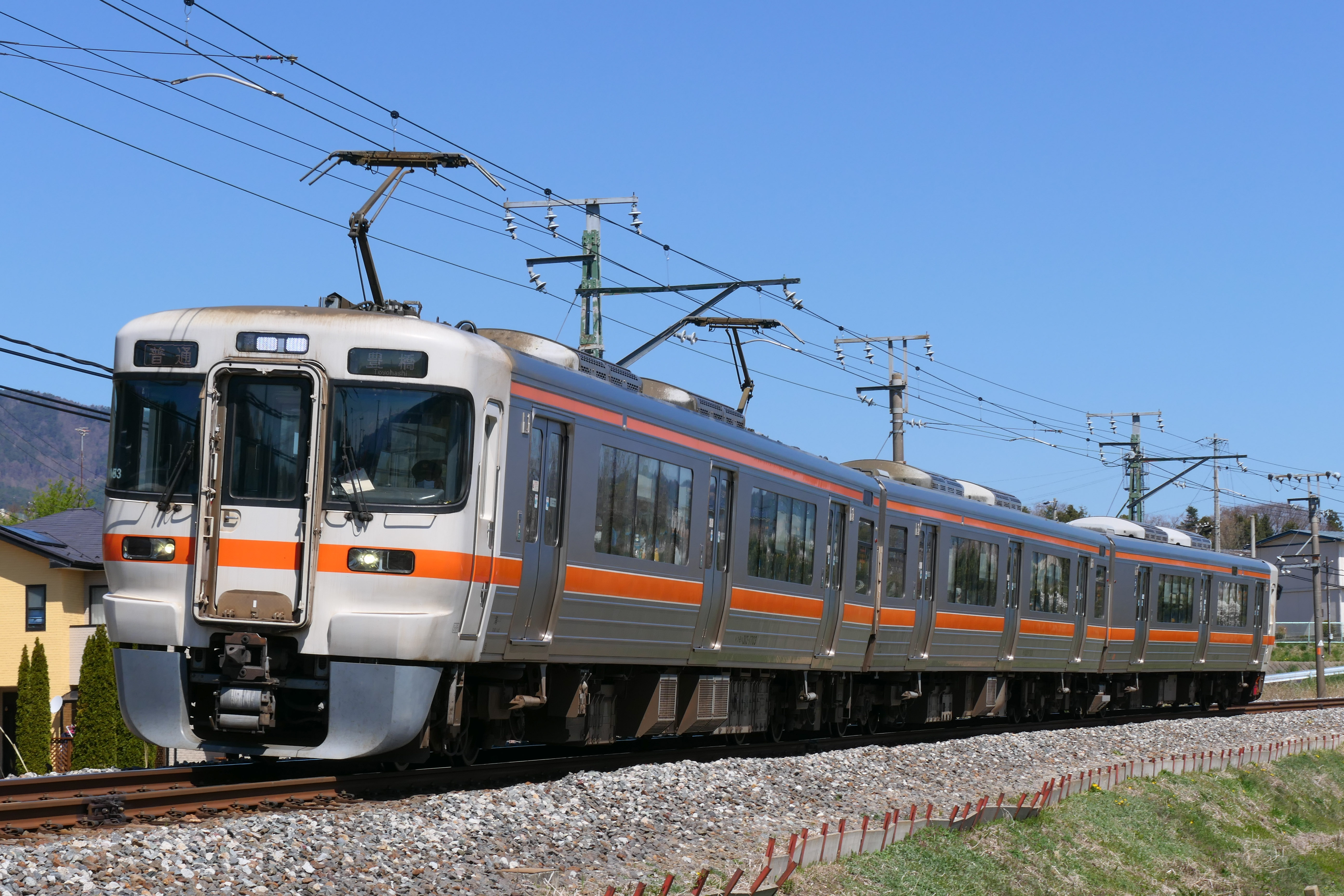
1700番台
（B153編成）

静岡車両区の115系で運転されてきた飯田線から長野への直通列車である快速「みすず」の置き換え用として登場した。
2024年（令和6年）10月1日現在、大垣車両区に3両編成×3本9両（J171 - J173編成）が配置されている。これまでの1000番台増備車と仕様が異なるため1700番台と称する。
寒冷地での運用を考慮し、車内保温のための押ボタン式半自動扉機構や、霜取りのためパンタグラフ2基、除雪器を装備する。列車本数の少ない線区での運用を考慮し発電ブレーキを搭載、急勾配への対策としてセラミック噴射装置を搭載する。その他の仕様は基本仕様車と同一である。クハ312形は基本仕様車同様400番台を称するが、上述の通り仕様はかなり異なる。
運用（B150→J170編成）
2007年（平成19年）3月18日に営業運転を開始。神領車両区所属であったが、1500・1600番台と同様に2022年（令和4年）ダイヤ改正以降は全編成が大垣車両区に転属している。豊橋運輸区に常駐し飯田線・中央本線・篠ノ井線（豊橋駅 - 上諏訪駅・岡谷駅 - 松本駅）で運用されるほか、3編成のうち1編成は大垣車両区に予備編成として常駐し、基本仕様車の代走運用に入ることもある。編成の差し換えは大垣駅 - 豊橋駅間で回送列車で行う。1700番台投入により静岡車両区では特急「伊那路」を除き飯田線および長野駅までの運用が消滅した。
本番台は3編成あるが、2運用しかないため、同区の他の313系や211系に比べて走行距離数が少なく、走行距離数を保つために「さわやかウォーキング」などの臨時列車には優先的に充当されており、また、大垣車両区の車両で運用している飯田線運用への送り込み・送り返しの関係もあり、代走の必要がない場合でも1500番台・1600番台の運用に入ることもあり、このため東海道本線の名古屋地区で運用されることもあり、中には新快速や特別快速に充当される運用も存在している。また、諏訪湖祭湖上花火大会開催に伴い、開催当日に臨時列車を運転するためJR東日本の車両を諏訪地区に捻出し、中央西線運用の中でJR東日本長野総合車両センター所属の115系での運用を本系列の1700番台が代走し、松本駅から中央西線中津川駅まで入線した事例もある。
| 編成番号                    | ← 浜松米原 → ← 豊橋（飯田線）辰野 → | ← 浜松米原 → ← 豊橋（飯田線）辰野 → | ← 浜松米原 → ← 豊橋（飯田線）辰野 → |
| --------------------------- | ----------------------------------- | ----------------------------------- | ----------------------------------- |
| B150（神領） ↓ J170（大垣） | ＜＞ クモハ313 -1700 （Mc3）        | モハ313 -1700 （M6）                | クハ312 -400 （Tc'2）               |

### 2000番台
静岡地区用であり、2006年（平成18年）12月2日に営業運転を開始した。以下の2種に大別され、ともに211系5000・6000番台との併結運用も行われる。車内の配色は青を基調とし、座席は211系と同様にロングシートになった。輸送力確保のため扉間の座席を10人掛け、車端部を4人掛けとしたことで、座席数が従来の車両より減少することとなった。扉間の窓配置は3000番台と同様で、不等間隔に4分割されている。ロングシートの仕様は1000番台や3000番台と異なり、スタンションポールが設けられている。寒冷地での運用を考慮し、車内保温のため押ボタン式の半自動扉機構を搭載する。
静岡車両区配置の211系は全編成がトイレなしのため、併結運転は原則として211系と編成を組む運用となっている。

#### 2500番台（基本仕様車）

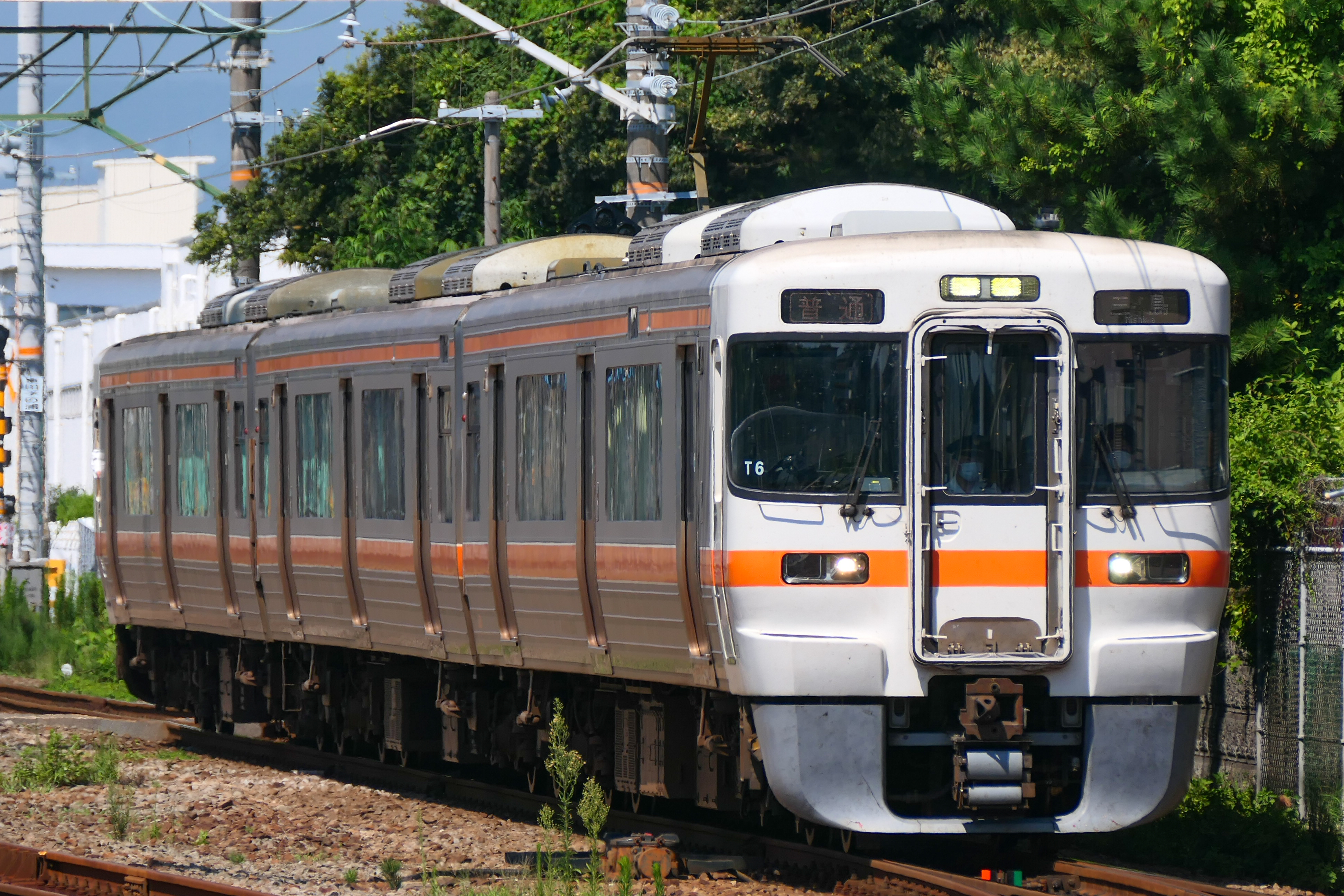
2500番台
（T6編成）

2024年（令和6年）10月1日現在、静岡車両区に3両編成×17本51両（T1 - T17編成）が配置されている。2500番台と称し、東海道線 (静岡地区)で運用される。ただし、クハ312形のみ、後述の発電ブレーキ搭載車とほぼ同仕様であるため2300番台を称する。
運用（T編成）
2007年（平成19年）1月から113系を置き換えて営業運転を開始。2007年（平成19年）3月18日のダイヤ改正以降、東海道線 (静岡地区)（熱海駅 - 豊橋駅）および御殿場線（沼津駅 - 御殿場駅）で運用されており、またN編成の代走で身延線（富士駅 - 甲府駅）に入線することもある。
| 編成番号  | ← 熱海・御殿場豊橋 →       | ← 熱海・御殿場豊橋 → | ← 熱海・御殿場豊橋 →   |
| --------- | -------------------------- | -------------------- | ---------------------- |
| T（静岡） | ＞ クモハ313 -2500 （Mc1） | モハ313 -2500 （M4） | クハ312 -2300 （Tc'2） |

#### 2600・2300番台（発電ブレーキ搭載車）

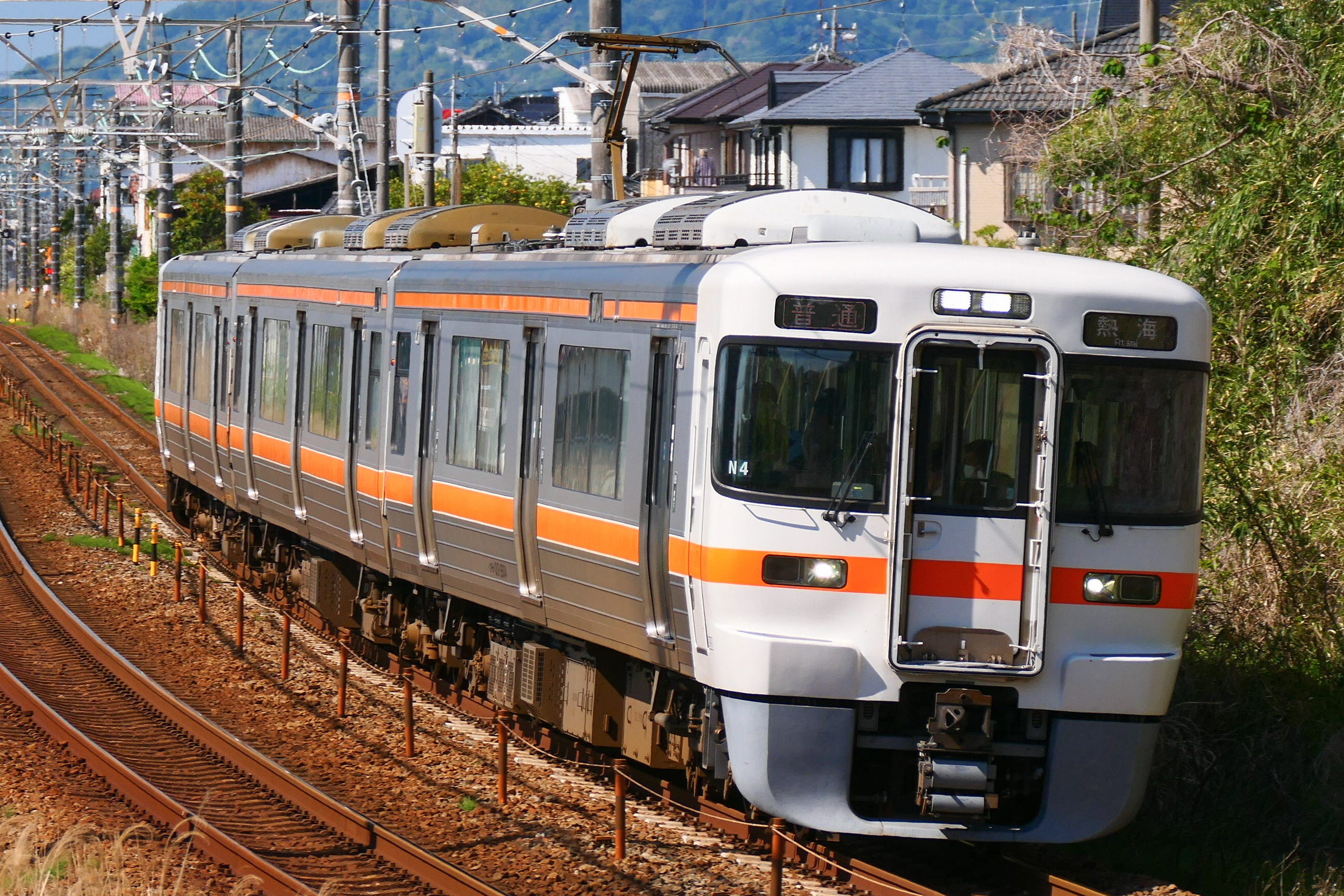
2600番台
（N4編成）

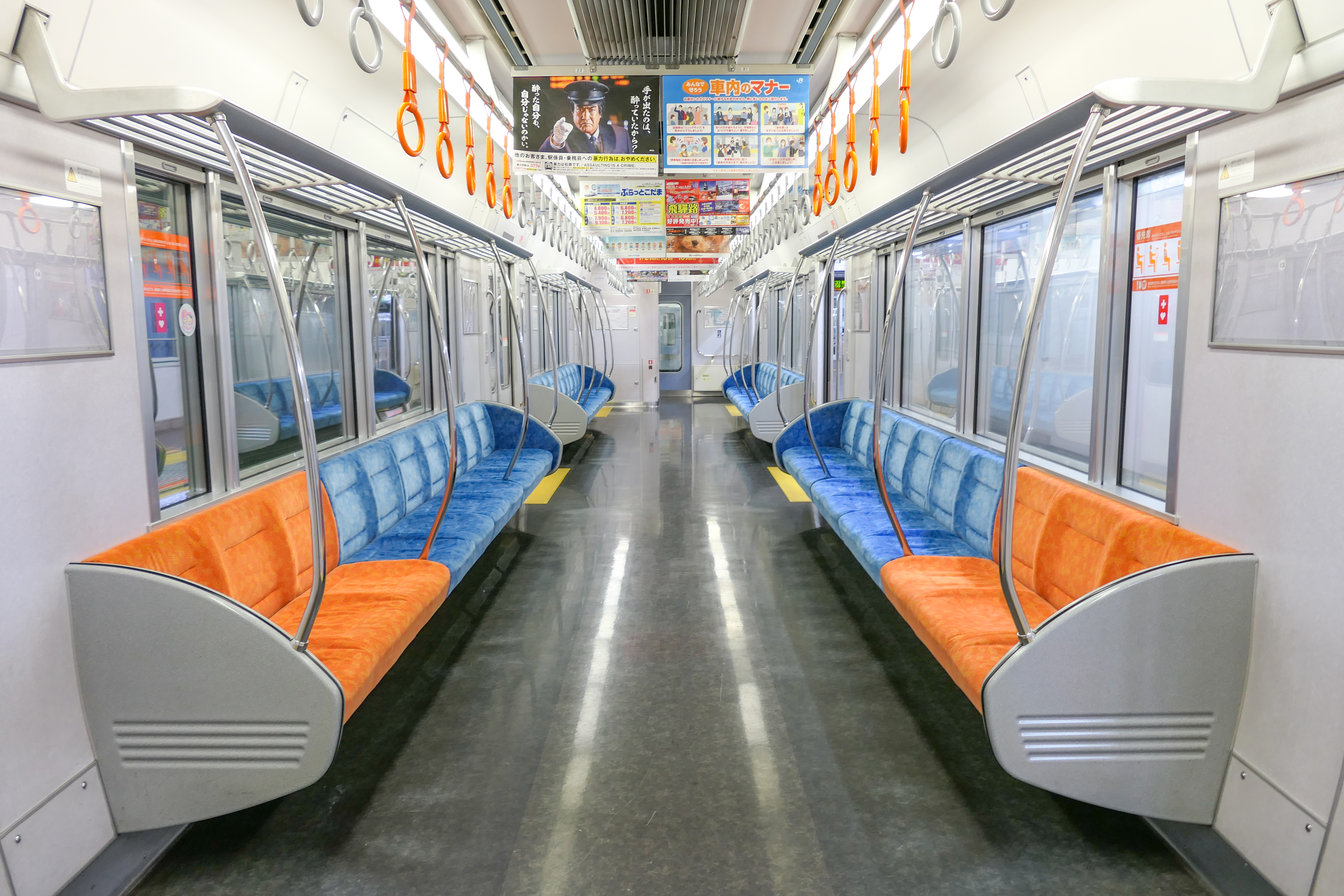
2300番台 車内

2024年（令和6年）10月1日現在、静岡車両区に3両編成×10本30両（N1 - N10編成）、2両編成×9本18両（W1 - W9編成）の計19本48両が配置されている。3両編成は2600番台、2両編成は2300番台と称し、身延線・御殿場線で運用される。クハ312形はほぼ同仕様であるため、いずれも2300番台を称する。座席はロングシート。
2両編成のうち2本は霜取りのためパンタグラフを2基搭載しており、この編成のクモハ313形は2350番台と称する。冬季に限りこの2本は身延線、御殿場線系統での限定運用となっていたこともあったが、2023年現在では限定運用は組まれていない。
列車本数の少ない線区での運用を考慮し発電ブレーキを搭載。2両編成は将来的にワンマン運転に対応させるための準備工事がなされており、出入口表示機が設置されているほか、整理券発行機の筐体が設置されている。その他の仕様は基本仕様車と同一である。
運用（W編成）
2006年（平成18年）11月に3両編成が東海道線で営業運転を開始し、2両編成も同年12月に御殿場線で営業運転を開始した。2007年（平成19年）3月18日のダイヤ改正以降、東海道線 (静岡地区)（熱海駅 - 豊橋駅）、御殿場線（沼津駅 - 国府津駅）、身延線（富士駅 - 甲府駅）で運用されていた。こちらも211系との併結運用が多く存在し、御殿場線では2300番台や3000番台との併結運用も存在した。
また、2350番台は事故により運用を離脱した213系5000番台に代わり飯田線での営業運転を行ったこともある。
2024年（令和6年）3月16日のダイヤ改正以降、211系6000番台と併結した4両編成で主に運用されており、身延線（西富士宮駅 - 甲府駅)からは撤退した。
- 2300番台 車内

| 編成番号  | ← 熱海・国府津豊橋・甲府 → | ← 熱海・国府津豊橋・甲府 → | ← 熱海・国府津豊橋・甲府 → |
| --------- | -------------------------- | -------------------------- | -------------------------- |
| N（静岡） | ＞ クモハ313 -2600 （Mc3） | モハ313 -2600 （M6）       | クハ312 -2300 （Tc'2）     |

| 編成番号  | ← 熱海・国府津豊橋・甲府 →   | ← 熱海・国府津豊橋・甲府 → |
| --------- | ---------------------------- | -------------------------- |
| W（静岡） | ＞ クモハ313 -2300 （Mc4）   | クハ312 -2300 （Tc'2）     |
| W（静岡） | ＜＞ クモハ313 -2350 （Mc4） | クハ312 -2300 （Tc'2）     |

### 3100番台

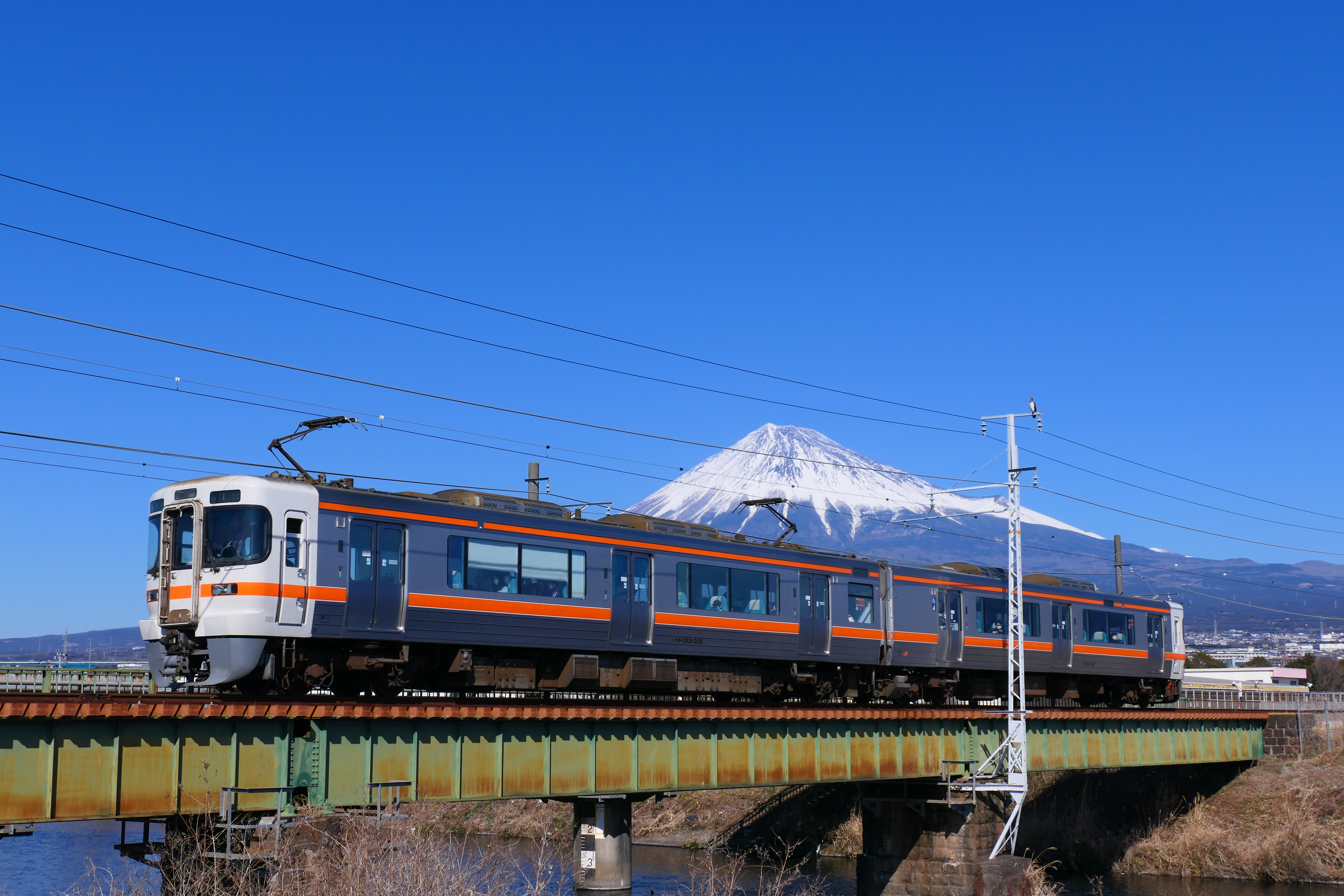
3100番台

身延線・御殿場線用の車両で、2024年（令和6年）10月1日現在、静岡車両区に2両編成×2本4両（V13・V14編成）が配置されている。3100番台と称し、御殿場線・身延線で運用される。
上述の増備車共通事項と、製造当初からパンタグラフを2基搭載する以外は、3000番台初期車とほぼ同一仕様である。
運用（V編成）
2006年（平成18年）8月7日に営業運転を開始。当初は123系の運用を置き換える形で身延線を中心に運用されたが、同年10月1日のダイヤ改正から3000番台初期車と共通で運用されるようになり、御殿場線にも入線するようになった。
| 編成番号  | ← 熱海・国府津豊橋・甲府 →   | ← 熱海・国府津豊橋・甲府 → |
| --------- | ---------------------------- | -------------------------- |
| V（静岡） | ＜＞ クモハ313 -3100 （Mc4） | クハ312 -3100 （Tc'2）     |

### 5000番台

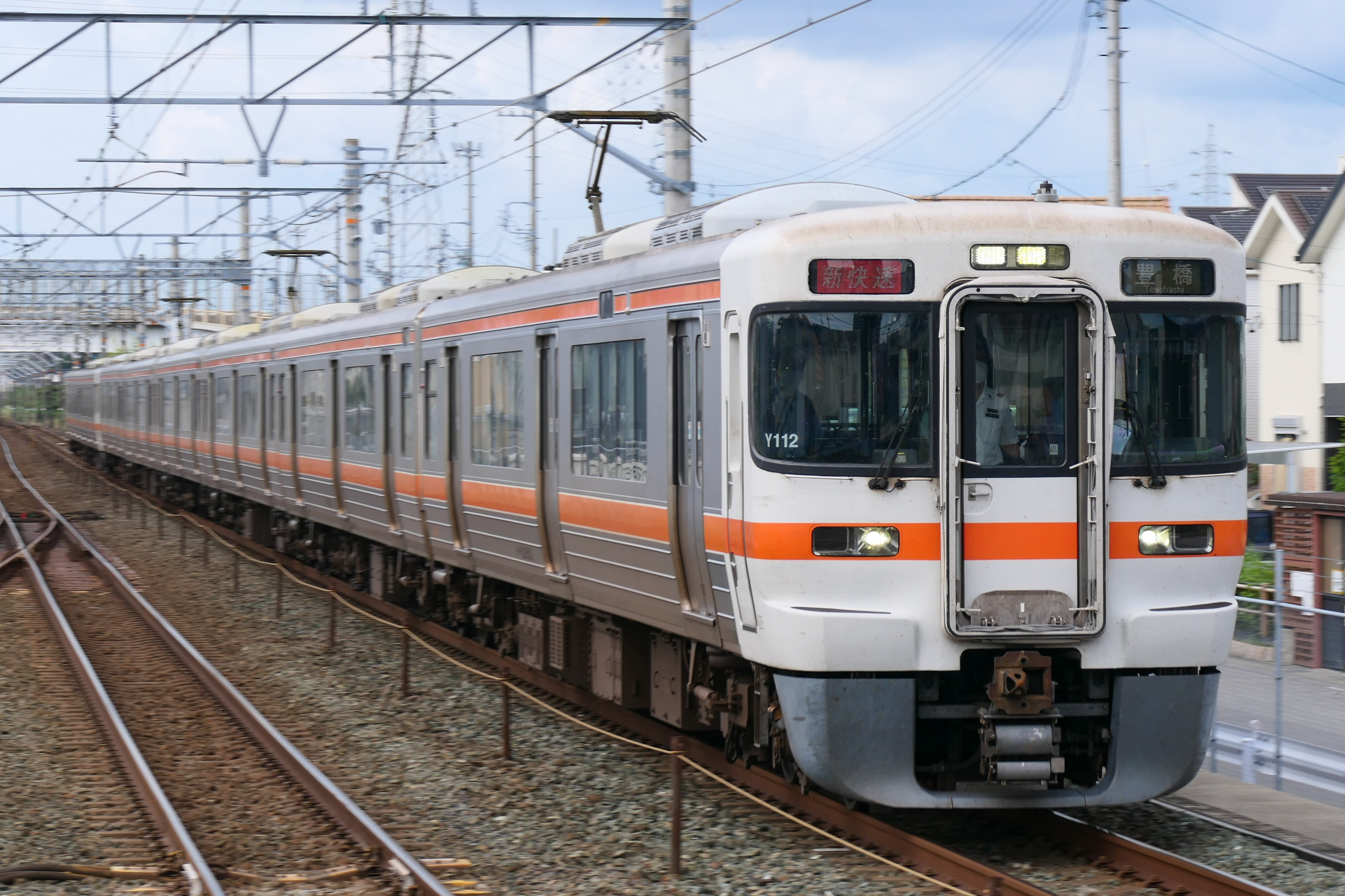
5000番台
（Y112編成）

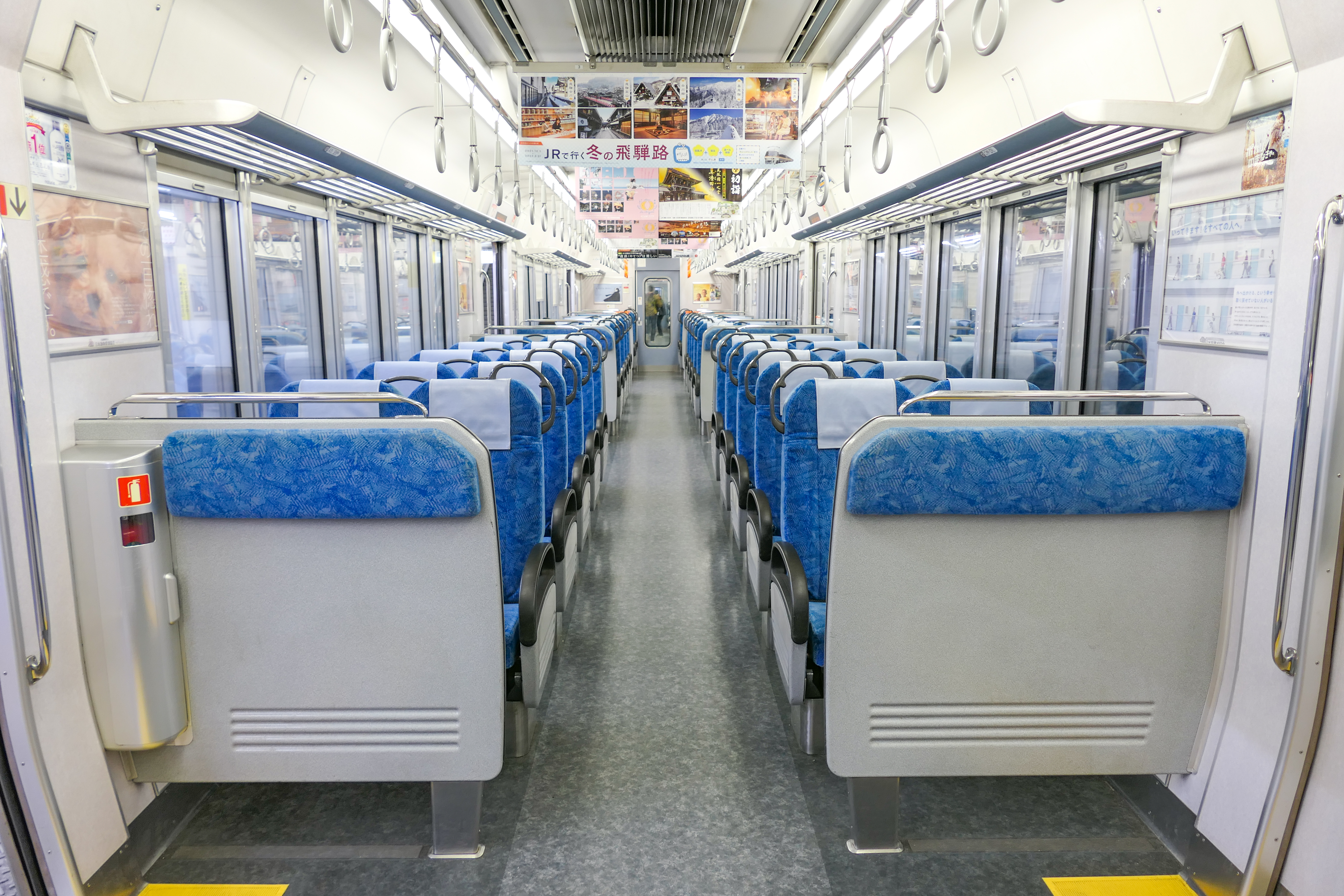
5000番台の車内

東海道線 (名古屋地区)用の車両で、2024年（令和6年）10月1日現在、大垣車両区に6両編成×12本72両（Y101 - Y112編成）が配置されている。SIVやBATを搭載する中間車は5300番台と称する（形式の項を参照）。
上述の増備車共通事項以外は0番台を基本としているが、本番台では扉横と車端部の座席も転換することができるようになった。
JR東海では新幹線700系電車で実用化されたセミアクティブサスペンションや車体間ダンパを装備し、高速域の車両安定性と乗り心地の改善を図っている。また、列車本数の少ない線区での回生失効を考慮し、発電ブレーキを搭載している。
運用（Y100編成）
2006年（平成18年）8月22日に営業運転を開始し、211系5000番台を置き換える形で普通列車を中心に運用された。同年10月1日のダイヤ改正からは快速列車（浜松駅・豊橋駅 - 大垣駅・米原駅）に集中的に投入されており、一部の普通列車にも使用されている。なお2024年のダイヤ改正までは朝夕には掛川駅にも乗り入れていた。
併結相手は2両編成の300番台または3000番台、後述の5300番台のみである。本番台が6両固定編成であること、本番台の運用区間の東海道線名古屋地区では普通・快速列車は8両が最長編成であることから、313系0番台や1100番台、311系など他系列との併結は見られない。また、最大運転両数が4両の関西本線と武豊線には入線しない。
営業運転開始以来、東海道本線以外の線区には乗り入れることはないが、営業運転開始前には乗務員の習熟運転のための試運転で中央西線や神領車両区に入線したことがある。
- 5000番台の車内

#### 事故による代替新造
2017年（平成29年）3月2日早朝、Y102編成が安城市内（西岡崎駅 - 安城駅間）で乗用車と衝突し、窓ガラスの一部が大破したほか乗降扉も部分的に歪んだ。事故現場からは自走できず、救援列車（キヤ97牽引）により回送された。この時先頭（下り）側のクハ312-5002とモハ313-5302の2両は車体が修繕不可能と判断され、2019年（令和元年）9月14日未明にクハ312-5102とモハ313-5402の2両が、代替新造で日本車輌製造豊川製作所から名古屋工場まで陸送された。
この代替新造分2両は車体構造や内装が後述の5次車に準じているが、修復とそれによる改番扱いとなっているため製造銘板表記は「2006年」のままとなっている。
| 編成番号     | ← 浜松米原 →               | ← 浜松米原 →         | ← 浜松米原 →           | ← 浜松米原 →         | ← 浜松米原 →           | ← 浜松米原 →           |
| ------------ | -------------------------- | -------------------- | ---------------------- | -------------------- | ---------------------- | ---------------------- |
| Y100（大垣） | ＞ クモハ313 -5000 （Mc3） | サハ313 -5300 （T3） | ＞ モハ313 -5000 （M3) | サハ313 -5000 （T2） | ＞ モハ313 -5300 （M5) | クハ312 -5000 （Tc'2） |

## 4次車
先述のとおり、JR東海では老朽化した117系および119系の置き換え用に2010年（平成22年）度から2012年（平成24年）度の間に本系列120両の投入を発表しており、2010年（平成22年）6月に第一陣が出場した。既存の1000番台と5000番台増備車のほか、新たな番台区分として1300番台と5300番台（いずれも2両編成）が登場した。4次車は大垣車両区や神領車両区に投入されており、静岡車両区には新製投入されていない。

### 4次車での変更点
基本的な仕様は3次車と同一であるが、各番台とも以下のような仕様変更が行われた。この仕様は基本的にキハ25形1次車と共通している。
- 各車両間の貫通扉は傾斜式から水平式に変更された。
- ロングシート横の袖仕切り板が大型のものになった。
- 座席番号ステッカーの「窓側」「通路側」の文字の大きさが揃えられた。但し、3次車のものとデザインは同じ。
- 車内ステッカーの変更。
- 蛍光灯のカバーは引き続き円弧形状のガラス繊維製であるが、色調が再び乳白色に戻った。
- トイレ正面車端部に、避難用はしごを格納するスペースが確保された。
- 走行中に非常ブレーキを扱った場合、「急停車します。ご注意ください。」の自動放送が流れるようになった。

下記については1 - 3次車や311系にも同様の改良がフィードバックされる形で行われた。
- 床面の靴ずり部への黄着色の追加。
- 優先座席はクロスシートでは枕カバー、ロングシートでは座席表皮をオレンジ色のものに変更。
- 優先席付近のつり革をオレンジ色のものに変更。

### 1100番台増備車

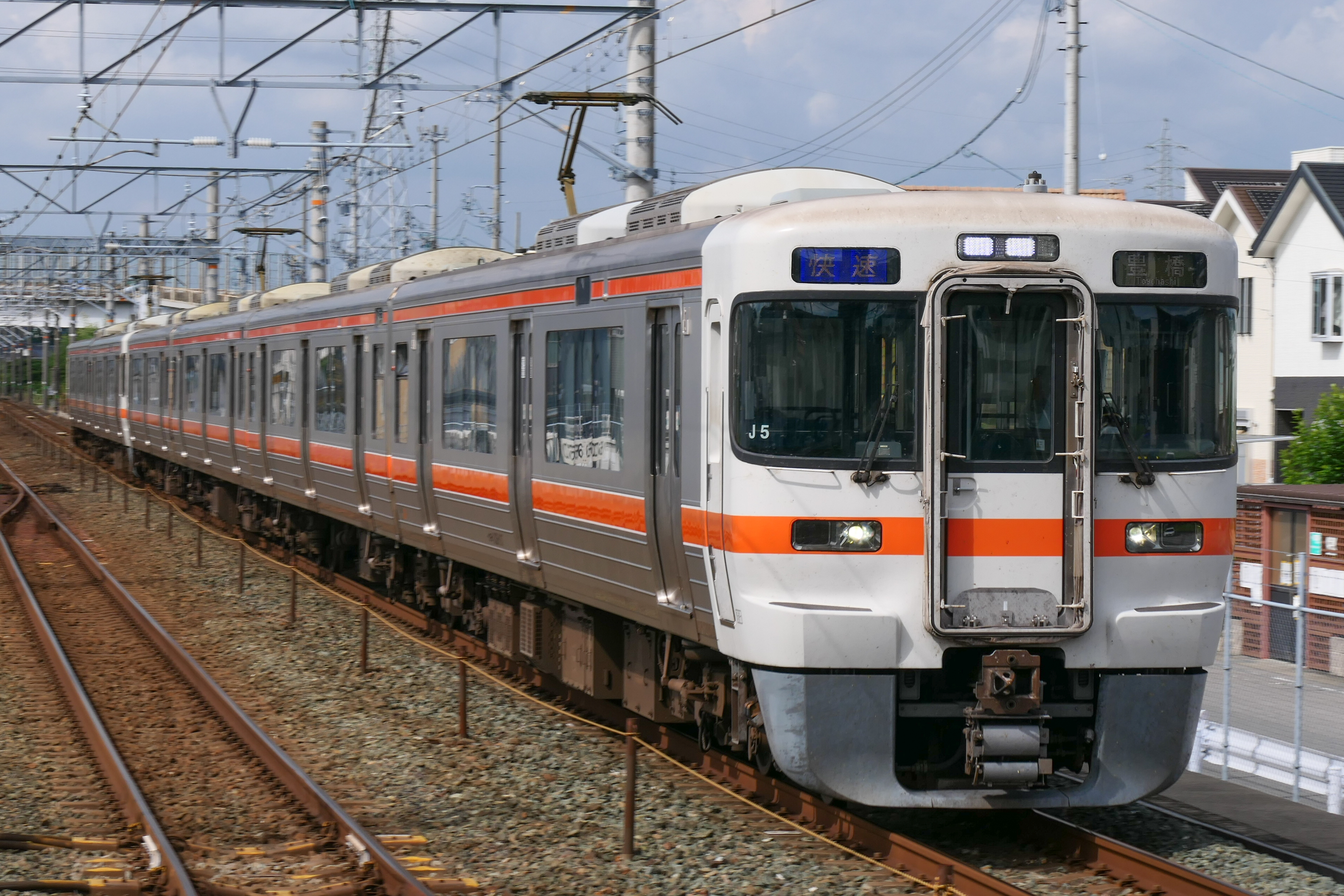
1100番台
（J5編成）

制御車（400番台）以外は1100番台を称する。上述の増備車共通事項以外は3次車と共通であるが、ロングシート横の袖仕切りが大型化され、車端部はスタンションポールが1本追加されており、発電ブレーキも搭載されている。
2010年度（J編成）
東海道線 (名古屋地区)用として2010年（平成22年）8月から10月にかけ、大垣車両区に4両編成×7本28両（J1 - J7編成）が配置され、同年9月より順次営業運転を開始した。大垣車両区配置分では初めての1000番台車となったが、J3編成は落成直後の2010年（平成22年）10月に神領車両区に貸し出され、同区の1000番台や1100番台と共通で運用されていた。これにともない2010年（平成22年）度末までに117系が20両（4両編成5本）廃車された。3両編成は存在せず、1600番台も製造されていない。
普通列車（掛川駅・浜松駅 - 岐阜駅および大垣駅 - 米原駅）を中心に運用され、導入当初は311系と共通運用であったが、現在は独立した運用が組まれている。なお、静岡駅までの運用はダイヤ改正毎に消滅と再度の設定を繰り返しており、名古屋駅直通の区間快速を中心に武豊線でも運用されている。車両不足時には0番台や311系の代走に入る場合もある。
2024年（令和6年）10月1日現在、4両編成×7本28両が大垣車両区に配置されている。
| 編成番号   | ← 浜松・武豊米原 →         | ← 浜松・武豊米原 →   | ← 浜松・武豊米原 →     | ← 浜松・武豊米原 →    |
| ---------- | -------------------------- | -------------------- | ---------------------- | --------------------- |
| J0（大垣） | ＞ クモハ313 -1100 （Mc1） | サハ313 -1100 （T2） | ＞ モハ313 -1100 (M1） | クハ312 -400 （Tc'2） |

2011年度（B編成）
2011年（平成23年）7月に中央線 (名古屋地区)用として神領車両区に4両編成1本（4両、B6編成）が配置され、同年8月12日に1次車・3次車の1000番台と共通運用で運用を開始した。なお、5000番台のY102編成が踏切事故で長期間運用を離脱した事による車両数確保を目的に、2017年（平成29年）3月14日付で編成記号はそのままで、大垣車両区に転属していたが、2020年（令和2年）5月11日に名古屋工場にて重要部検査を受けた後、同年10月1日付で神領車両区へ戻っている。
2024年（令和6年）10月1日現在、4両編成×1本4両が大垣車両区に配置されている。

### 1300番台

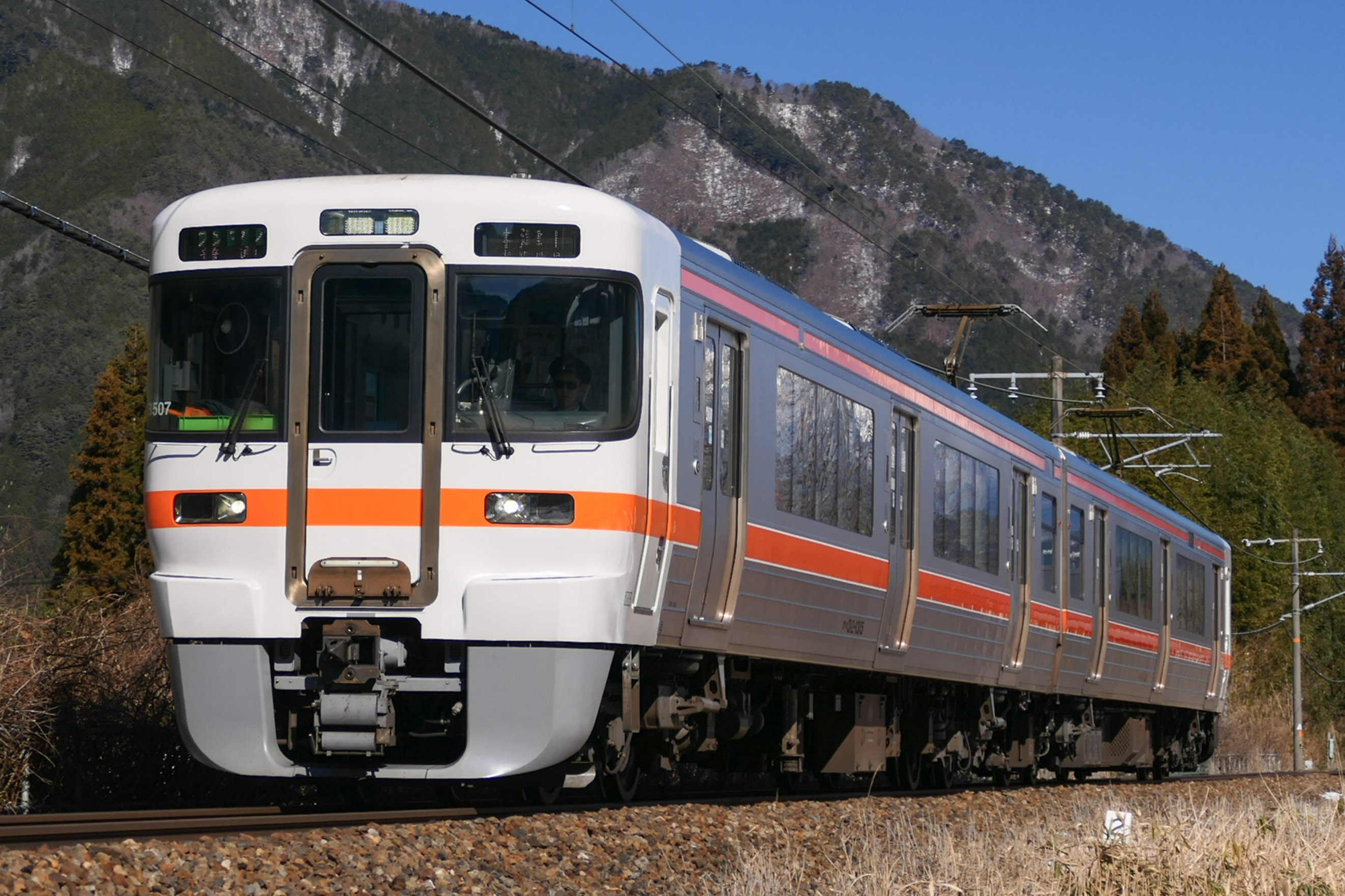
1300番台 B507編成

1000番台のグループでは初の2両編成で、上記1700番台同様、クモハ313形はパンタグラフを2基備えている。またクハ312形の番台区分は、他の1000番台グループでは0番台ないしは400番台であるのに対して、クモハ313形と同様の1300番台となっている。
2010年度
4次車の第一陣として2010年（平成22年）6月18日にB401・B402編成、同年6月25日にB403・B404編成が日本車輌製造豊川製作所を出場した。なお、このグループはワンマン運転対応への準備工事が行なわれた仕様となっている。
2011年度
2011年（平成23年）度製造分として同年8月3日に編成番号が新たに付番されたB501 - B504編成が日本車輛製造豊川製作所から出場した。当初よりワンマン運転にも対応している点など、前年度投入分とは若干仕様が異なっている。また、本系列では初となる旅客案内用の液晶表示機を搭載している。半自動ドアスイッチや運賃表示用液晶表示機はキハ25と同様のものである。
その後は、同年10月から2012年（平成24年）2月にかけてB505 - B516・B405 - B408編成が日本車輛製造豊川製作所から出場し、公式試運転を行った。残りの3000番台は2012年（平成24年）4月までに全12編成24両が順次大垣車両区に転属した。
運用
- B400→L編成

2024年（令和6年）10月1日現在、2両編成×8本16両が静岡車両区に配置されている。
2010年（平成22年）7月2日に大垣車両区所属の117系の一部運用を置き換える形で、2編成を併結した4両編成にて東海道本線での営業運転を開始した。本番台は神領車両区所属であるが、大垣車両区所属の117系が臨時列車「そよかぜトレイン117」（2010年（平成22年）8月）として改造・飯田線で運用され、その不足を補うため一時的に大垣車両区に貸し出されていた。
中央本線・関西本線では、2010年（平成22年）10月に213系5000番台の一部の運用を置き換える形で運用を開始した。
中央本線では増結用として211系や313系の3両・4両編成車と併結した6両 - 10両編成で運用されており、関西本線では朝と夕方以降の列車で単独2両および2本併結の4両編成や、1500・1600番台と併結した5両編成でも運用されていた。
2023年（令和5年）4月より、中央本線名古屋駅 - 中津川駅では運用されなくなり、関西線専属となった。
2020年（令和2年）から2024年（令和6年）にかけて名古屋工場でワンマン機器の設置改造を受けた。また2021年（令和3年）から2024年（令和6年）にかけて日本車輌製造豊川製作所でミュージェットの設置改造を受けた。
315系3000番台の投入により2023年（令和5年）12月から順次静岡車両区に転属した。転属後は御殿場線を中心に、東海道線三島駅 - 静岡駅間で活躍している。また313系3000番台の代走で身延線や313系300番台・2300番台の代走で東海道線静岡-豊橋に入線することもある。
- B500編成

2024年（令和6年）4月1日現在、2両編成×16本32両が神領車両区に配置されている。
2011年（平成23年）8月11日に上述の3000番台の運用の一部を置き換える形で営業運転を開始した。なお、捻出された3000番台は先述のとおり、4編成8両が同月15日付で大垣車両区に転属した。
中央本線南木曽駅以北や関西本線および武豊線でのワンマン列車を中心に、東海道本線大府駅 - 岐阜駅・大垣駅間やJR東日本区間への乗り入れも行われており、B400台編成と同様に中央本線名古屋駅 - 中津川駅間でも運用されている。
2022年（令和4年）3月のダイヤ改正より、本編成グループは中央本線名古屋駅 - 中津川駅での定期運用がなくなり、同区間では中央本線中津川駅以北や関西本線などへの送り込み回送列車や他編成の検査・故障時の代走として運行されるのみとなった。
- R200編成

大垣車両区の213系・311系を置き換えるため、2025年（令和7年）4月よりB500編成の一部が大垣車両区へ転出している。転出後は、主に飯田線で運用している。

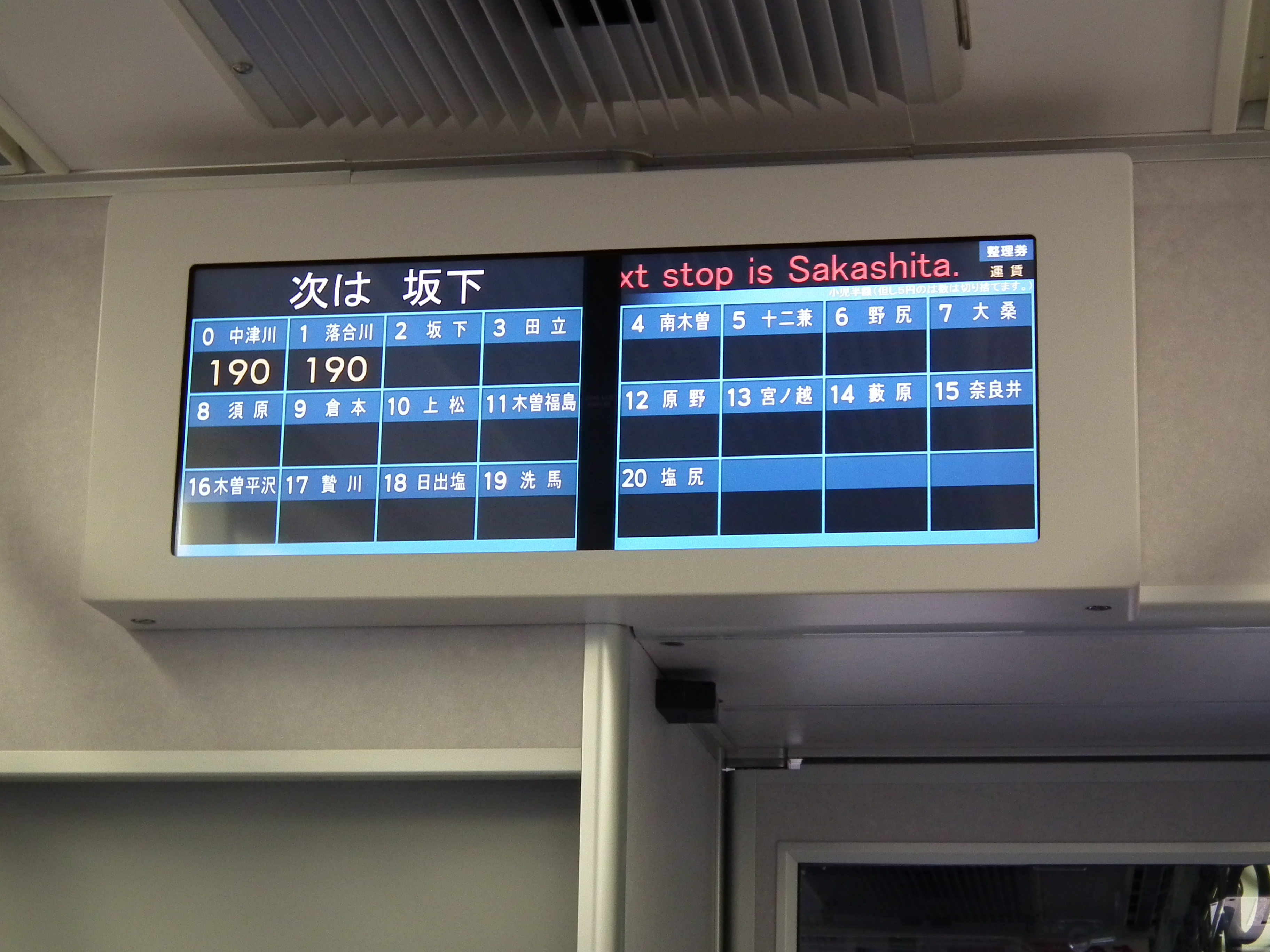
ワンマン列車運賃表示用液晶ディスプレイ
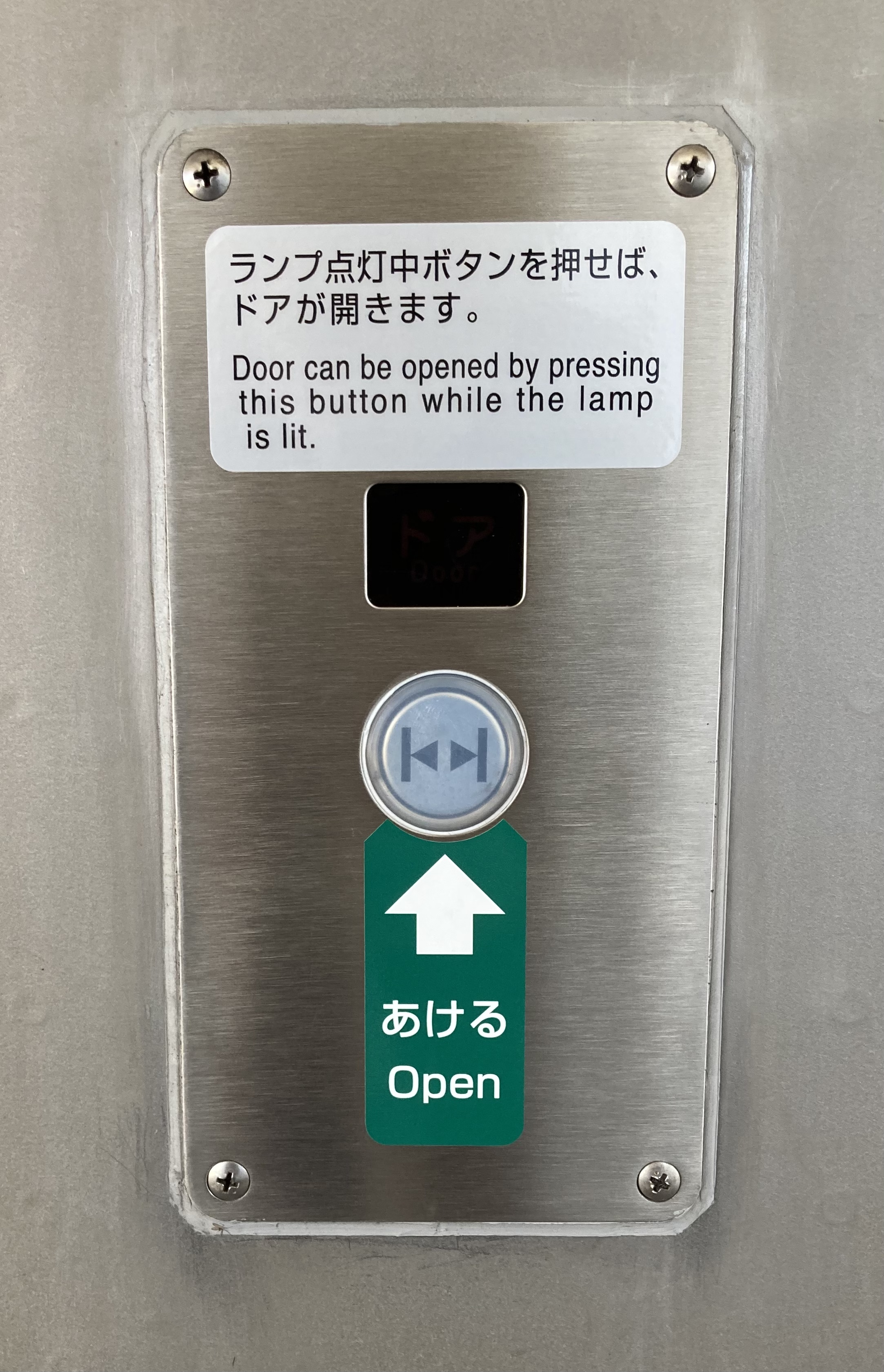
半自動ドア用のドアスイッチ（外）
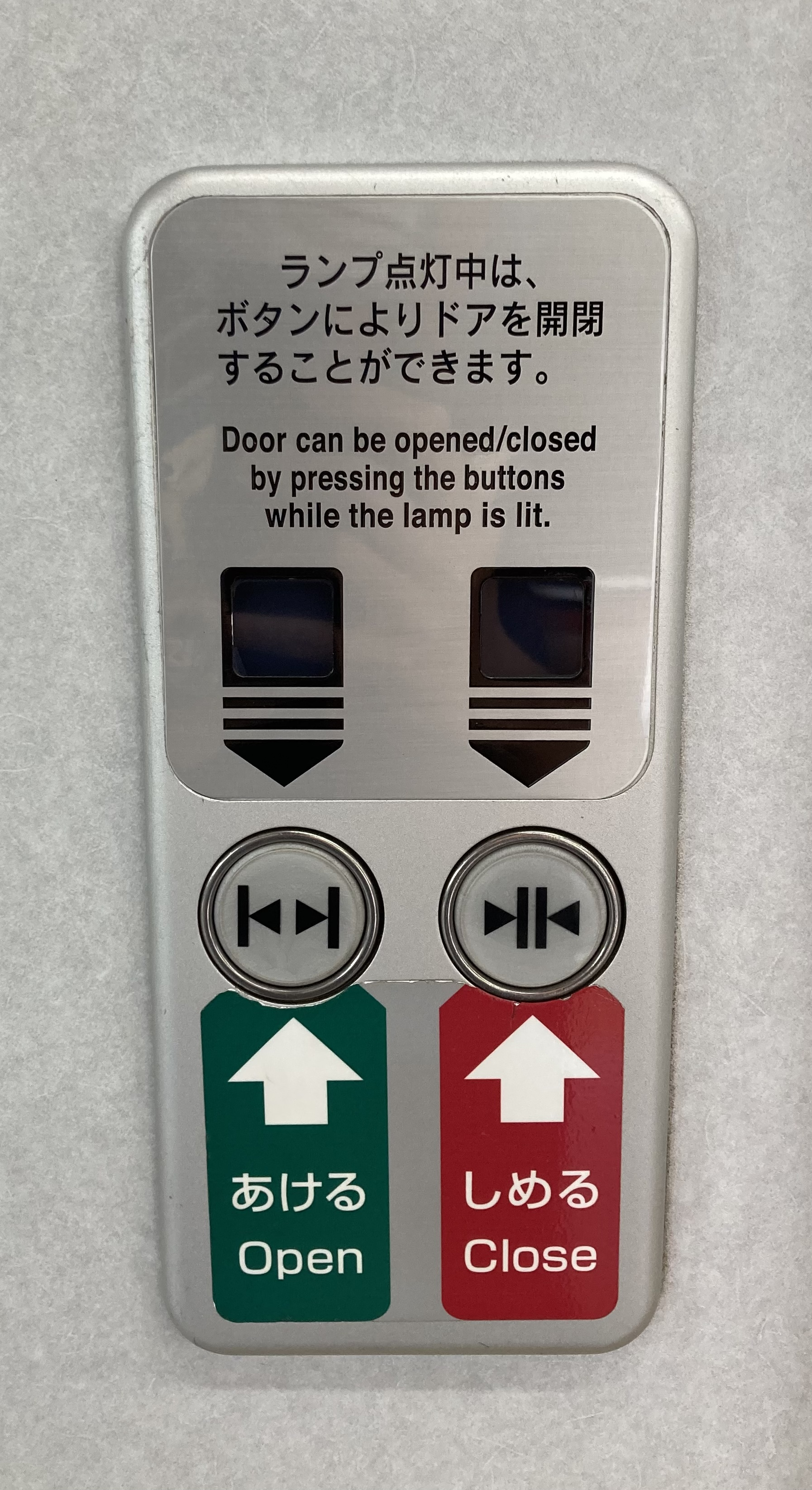
半自動ドア用のドアスイッチ（中）

| 編成番号                  | ← 松本中津川 → ← 亀山名古屋 → ← 武豊名古屋 → ← 熱海・国府津静岡・甲府 → ← 豊橋辰野・茅野 → | ← 松本中津川 → ← 亀山名古屋 → ← 武豊名古屋 → ← 熱海・国府津静岡・甲府 → ← 豊橋辰野・茅野 → |
| ------------------------- | ------------------------------------------------------------------------------------------ | ------------------------------------------------------------------------------------------ |
| B400（神領） ↓ L（静岡）  | ＜＞ クモハ313 -1300 （Mc4）                                                               | クハ312 -1300 （Tc'2）                                                                     |
| B500（神領） R200（大垣） | ＜＞ クモハ313 -1300 （Mc4）                                                               | クハ312 -1300 （Tc'2）                                                                     |

### 5000番台増備車・5300番台

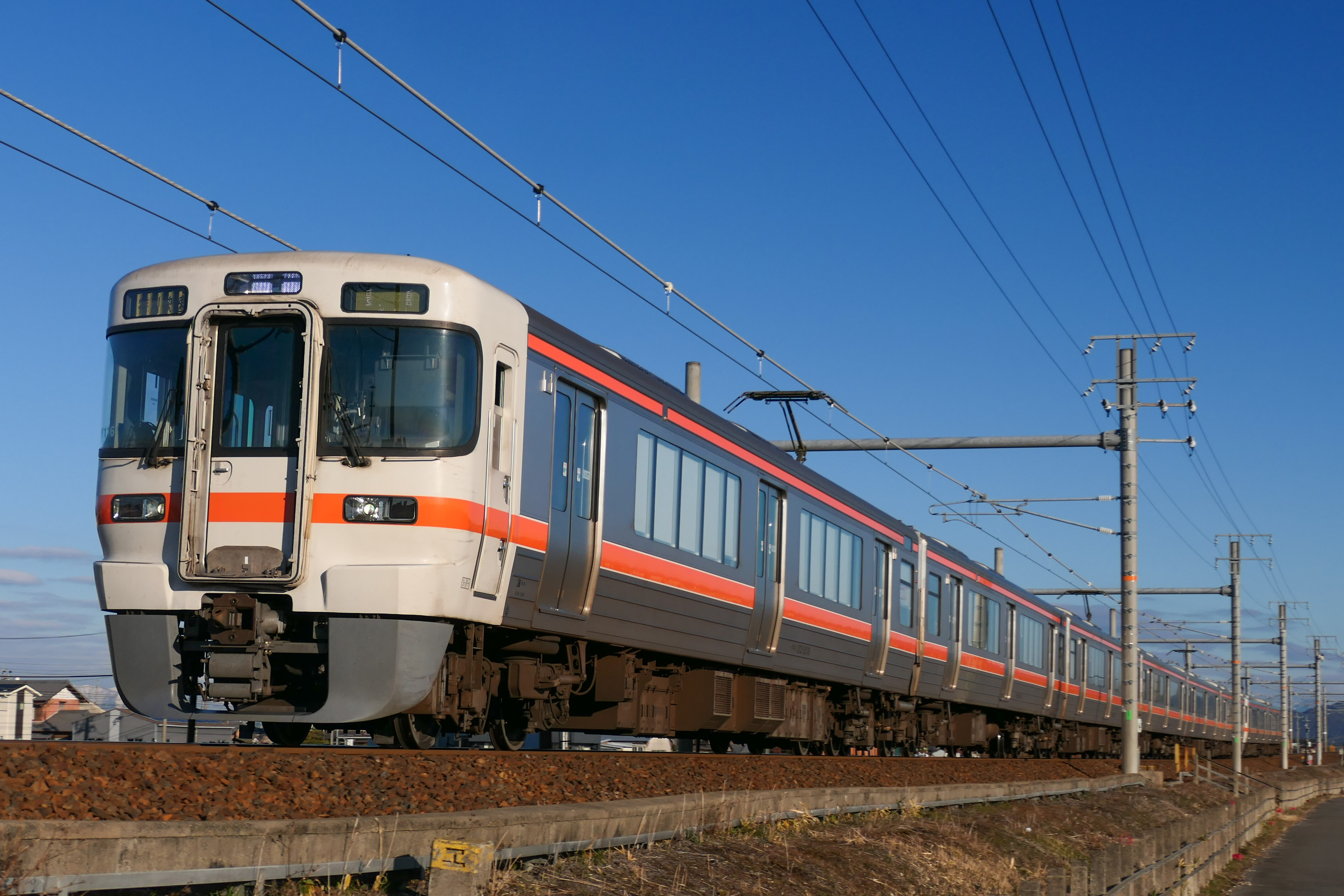
5000番台 Y116編成

東海道線 (名古屋地区)向けの車両で、6両編成は5000番台（一部の中間車は5300番台）、2両編成は制御電動車が5300番台で制御車が5000番台に区分されている。いずれも全座席転換クロスシート仕様である。今回新たに登場した2両編成の5300番台のクハは5000番台と共通の付番とされ、5018 - となっている。なお、5000番台増備車は3次車に続き車体間ダンパを装備するが、5300番台には装備されていない。
2010年度（Y100編成、Z編成）
2010年（平成22年）7月15日に5000番台増備車である6両編成（Y113編成）と今回が初登場となる5300番台の2両編成（Z1編成）が日本車輛製造豊川製作所より出場した。大垣車両区に配置され、同年8月よりY113編成は既存の5000番台、Z1編成は300番台とそれぞれ共通運用を組む形で運用を開始した。
2012年度（Y100編成、Z編成）
2012年（平成24年）7月中旬に5000番台増備車である6両編成（Y114編成）と5300番台の2両編成（Z2編成）が日本車輛製造豊川製作所より出場した。
続いて2012年（平成24年）8月8日に6両編成（Y115編成）と5300番台の2両編成（Z3編成）が日本車輛製造豊川製作所より出場した。
2012年（平成24年）度中に、6両編成と2両編成の残り各2本も出場し、2013年3月16日のダイヤ改正では117系の運用を本番台および0番台に置き換えた。
配置
2024年（令和6年）10月1日現在、6両編成×5本30両（Y113 - Y117編成）と2両編成×5本10両（Z1 - Z5編成）の計40両が大垣車両区に配置されている。
運用
- 6両編成（5000番台）

東海道線の掛川駅・浜松駅 - 米原駅間で運用されている。
- 2両編成（5300番台）

東海道線の掛川駅・浜松駅 - 米原駅間で運用されている。5300番台は、増結用として0番台および1100番台・5000番台、311系と併結して運用されるほか、本番台または3000番台・300番台を2 - 3本併結した列車や、0番台・5000番台の代走運用にも用いられる。また、代走として、2両単独編成で、飯田線豊橋駅 - 水窪駅間などでも運用される。
| 編成番号  | ← 浜松米原 →               | ← 浜松米原 →           |
| --------- | -------------------------- | ---------------------- |
| Z（大垣） | ＞ クモハ313 -5300 （Mc4） | クハ312 -5000 （Tc'2） |

## 5次車
2015年（平成27年）3月1日の武豊線電化開業に伴う増備車として2014年（平成26年）度に28両が製造され、神領車両区および大垣車両区に配属された。いずれも武豊線専用ではなく、既配置の車両と共通運用されている。増備車の投入で捻出されたキハ25形0・100番台5編成10両、キハ75形200・300番台3編成6両と3200・3300番台3編成6両および400・500番台6編成12両は2015年（平成27年）3月10日付で美濃太田車両区に転出した。

### 5次車での変更点
仕様は4次車とほぼ同一であるが、客室の照明が蛍光灯からLED蛍光灯となったことで消費電力が約半分となった。このLED客室照明は、後に1次車や他系列にも順次反映されている。
外観では、テールランプのレンズがクリアレンズに変更されたほか、転落防止幌はオレンジ帯を省略した灰色一色のものに変更されている。

### 1100番台再増備車
5次車の1100番台は3編成12両が投入され、2014年（平成26年）10月8日にJ8編成、12月3日にJ9・J10編成が日本車輌製造豊川製作所を出場し、大垣車両区に配属された。試運転を経て同年11月にJ8編成が、2015年（平成27年）1月にJ9・J10編成が東海道本線で営業運転を開始し、既存のJ編成と共通で運用されている。
2024年（令和6年）4月1日現在、4両編成×3本12両が大垣車両区に配置されている。

### 1300番台増備車

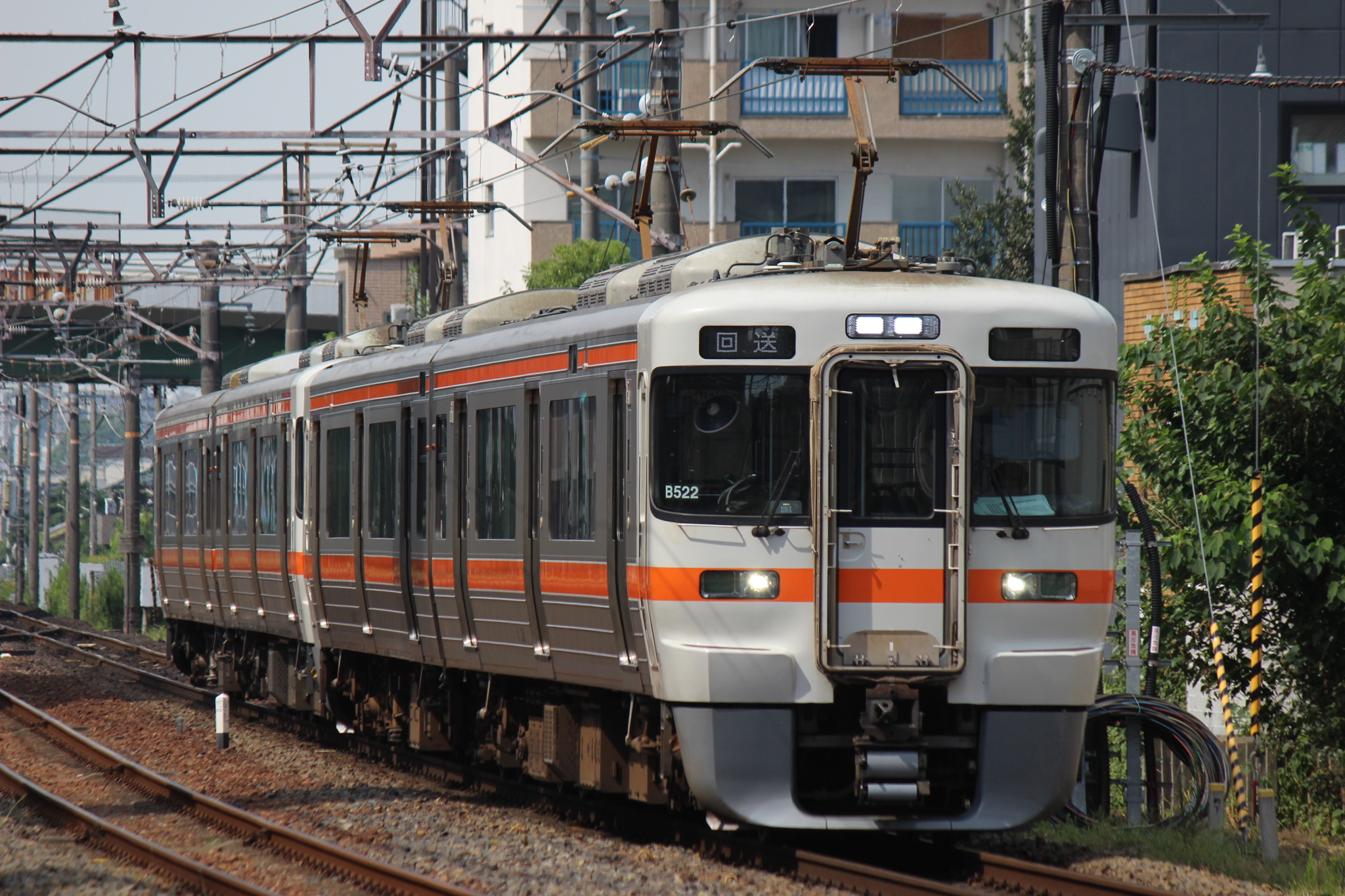
1300番台 B522編成

5次車の1300番台は8編成16両が投入され、2014年（平成26年）8月6日にB517編成 - B520編成、2015年（平成27年）1月14日にB521編成 - B524編成が日本車輌製造豊川製作所を出場した。神領車両区に配属され、既存のB500番台編成同様、落成当初よりワンマン運転対応である。試運転を経てB517 - B520編成は2014年（平成26年）9月より、B521 - B524編成は2015年（平成27年）2月より営業運転を開始し、既存のB500番台編成と共通で運用されている。
2024年（令和6年）10月1日現在、2両編成×8本16両が神領車両区に配置されている。

## 特別装飾

### 名古屋おもてなし武将隊ラッピング電車

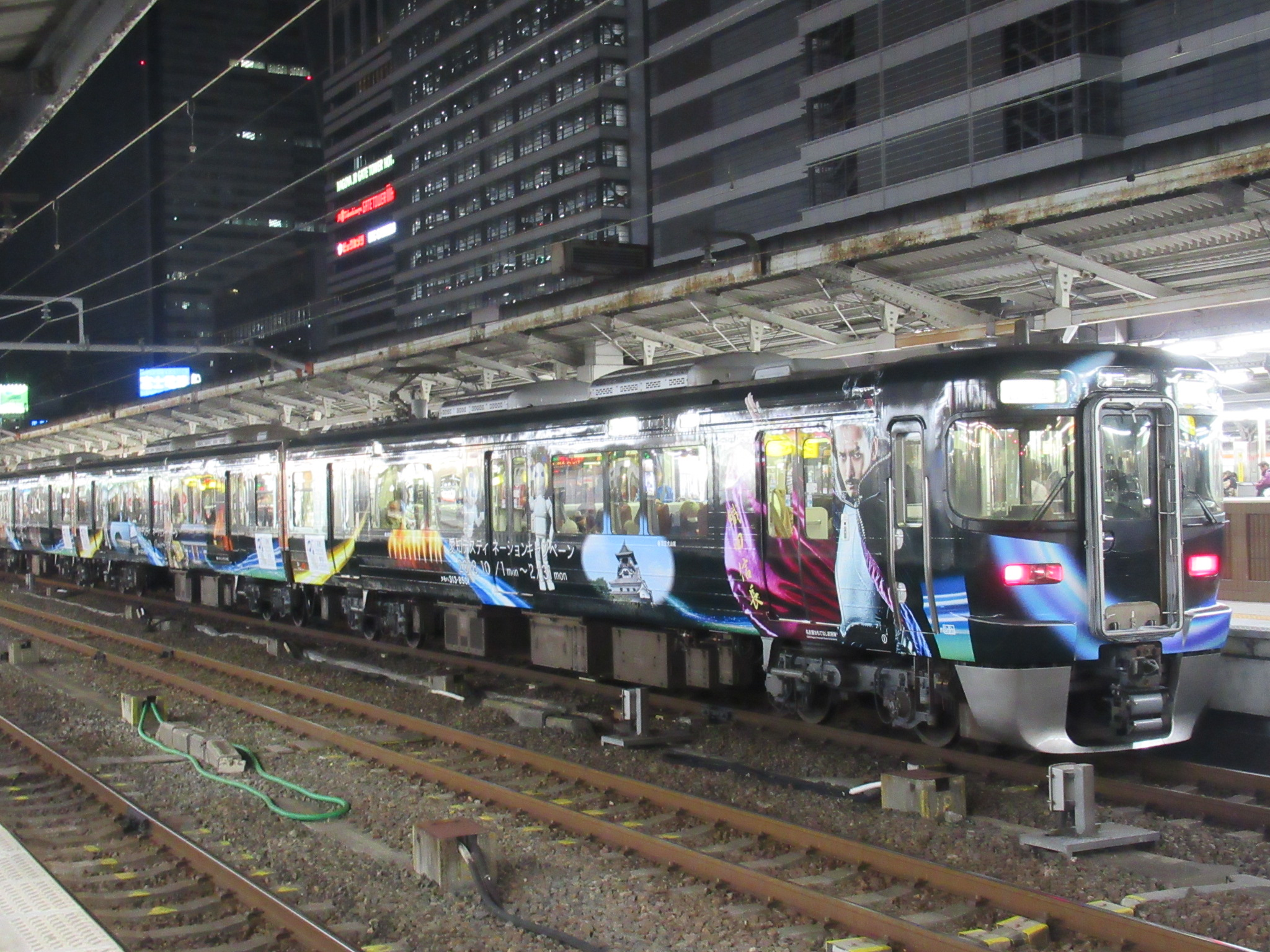
名古屋おもてなし武将隊ラッピング電車

愛知県内で2018年（平成30年）10月から12月にかけて展開する観光イベント「愛知デスティネーションキャンペーン」に合わせ、8000番台B201編成をベースに黒を基調とした、JR東海初のフルラッピング電車を登場させた。開催期間中の中央本線定期ダイヤに投入し、特定日は臨時列車として愛知環状鉄道を含む県内各路線にも乗り入れた。
車両デザインは、「名古屋おもてなし武将隊」のうち、三英傑（織田信長・豊臣秀吉・徳川家康）を各車両に配置し、愛知県内の有名観光地やキャンペーンロゴも配置される。
- 各車両に配置される観光地
  - 海側：リニア・鉄道館、愛岐トンネル群、あいち航空ミュージアム、トヨタ産業技術記念館、岡崎城、常滑・巨大招き猫[43]
  - 山側：名古屋城本丸御殿、豊川稲荷、竹島・竹島水族館、MIZKAN MUSEUM、手筒花火、犬山城[43]

| 列車名                 | 運行日                           | 運行区間                                      | 備考                                                          |
| ---------------------- | -------------------------------- | --------------------------------------------- | ------------------------------------------------------------- |
| 未来クリエイター☆信長  | 2018/09/30 2018/10/06            | 尾張一宮駅 - 豊橋駅 - 長篠城駅                | 団体専用列車 稲沢線経由 09/30は平成30年台風第24号の影響で運休 |
| モーニングトレイン一宮 | 2018/10/08 2018/11/11 2018/12/08 | 名古屋駅 - 尾張一宮駅                         | 稲沢線経由                                                    |
| 知多鉄道酢トーリー     | 2018/10/20                       | 名古屋駅 - 武豊駅                             |                                                               |
| 未来クリエイター☆秀吉  | 2018/11/03 2018/11/04            | 名古屋駅 - 岡崎駅 - 高蔵寺駅 - 名古屋駅       | 団体専用列車 愛知環状鉄道線経由                               |
| 未来クリエイター☆家康  | 2018/12/01 2018/12/02            | 豊橋駅 - 岡崎駅 - 高蔵寺駅 -名古屋駅 - 半田駅 | 団体専用列車 愛知環状鉄道線経由                               |

### ゆるキャン△コラボ列車
2022年（令和4年）7月より開始のJR東海・山梨県・静岡県の連携によるアニメ『ゆるキャン△』とコラボレーションした広域周遊観光促進イベントに合わせ、静岡車両区所属3000番台V10編成に、「ゆるキャン△」の車内装飾（外装は通常のまま）を施した。
7月4日の身延発用宗行き臨時列車より運行を開始した。以降は身延線・東海道線 (静岡地区)・御殿場線の定期運用に入っている。

## 車歴表
2024年（令和4年）10月1日時点
- 製造
  - 日車：日本車輌製造
  - 近車：近畿車輛
  - 東急：東急車輛製造
- 配置
  - 静岡：静岡車両区
  - 神領：神領車両区
  - 大垣：大垣車両区

| ← 浜松・武豊米原 → | ← 浜松・武豊米原 → | ← 浜松・武豊米原 → | ← 浜松・武豊米原 → | ← 浜松・武豊米原 → | ← 浜松・武豊米原 → | ← 浜松・武豊米原 → | ← 浜松・武豊米原 → | ← 浜松・武豊米原 → |
| ------------------ | ------------------ | ------------------ | ------------------ | ------------------ | ------------------ | ------------------ | ------------------ | ------------------ |
| 編成番号           | クモハ 313         | サハ 313           | モハ 313           | クハ 312           | 製造               | 落成日             | 配置               | 備考               |
| Y1                 | 1                  | 1                  | 1                  | 7                  | 日車               | 1999/07/06         | 大垣               |                    |
| Y2                 | 2                  | 2                  | 2                  | 8                  | 日車               | 1999/07/06         | 大垣               |                    |
| Y3                 | 3                  | 3                  | 3                  | 9                  | 日車               | 1999/07/13         | 大垣               |                    |
| Y4                 | 4                  | 4                  | 4                  | 10                 | 日車               | 1999/07/13         | 大垣               |                    |
| Y5                 | 5                  | 5                  | 5                  | 11                 | 日車               | 1999/07/21         | 大垣               |                    |
| Y6                 | 6                  | 6                  | 6                  | 12                 | 日車               | 1999/07/21         | 大垣               |                    |
| Y7                 | 7                  | 7                  | 7                  | 13                 | 日車               | 1999/07/27         | 大垣               |                    |
| Y8                 | 8                  | 8                  | 8                  | 14                 | 日車               | 1999/07/27         | 大垣               |                    |
| Y9                 | 9                  | 9                  | 9                  | 15                 | 近車               | 1999/08/11         | 大垣               |                    |
| Y10                | 10                 | 10                 | 10                 | 16                 | 近車               | 1999/08/11         | 大垣               |                    |
| Y11                | 11                 | 11                 | 11                 | 17                 | 近車               | 1999/09/01         | 大垣               |                    |
| Y12                | 12                 | 12                 | 12                 | 18                 | 近車               | 1999/09/01         | 大垣               |                    |
| Y13                | 13                 | 13                 | 13                 | 19                 | 東急               | 1999/08/30         | 大垣               |                    |
| Y14                | 14                 | 14                 | 14                 | 20                 | 東急               | 1999/08/30         | 大垣               |                    |
| Y15                | 15                 | 15                 | 15                 | 21                 | 東急               | 1999/08/31         | 大垣               |                    |

| ← 熱海米原 → | ← 熱海米原 → | ← 熱海米原 → | ← 熱海米原 → | ← 熱海米原 → | ← 熱海米原 → | ← 熱海米原 → | ← 熱海米原 → | ← 熱海米原 → | ← 熱海米原 → |
| ------------ | ------------ | ------------ | ------------ | ------------ | ------------ | ------------ | ------------ | ------------ | ------------ |
| 編成番号     | クモハ 313   | クハ 312     | 製造         | 落成日       | 落成配置     | 転属日       | 現配置       | 備考         |              |
| K1           | 301          | 301          | 日車         | 1999/09/10   | 大垣         | 2024/03/24   | 静岡         | 旧番号：Y31  |              |
| K2           | 302          | 302          | 日車         | 1999/09/10   | 大垣         | 2024/03/17   | 静岡         | 旧番号：Y32  |              |
| K3           | 303          | 303          | 日車         | 1999/09/10   | 大垣         | 2024/03/17   | 静岡         | 旧番号：Y33  |              |
| K4           | 304          | 304          | 日車         | 1999/09/10   | 大垣         |              | 静岡         | 旧番号：Y34  |              |
| K5           | 305          | 305          | 日車         | 1999/09/10   | 大垣         | 2024/03/16   | 静岡         | 旧番号：Y35  |              |
| K6           | 306          | 306          | 日車         | 1999/09/24   | 大垣         | 2024/03/17   | 静岡         | 旧番号：Y36  |              |
| K7           | 307          | 307          | 日車         | 1999/09/24   | 大垣         | 2024/03/16   | 静岡         | 旧番号：Y37  |              |
| K8           | 308          | 308          | 近車         | 1999/09/16   | 大垣         |              | 静岡         | 旧番号：Y38  |              |
| K9           | 309          | 309          | 近車         | 1999/09/16   | 大垣         | 2024/03/16   | 静岡         | 旧番号：Y39  |              |
| K10          | 310          | 310          | 近車         | 1999/09/16   | 大垣         | 2024/03/17   | 静岡         | 旧番号：Y40  |              |
| K11          | 311          | 311          | 近車         | 1999/09/17   | 大垣         | 2024/03/24   | 静岡         | 旧番号：Y41  |              |
| Y42          | 312          | 312          | 近車         | 1999/09/17   | 大垣         |              | 大垣         |              |              |
| Y43          | 313          | 313          | 近車         | 1999/09/17   | 大垣         |              | 大垣         |              |              |
| Y44          | 314          | 314          | 東急         | 1999/09/06   | 大垣         |              | 大垣         |              |              |
| Y45          | 315          | 315          | 東急         | 1999/09/06   | 大垣         |              | 大垣         |              |              |
| Y46          | 316          | 316          | 東急         | 1999/09/06   | 大垣         |              | 大垣         |              |              |

| ← 浜松・武豊米原 → | ← 浜松・武豊米原 → | ← 浜松・武豊米原 → | ← 浜松・武豊米原 → | ← 浜松・武豊米原 → | ← 浜松・武豊米原 → | ← 浜松・武豊米原 → | ← 浜松・武豊米原 → | ← 浜松・武豊米原 → | ← 浜松・武豊米原 → |
| ------------------ | ------------------ | ------------------ | ------------------ | ------------------ | ------------------ | ------------------ | ------------------ | ------------------ | ------------------ |
| 編成番号           | クモハ 313         | サハ 313           | モハ 313           | クハ 312           | 製造               | 落成日             | 落成配置           | 現配置             | 備考               |
| J11                | 1001               | 1001               | 1001               | 1                  | 日車               | 1999/02/25         | 神領               | 大垣               | 旧番号：B1         |
| J12                | 1002               | 1002               | 1002               | 2                  | 日車               | 1999/02/25         | 神領               | 大垣               | 旧番号：B2         |
| J13                | 1003               | 1003               | 1003               | 3                  | 日車               | 1999/03/09         | 神領               | 大垣               | 旧番号：B3         |

| ← 浜松・武豊米原 → | ← 浜松・武豊米原 → | ← 浜松・武豊米原 → | ← 浜松・武豊米原 → | ← 浜松・武豊米原 → | ← 浜松・武豊米原 → | ← 浜松・武豊米原 → | ← 浜松・武豊米原 → | ← 浜松・武豊米原 → | ← 浜松・武豊米原 → |
| ------------------ | ------------------ | ------------------ | ------------------ | ------------------ | ------------------ | ------------------ | ------------------ | ------------------ | ------------------ |
| 編成番号           | クモハ 313         | サハ 313           | モハ 313           | クハ 312           | 製造               | 落成日             | 落成配置           | 現配置             | 備考               |
| J14                | 1101               | 1101               | 1101               | 401                | 日車               | 2006/10/16         | 神領               | 大垣               | 旧番号：B4         |
| J15                | 1102               | 1102               | 1102               | 402                | 日車               | 2006/10/16         | 神領               | 大垣               | 旧番号：B5         |
| J1                 | 1103               | 1103               | 1103               | 410                | 日車               | 2010/08/25         | 大垣               | 大垣               |                    |
| J2                 | 1104               | 1104               | 1104               | 411                | 日車               | 2010/08/28         | 大垣               | 大垣               |                    |
| J3                 | 1105               | 1105               | 1105               | 412                | 日車               | 2010/09/08         | 大垣               | 大垣               |                    |
| J4                 | 1106               | 1106               | 1106               | 413                | 日車               | 2010/09/29         | 大垣               | 大垣               |                    |
| J5                 | 1107               | 1107               | 1107               | 414                | 日車               | 2010/09/29         | 大垣               | 大垣               |                    |
| J6                 | 1108               | 1108               | 1108               | 415                | 日車               | 2010/10/06         | 大垣               | 大垣               |                    |
| J7                 | 1109               | 1109               | 1109               | 416                | 日車               | 2010/10/06         | 大垣               | 大垣               |                    |
| J16                | 1110               | 1110               | 1110               | 417                | 日車               | 2011/07/13         | 神領               | 大垣               | 旧番号：B6         |
| J8                 | 1111               | 1111               | 1111               | 418                | 日車               | 2014/10/08         | 大垣               | 大垣               |                    |
| J9                 | 1112               | 1112               | 1112               | 419                | 日車               | 2014/12/03         | 大垣               | 大垣               |                    |
| J10                | 1113               | 1113               | 1113               | 420                | 日車               | 2014/12/03         | 大垣               | 大垣               |                    |

| ← 塩尻・松本中津川 → ← 亀山名古屋（関西線） → ← 熱海・国府津静岡・甲府 → ← 武豊名古屋（東海道線） → ← 豊橋（飯田線）辰野・茅野 → | ← 塩尻・松本中津川 → ← 亀山名古屋（関西線） → ← 熱海・国府津静岡・甲府 → ← 武豊名古屋（東海道線） → ← 豊橋（飯田線）辰野・茅野 → | ← 塩尻・松本中津川 → ← 亀山名古屋（関西線） → ← 熱海・国府津静岡・甲府 → ← 武豊名古屋（東海道線） → ← 豊橋（飯田線）辰野・茅野 → | ← 塩尻・松本中津川 → ← 亀山名古屋（関西線） → ← 熱海・国府津静岡・甲府 → ← 武豊名古屋（東海道線） → ← 豊橋（飯田線）辰野・茅野 → | ← 塩尻・松本中津川 → ← 亀山名古屋（関西線） → ← 熱海・国府津静岡・甲府 → ← 武豊名古屋（東海道線） → ← 豊橋（飯田線）辰野・茅野 → | ← 塩尻・松本中津川 → ← 亀山名古屋（関西線） → ← 熱海・国府津静岡・甲府 → ← 武豊名古屋（東海道線） → ← 豊橋（飯田線）辰野・茅野 → | ← 塩尻・松本中津川 → ← 亀山名古屋（関西線） → ← 熱海・国府津静岡・甲府 → ← 武豊名古屋（東海道線） → ← 豊橋（飯田線）辰野・茅野 → | ← 塩尻・松本中津川 → ← 亀山名古屋（関西線） → ← 熱海・国府津静岡・甲府 → ← 武豊名古屋（東海道線） → ← 豊橋（飯田線）辰野・茅野 → | ← 塩尻・松本中津川 → ← 亀山名古屋（関西線） → ← 熱海・国府津静岡・甲府 → ← 武豊名古屋（東海道線） → ← 豊橋（飯田線）辰野・茅野 → |
| --- | --- | --- | --- | --- | --- | --- | --- | --- |
| 編成番号 | クモハ 313 | クハ 312 | 製造 | 落成日 | 落成配置 | 現配置 | 備考 | |
| L1 | 1301 | 1301 | 日車 | 2010/06/18 | 神領 | 静岡 | 旧番号：B401 | |
| L2 | 1302 | 1302 | 日車 | 2010/06/18 | 神領 | 静岡 | 旧番号：B402 | |
| L3 | 1303 | 1303 | 日車 | 2010/06/25 | 神領 | 静岡 | 旧番号：B403 | |
| L4 | 1304 | 1304 | 日車 | 2010/06/25 | 神領 | 静岡 | 旧番号：B404 | |
| L5 | 1305 | 1305 | 日車 | 2011/02/22 | 神領 | 静岡 | 旧番号：B405 | |
| L6 | 1306 | 1306 | 日車 | 2011/02/22 | 神領 | 静岡 | 旧番号：B406 | |
| L7 | 1307 | 1307 | 日車 | 2011/02/22 | 神領 | 静岡 | 旧番号：B407 | |
| L8 | 1308 | 1308 | 日車 | 2011/02/22 | 神領 | 静岡 | 旧番号：B408 | |
| B501 | 1309 | 1309 | 日車 | 2011/08/03 | 神領 | 神領 | | |
| B502 | 1310 | 1310 | 日車 | 2011/08/03 | 神領 | 神領 | | |
| B503 | 1311 | 1311 | 日車 | 2011/08/03 | 神領 | 神領 | | |
| B504 | 1312 | 1312 | 日車 | 2011/08/03 | 神領 | 神領 | | |
| B505 | 1313 | 1313 | 日車 | 2011/10/05 | 神領 | 神領 | | |
| B506 | 1314 | 1314 | 日車 | 2011/10/05 | 神領 | 神領 | | |
| B507 | 1315 | 1315 | 日車 | 2011/10/05 | 神領 | 神領 | | |
| R201 | 1316 | 1316 | 日車 | 2011/10/05 | 神領 | 大垣 | 旧番号：B508 | |
| R202 | 1317 | 1317 | 日車 | 2011/11/09 | 神領 | 大垣 | 旧番号：B509 | |
| R203 | 1318 | 1318 | 日車 | 2011/11/09 | 神領 | 大垣 | 旧番号：B510 | |
| R204 | 1319 | 1319 | 日車 | 2011/11/09 | 神領 | 大垣 | 旧番号：B511 | |
| B512 | 1320 | 1320 | 日車 | 2011/11/09 | 神領 | 神領 | | |
| B513 | 1321 | 1321 | 日車 | 2012/01/18 | 神領 | 神領 | | |
| B514 | 1322 | 1322 | 日車 | 2012/01/18 | 神領 | 神領 | | |
| B515 | 1323 | 1323 | 日車 | 2012/01/18 | 神領 | 神領 | | |
| B516 | 1324 | 1324 | 日車 | 2012/01/18 | 神領 | 神領 | | |
| B517 | 1325 | 1325 | 日車 | 2014/08/06 | 神領 | 神領 | | |
| B518 | 1326 | 1326 | 日車 | 2014/08/06 | 神領 | 神領 | | |
| B519 | 1327 | 1327 | 日車 | 2014/08/06 | 神領 | 神領 | | |
| B520 | 1328 | 1328 | 日車 | 2014/08/06 | 神領 | 神領 | | |
| B521 | 1329 | 1329 | 日車 | 2015/01/14 | 神領 | 神領 | | |
| B522 | 1330 | 1330 | 日車 | 2015/01/14 | 神領 | 神領 | | |
| B523 | 1331 | 1331 | 日車 | 2015/01/14 | 神領 | 神領 | | |
| B524 | 1332 | 1332 | 日車 | 2015/01/14 | 神領 | 神領 | | |

| ← 浜松米原 → | ← 浜松米原 → | ← 浜松米原 → | ← 浜松米原 → | ← 浜松米原 → | ← 浜松米原 → | ← 浜松米原 → | ← 浜松米原 → | ← 浜松米原 → |
| ------------ | ------------ | ------------ | ------------ | ------------ | ------------ | ------------ | ------------ | ------------ |
| 編成番号     | クモハ 313   | モハ 313     | クハ 312     | 製造         | 落成日       | 落成配置     | 現配置       | 備考         |
| J151         | 1501         | 1501         | 4            | 東急         | 1999/03/24   | 神領         | 大垣         | 旧番号：B101 |
| J152         | 1502         | 1502         | 5            | 東急         | 1999/03/24   | 神領         | 大垣         | 旧番号：B102 |
| J153         | 1503         | 1503         | 6            | 東急         | 1999/03/24   | 神領         | 大垣         | 旧番号：B103 |

| ← 浜松米原 → | ← 浜松米原 → | ← 浜松米原 → | ← 浜松米原 → | ← 浜松米原 → | ← 浜松米原 → | ← 浜松米原 → | ← 浜松米原 → | ← 浜松米原 → |
| ------------ | ------------ | ------------ | ------------ | ------------ | ------------ | ------------ | ------------ | ------------ |
| 編成番号     | クモハ 313   | モハ 313     | クハ 312     | 製造         | 落成日       | 落成配置     | 現配置       | 備考         |
| J161         | 1601         | 1601         | 403          | 日車         | 2006/10/25   | 神領         | 大垣         | 旧番号：B104 |
| J162         | 1602         | 1602         | 404          | 日車         | 2006/10/25   | 神領         | 大垣         | 旧番号：B105 |
| J163         | 1603         | 1603         | 405          | 日車         | 2006/11/06   | 神領         | 大垣         | 旧番号：B106 |
| J164         | 1604         | 1604         | 406          | 日車         | 2006/11/06   | 神領         | 大垣         | 旧番号：B107 |

| ← 浜松米原 → ← 豊橋（飯田線）・長野辰野・岡谷 → | ← 浜松米原 → ← 豊橋（飯田線）・長野辰野・岡谷 → | ← 浜松米原 → ← 豊橋（飯田線）・長野辰野・岡谷 → | ← 浜松米原 → ← 豊橋（飯田線）・長野辰野・岡谷 → | ← 浜松米原 → ← 豊橋（飯田線）・長野辰野・岡谷 → | ← 浜松米原 → ← 豊橋（飯田線）・長野辰野・岡谷 → | ← 浜松米原 → ← 豊橋（飯田線）・長野辰野・岡谷 → | ← 浜松米原 → ← 豊橋（飯田線）・長野辰野・岡谷 → | ← 浜松米原 → ← 豊橋（飯田線）・長野辰野・岡谷 → |
| ----------------------------------------------- | ----------------------------------------------- | ----------------------------------------------- | ----------------------------------------------- | ----------------------------------------------- | ----------------------------------------------- | ----------------------------------------------- | ----------------------------------------------- | ----------------------------------------------- |
| 編成 番号                                       | クモハ 313                                      | モハ 313                                        | クハ 312                                        | 製造                                            | 落成日                                          | 落成配置                                        | 現配置                                          | 備考                                            |
| J171                                            | 1701                                            | 1701                                            | 407                                             | 日車                                            | 2006/11/17                                      | 神領                                            | 大垣                                            | 旧番号：B151                                    |
| J172                                            | 1702                                            | 1702                                            | 408                                             | 日車                                            | 2006/11/17                                      | 神領                                            | 大垣                                            | 旧番号：B152                                    |
| J173                                            | 1703                                            | 1703                                            | 409                                             | 日車                                            | 2006/11/17                                      | 神領                                            | 大垣                                            | 旧番号：B153                                    |

| ← 熱海・国府津豊橋・甲府 → | ← 熱海・国府津豊橋・甲府 → | ← 熱海・国府津豊橋・甲府 → | ← 熱海・国府津豊橋・甲府 → | ← 熱海・国府津豊橋・甲府 → | ← 熱海・国府津豊橋・甲府 → | ← 熱海・国府津豊橋・甲府 → |
| -------------------------- | -------------------------- | -------------------------- | -------------------------- | -------------------------- | -------------------------- | -------------------------- |
| 編成 番号                  | クモハ 313                 | クハ 312                   | 製造                       | 落成日                     | 配置                       | 備考                       |
| W1                         | 2351                       | 2308                       | 日車                       | 2006/12/08                 | 静岡                       | 2パンタ車                  |
| W2                         | 2352                       | 2309                       | 日車                       | 2006/12/08                 | 静岡                       | 2パンタ車                  |
| W3                         | 2301                       | 2301                       | 日車                       | 2006/12/15                 | 静岡                       |                            |
| W4                         | 2302                       | 2302                       | 日車                       | 2006/12/15                 | 静岡                       |                            |
| W5                         | 2303                       | 2303                       | 日車                       | 2007/01/19                 | 静岡                       |                            |
| W6                         | 2304                       | 2304                       | 日車                       | 2007/01/19                 | 静岡                       |                            |
| W7                         | 2305                       | 2305                       | 日車                       | 2007/01/28                 | 静岡                       |                            |
| W8                         | 2306                       | 2306                       | 日車                       | 2007/01/28                 | 静岡                       |                            |
| W9                         | 2307                       | 2307                       | 日車                       | 2007/01/28                 | 静岡                       |                            |

| ← 熱海・国府津豊橋・甲府 → | ← 熱海・国府津豊橋・甲府 → | ← 熱海・国府津豊橋・甲府 → | ← 熱海・国府津豊橋・甲府 → | ← 熱海・国府津豊橋・甲府 → | ← 熱海・国府津豊橋・甲府 → | ← 熱海・国府津豊橋・甲府 → | ← 熱海・国府津豊橋・甲府 → |
| -------------------------- | -------------------------- | -------------------------- | -------------------------- | -------------------------- | -------------------------- | -------------------------- | -------------------------- |
| 編成番号                   | クモハ 313                 | モハ 313                   | クハ 312                   | 製造                       | 落成日                     | 配置                       | 備考                       |
| T1                         | 2501                       | 2501                       | 2310                       | 日車                       | 2006/12/21                 | 静岡                       |                            |
| T2                         | 2502                       | 2502                       | 2311                       | 日車                       | 2006/12/21                 | 静岡                       |                            |
| T3                         | 2503                       | 1703                       | 2312                       | 日車                       | 2006/12/21                 | 静岡                       |                            |
| T4                         | 2504                       | 2504                       | 2313                       | 日車                       | 2007/01/19                 | 静岡                       |                            |
| T5                         | 2505                       | 2505                       | 2314                       | 日車                       | 2007/01/19                 | 静岡                       |                            |
| T6                         | 2506                       | 2506                       | 2315                       | 日車                       | 2007/01/31                 | 静岡                       |                            |
| T7                         | 2507                       | 2507                       | 2316                       | 日車                       | 2007/01/31                 | 静岡                       |                            |
| T8                         | 2508                       | 2508                       | 2317                       | 日車                       | 2007/01/31                 | 静岡                       |                            |
| T9                         | 2509                       | 2509                       | 2318                       | 日車                       | 2007/02/05                 | 静岡                       |                            |
| T10                        | 2510                       | 2510                       | 2319                       | 日車                       | 2007/02/05                 | 静岡                       |                            |
| T11                        | 2511                       | 2511                       | 2320                       | 日車                       | 2007/02/05                 | 静岡                       |                            |
| T12                        | 2512                       | 2512                       | 2321                       | 日車                       | 2007/02/13                 | 静岡                       |                            |
| T13                        | 2513                       | 2513                       | 2322                       | 日車                       | 2007/02/13                 | 静岡                       |                            |
| T14                        | 2514                       | 2514                       | 2323                       | 日車                       | 2007/02/13                 | 静岡                       |                            |
| T15                        | 2515                       | 2515                       | 2324                       | 日車                       | 2007/02/16                 | 静岡                       |                            |
| T16                        | 2516                       | 2516                       | 2425                       | 日車                       | 2007/02/16                 | 静岡                       |                            |
| T17                        | 2517                       | 2517                       | 2326                       | 日車                       | 2007/02/16                 | 静岡                       |                            |

| ← 熱海・国府津豊橋・甲府 → | ← 熱海・国府津豊橋・甲府 → | ← 熱海・国府津豊橋・甲府 → | ← 熱海・国府津豊橋・甲府 → | ← 熱海・国府津豊橋・甲府 → | ← 熱海・国府津豊橋・甲府 → | ← 熱海・国府津豊橋・甲府 → | ← 熱海・国府津豊橋・甲府 → |
| -------------------------- | -------------------------- | -------------------------- | -------------------------- | -------------------------- | -------------------------- | -------------------------- | -------------------------- |
| 編成番号                   | クモハ 313                 | モハ 313                   | クハ 312                   | 製造                       | 落成日                     | 配置                       | 備考                       |
| N1                         | 2601                       | 2601                       | 2327                       | 近車                       | 2006/12/21                 | 静岡                       |                            |
| N2                         | 2602                       | 2602                       | 2328                       | 近車                       | 2006/12/21                 | 静岡                       |                            |
| N3                         | 2603                       | 2603                       | 2329                       | 近車                       | 2006/11/22                 | 静岡                       |                            |
| N4                         | 2604                       | 2604                       | 2330                       | 近車                       | 2006/11/22                 | 静岡                       |                            |
| N5                         | 2605                       | 2605                       | 2331                       | 近車                       | 2006/12/06                 | 静岡                       |                            |
| N6                         | 2606                       | 2606                       | 2332                       | 近車                       | 2006/12/06                 | 静岡                       |                            |
| N7                         | 2607                       | 2607                       | 2333                       | 近車                       | 2007/01/19                 | 静岡                       |                            |
| N8                         | 2608                       | 2608                       | 2334                       | 近車                       | 2007/01/19                 | 静岡                       |                            |
| N9                         | 2609                       | 2609                       | 2335                       | 近車                       | 2007/01/25                 | 静岡                       |                            |
| N10                        | 2610                       | 2610                       | 2336                       | 近車                       | 2007/01/25                 | 静岡                       |                            |

| ← 熱海・国府津米原・甲府・美濃赤坂 → ← 豊橋（飯田線）辰野・茅野 → | ← 熱海・国府津米原・甲府・美濃赤坂 → ← 豊橋（飯田線）辰野・茅野 → | ← 熱海・国府津米原・甲府・美濃赤坂 → ← 豊橋（飯田線）辰野・茅野 → | ← 熱海・国府津米原・甲府・美濃赤坂 → ← 豊橋（飯田線）辰野・茅野 → | ← 熱海・国府津米原・甲府・美濃赤坂 → ← 豊橋（飯田線）辰野・茅野 → | ← 熱海・国府津米原・甲府・美濃赤坂 → ← 豊橋（飯田線）辰野・茅野 → | ← 熱海・国府津米原・甲府・美濃赤坂 → ← 豊橋（飯田線）辰野・茅野 → | ← 熱海・国府津米原・甲府・美濃赤坂 → ← 豊橋（飯田線）辰野・茅野 → |
| ----------------------------------------------------------------- | ----------------------------------------------------------------- | ----------------------------------------------------------------- | ----------------------------------------------------------------- | ----------------------------------------------------------------- | ----------------------------------------------------------------- | ----------------------------------------------------------------- | ----------------------------------------------------------------- |
| 編成番号                                                          | クモハ 313                                                        | クハ 312                                                          | 製造                                                              | 落成日                                                            | 落成配置                                                          | 現配置                                                            | 備考                                                              |
| V1                                                                | 3001                                                              | 3001                                                              | 東急                                                              | 1999/03/01                                                        | 静岡                                                              | 静岡                                                              |                                                                   |
| V2                                                                | 3002                                                              | 3002                                                              | 東急                                                              | 1999/03/01                                                        | 静岡                                                              | 静岡                                                              |                                                                   |
| V3                                                                | 3003                                                              | 3003                                                              | 東急                                                              | 1999/03/01                                                        | 静岡                                                              | 静岡                                                              |                                                                   |
| V4                                                                | 3004                                                              | 3004                                                              | 東急                                                              | 1999/03/02                                                        | 静岡                                                              | 静岡                                                              |                                                                   |
| V5                                                                | 3005                                                              | 3005                                                              | 東急                                                              | 1999/03/02                                                        | 静岡                                                              | 静岡                                                              |                                                                   |
| V6                                                                | 3006                                                              | 3006                                                              | 東急                                                              | 1999/03/02                                                        | 静岡                                                              | 静岡                                                              |                                                                   |
| V7                                                                | 3007                                                              | 3007                                                              | 日車                                                              | 1999/03/19                                                        | 静岡                                                              | 静岡                                                              |                                                                   |
| V8                                                                | 3008                                                              | 3008                                                              | 日車                                                              | 1999/03/19                                                        | 静岡                                                              | 静岡                                                              |                                                                   |
| V9                                                                | 3009                                                              | 3009                                                              | 日車                                                              | 1999/03/19                                                        | 静岡                                                              | 静岡                                                              |                                                                   |
| V10                                                               | 3010                                                              | 3010                                                              | 日車                                                              | 1999/03/29                                                        | 静岡                                                              | 静岡                                                              |                                                                   |
| V11                                                               | 3011                                                              | 3011                                                              | 日車                                                              | 1999/03/29                                                        | 静岡                                                              | 静岡                                                              |                                                                   |
| V12                                                               | 3012                                                              | 3012                                                              | 日車                                                              | 1999/03/29                                                        | 静岡                                                              | 静岡                                                              |                                                                   |
| R101                                                              | 3013                                                              | 3013                                                              | 日車                                                              | 1999/03/08                                                        | 神領                                                              | 大垣                                                              | 旧番号：B301                                                      |
| R102                                                              | 3014                                                              | 3014                                                              | 日車                                                              | 1999/03/08                                                        | 神領                                                              | 大垣                                                              | 旧番号：B302                                                      |
| R103                                                              | 3015                                                              | 3015                                                              | 日車                                                              | 1999/03/08                                                        | 神領                                                              | 大垣                                                              | 旧番号：B303                                                      |
| R104                                                              | 3016                                                              | 3016                                                              | 日車                                                              | 1999/03/08                                                        | 神領                                                              | 大垣                                                              | 旧番号：B304                                                      |
| R105                                                              | 3017                                                              | 3017                                                              | 日車                                                              | 1999/03/12                                                        | 神領                                                              | 大垣                                                              | 旧番号：B305                                                      |
| R106                                                              | 3018                                                              | 3018                                                              | 日車                                                              | 1999/03/12                                                        | 神領                                                              | 大垣                                                              | 旧番号：B306                                                      |
| R107                                                              | 3019                                                              | 3019                                                              | 日車                                                              | 1999/03/12                                                        | 神領                                                              | 大垣                                                              | 旧番号：B307                                                      |
| R108                                                              | 3020                                                              | 3020                                                              | 日車                                                              | 1999/03/12                                                        | 神領                                                              | 大垣                                                              | 旧番号：B308                                                      |
| R109                                                              | 3021                                                              | 3021                                                              | 近車                                                              | 1999/03/10                                                        | 神領                                                              | 大垣                                                              | 旧番号：B309                                                      |
| R110                                                              | 3022                                                              | 3022                                                              | 近車                                                              | 1999/03/10                                                        | 神領                                                              | 大垣                                                              | 旧番号：B310                                                      |
| R111                                                              | 3023                                                              | 3023                                                              | 近車                                                              | 1999/03/10                                                        | 神領                                                              | 大垣                                                              | 旧番号：B311                                                      |
| R112                                                              | 3024                                                              | 3024                                                              | 近車                                                              | 1999/03/10                                                        | 神領                                                              | 大垣                                                              | 旧番号：B312                                                      |
| R113                                                              | 3025                                                              | 3025                                                              | 近車                                                              | 1999/03/25                                                        | 神領                                                              | 大垣                                                              | 旧番号：B313                                                      |
| R114                                                              | 3026                                                              | 3026                                                              | 近車                                                              | 1999/03/25                                                        | 神領                                                              | 大垣                                                              | 旧番号：B314                                                      |
| R115                                                              | 3027                                                              | 3027                                                              | 近車                                                              | 1999/03/25                                                        | 神領                                                              | 大垣                                                              | 旧番号：B315                                                      |
| R116                                                              | 3028                                                              | 3028                                                              | 近車                                                              | 1999/03/25                                                        | 神領                                                              | 大垣                                                              | 旧番号：B316                                                      |

| ← 熱海・国府津豊橋・甲府 → | ← 熱海・国府津豊橋・甲府 → | ← 熱海・国府津豊橋・甲府 → | ← 熱海・国府津豊橋・甲府 → | ← 熱海・国府津豊橋・甲府 → | ← 熱海・国府津豊橋・甲府 → | ← 熱海・国府津豊橋・甲府 → |
| -------------------------- | -------------------------- | -------------------------- | -------------------------- | -------------------------- | -------------------------- | -------------------------- |
| 編成番号                   | クモハ 313                 | クハ 312                   | 製造                       | 落成日                     | 配置                       | 備考                       |
| V13                        | 3101                       | 3101                       | 日車                       | 2006/08/01                 | 静岡                       |                            |
| V14                        | 3102                       | 3102                       | 日車                       | 2006/08/01                 | 静岡                       |                            |

| ← 浜松米原 → | ← 浜松米原 → | ← 浜松米原 → | ← 浜松米原 → | ← 浜松米原 → | ← 浜松米原 → | ← 浜松米原 → | ← 浜松米原 → | ← 浜松米原 → | ← 浜松米原 → | ← 浜松米原 →                  |
| ------------ | ------------ | ------------ | ------------ | ------------ | ------------ | ------------ | ------------ | ------------ | ------------ | ----------------------------- |
| 編成番号     | クモハ 313   | サハ 313     | モハ 313     | サハ 313     | モハ 313     | クハ 312     | 製造         | 落成日       | 配置         | 備考                          |
| Y101         | 5001         | 5301         | 5001         | 5001         | 5301         | 5001         | 日車         | 2006/08/07   | 大垣         |                               |
| Y102         | 5002         | 5302         | 5002         | 5002         | 5402         | 5102         | 日車         | 2006/08/09   | 大垣         | 太字は 2019/09/30付で代替新造 |
| Y103         | 5003         | 5303         | 5003         | 5003         | 5303         | 5003         | 日車         | 2006/08/21   | 大垣         |                               |
| Y104         | 5004         | 5304         | 5004         | 5004         | 5304         | 5004         | 日車         | 2006/08/23   | 大垣         |                               |
| Y105         | 5005         | 5305         | 5005         | 5005         | 5305         | 5005         | 日車         | 2006/08/28   | 大垣         |                               |
| Y106         | 5006         | 5306         | 5006         | 5006         | 5306         | 5006         | 日車         | 2006/08/30   | 大垣         |                               |
| Y107         | 5007         | 5307         | 5007         | 5007         | 5307         | 5007         | 日車         | 2006/09/01   | 大垣         |                               |
| Y108         | 5008         | 5308         | 5008         | 5008         | 5308         | 5008         | 日車         | 2006/09/07   | 大垣         |                               |
| Y109         | 5009         | 5309         | 5009         | 5009         | 5309         | 5009         | 日車         | 2006/09/11   | 大垣         |                               |
| Y110         | 5010         | 5310         | 5010         | 5010         | 5310         | 5010         | 日車         | 2006/09/13   | 大垣         |                               |
| Y111         | 5011         | 5311         | 5011         | 5011         | 5311         | 5011         | 日車         | 2006/09/15   | 大垣         |                               |
| Y112         | 5012         | 5312         | 5012         | 5012         | 5312         | 5012         | 日車         | 2006/09/20   | 大垣         |                               |
| Y113         | 5013         | 5313         | 5013         | 5013         | 5313         | 5013         | 日車         | 2010/07/15   | 大垣         |                               |
| Y114         | 5014         | 5314         | 5014         | 5014         | 5314         | 5014         | 日車         | 2012/07/18   | 大垣         |                               |
| Y115         | 5015         | 5315         | 5015         | 5015         | 5315         | 5015         | 日車         | 2012/08/08   | 大垣         |                               |
| Y116         | 5016         | 5316         | 5016         | 5016         | 5316         | 5016         | 日車         | 2013/01/09   | 大垣         |                               |
| Y117         | 5017         | 5317         | 5017         | 5017         | 5317         | 5017         | 日車         | 2013/02/06   | 大垣         |                               |

| 編成番号 | クモハ 313 | クハ 312 | 製造 | 落成日     | 配置 | 備考 |
| Z1       | 5301       | 5018     | 日車 | 2010/07/15 | 大垣 |      |
| Z2       | 5302       | 5019     | 日車 | 2012/07/18 | 大垣 |      |
| Z3       | 5303       | 5020     | 日車 | 2012/08/08 | 大垣 |      |
| Z4       | 5304       | 5021     | 日車 | 2013/01/09 | 大垣 |      |
| Z5       | 5305       | 5022     | 日車 | 2013/20/06 | 大垣 |      |

| ← 熱海・国府津豊橋・甲府 → | ← 熱海・国府津豊橋・甲府 → | ← 熱海・国府津豊橋・甲府 → | ← 熱海・国府津豊橋・甲府 → | ← 熱海・国府津豊橋・甲府 → | ← 熱海・国府津豊橋・甲府 → | ← 熱海・国府津豊橋・甲府 → | ← 熱海・国府津豊橋・甲府 → | ← 熱海・国府津豊橋・甲府 → |
| -------------------------- | -------------------------- | -------------------------- | -------------------------- | -------------------------- | -------------------------- | -------------------------- | -------------------------- | -------------------------- |
| 編成番号                   | クモハ 313                 | モハ 313                   | クハ 312                   | 製造                       | 落成日                     | 落成配置                   | 現配置                     | 備考                       |
| S1                         | 8501                       | 8501                       | 8001                       | 近車                       | 1999/09/29                 | 神領                       | 静岡                       | 旧番号：B201               |
| S2                         | 8502                       | 8502                       | 8002                       | 近車                       | 1999/09/29                 | 神領                       | 静岡                       | 旧番号：B202               |
| S3                         | 8503                       | 8503                       | 8003                       | 日車                       | 1999/09/24                 | 神領                       | 静岡                       | 旧番号：B203               |
| S4                         | 8504                       | 8504                       | 8004                       | 日車                       | 1999/09/24                 | 神領                       | 静岡                       | 旧番号：B204               |
| S5                         | 8505                       | 8505                       | 8005                       | 日車                       | 2001/02/23                 | 神領                       | 静岡                       | 旧番号：B205               |
| S6                         | 8506                       | 8506                       | 8006                       | 日車                       | 2001/02/23                 | 神領                       | 静岡                       | 旧番号：B206               |